# Valéry Giscard d'Estaing
« Giscard » et « VGE » redirigent ici. Pour les autres significations, voir Giscard (homonymie) et VGE (homonymie).
« Giscard d'Estaing » redirige ici. Pour les autres membres de la famille, voir Famille Giscard d'Estaing.
Valéry Giscard d'Estaing [valeʁi ʒiskaʁ dɛstɛ̃]  — communément appelé « Giscard » ou désigné par ses initiales, « VGE » —, né le 2 février 1926 à Coblence (Allemagne) et mort le 2 décembre 2020 à Authon (France), est un homme d'État français, président de la République du 27 mai 1974 au 21 mai 1981.
Polytechnicien et énarque, il commence sa carrière comme inspecteur des finances, avant de devenir directeur adjoint du cabinet d’Edgar Faure, président du Conseil. En 1956, il est élu député du Puy-de-Dôme. Sous la présidence du général de Gaulle, il exerce les fonctions secrétaire d'État aux Finances (1959-1962) puis de ministre des Finances et des Affaires économiques (1962-1966). Il prend ensuite ses distances avec le pouvoir gaulliste, en particulier lors du référendum de 1969, contribuant au départ de De Gaulle. Durant la présidence de Georges Pompidou, de 1969 à 1974, il est à nouveau ministre de l'Économie et des Finances. En parallèle, il fonde et préside les Républicains indépendants, deuxième composante de la majorité de droite.
Candidat à l'élection présidentielle de 1974, il devance au premier tour le gaulliste Jacques Chaban-Delmas puis l'emporte face au représentant de l'Union de la gauche, François Mitterrand, à l’issue d'un scrutin marqué par une participation record dans l’histoire de France. À 48 ans, il devient le plus jeune président de la République depuis 1895.
Prônant une « société libérale avancée », il fait voter l'abaissement de la majorité civile, la dépénalisation de l'interruption volontaire de grossesse, le divorce par consentement mutuel, l'élargissement du droit de saisine du Conseil constitutionnel et la fin de la tutelle de la télévision publique. Il gouverne avec la majorité de droite acquise en 1973 et renouvelée en 1978. Sa politique étrangère est marquée par le renforcement de la construction européenne, par sa contribution au lancement du G7, ainsi que par l'implication militaire de la France dans la bataille de Kolwezi (Zaïre) et dans l'opération Caban (Centrafrique), qui renverse l’empereur Bokassa, à l’origine de l’« affaire des diamants ».
Sur le plan économique, tout en développant le projet de train à grande vitesse (TGV) et en relançant le nucléaire, il doit faire face à la fin des Trente Glorieuses et aux chocs pétroliers. En 1976, après la démission de Jacques Chirac, il nomme à la fonction de Premier ministre l’économiste Raymond Barre, qui mène jusqu'à la fin de son septennat une politique de rigueur très impopulaire. Valéry Giscard d'Estaing se montre progressivement de plus en plus conservateur, en particulier sur l'immigration. Bien que sa majorité ait remporté les élections législatives de 1978 et qu’il ait longtemps été donné réélu pour un second mandat, il est battu par François Mitterrand à l'élection présidentielle de 1981, en partie à cause des réticences du RPR de Jacques Chirac à le soutenir.
Par la suite, il est réélu à l’Assemblée nationale et accède à la présidence du conseil régional d'Auvergne. Devenu président de l'Union pour la démocratie française (UDF), fondée durant son septennat, il est l’un des principaux dirigeants de l'opposition au pouvoir socialiste. Fervent partisan de l'Union européenne, il est député européen puis président de la Convention sur l'avenir de l'Europe. Il se retire de la vie politique en 2004 et siège au Conseil constitutionnel français, dont il est membre de droit en tant qu'ancien président de la République.
Auteur de plusieurs essais et romans, il est élu à l'Académie française en 2003, au fauteuil laissé par Léopold Sédar Senghor. Il est le président de la République française ayant vécu le plus longtemps, tant par son âge (94 ans) que par la durée écoulée après la fin de son mandat (près de 40 ans).

## Situation personnelle

### Famille

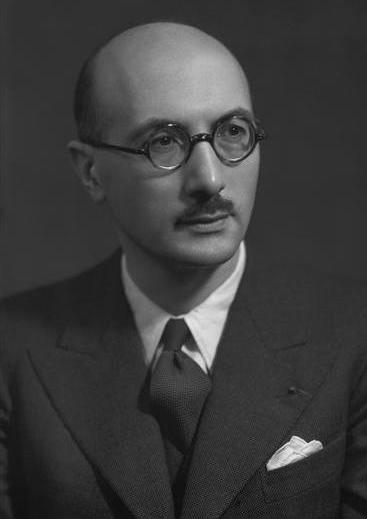
Son père, Edmond Giscard d'Estaing.

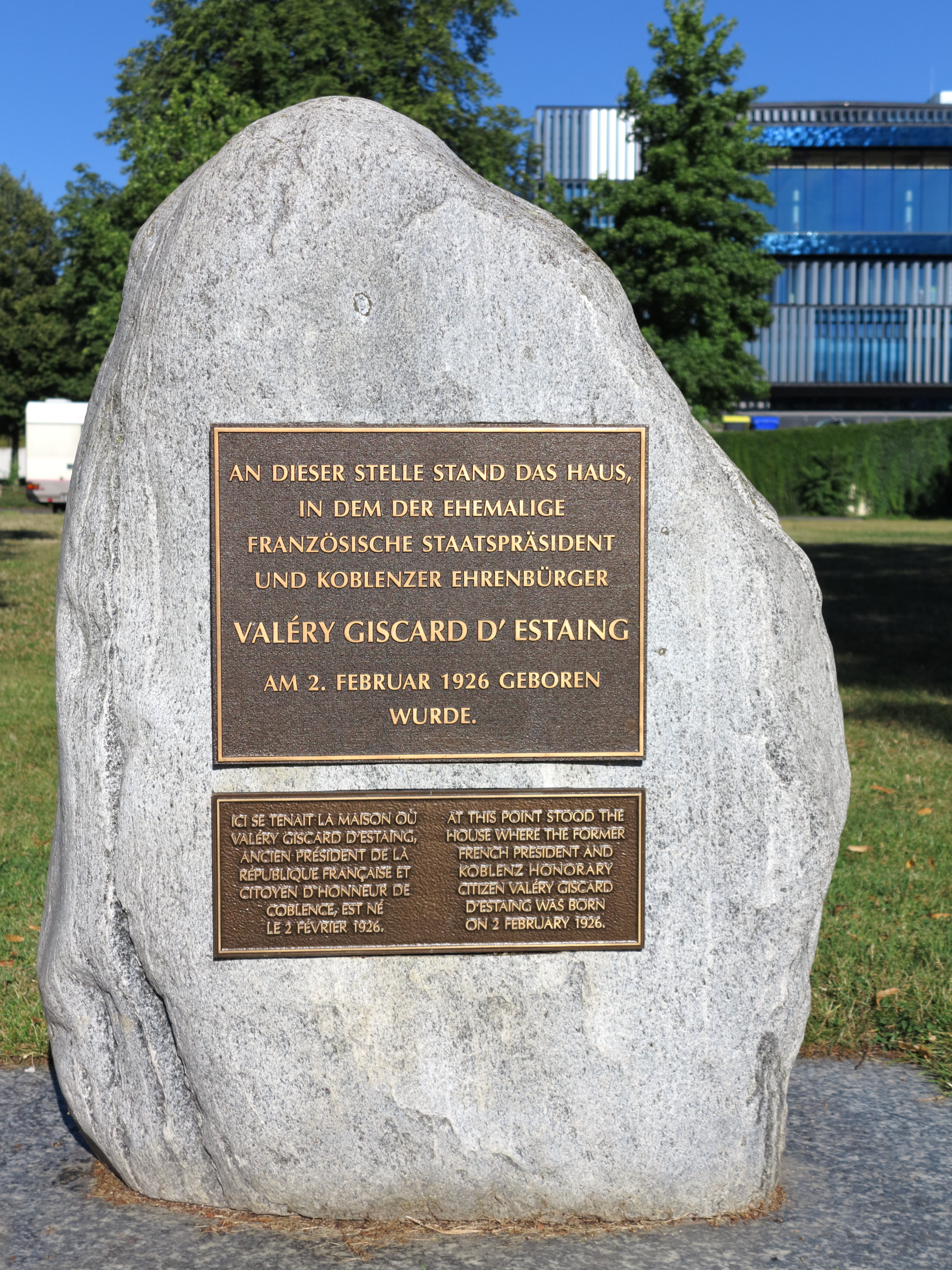
Stèle devant sa maison natale, à Coblence.

Valéry René Marie Georges Giscard d’Estaing naît le 2 février 1926 à Coblence, où son père est directeur des finances du haut-commissariat français en Rhénanie, région alors occupée par les forces françaises.
Il est issu d'une ancienne famille bourgeoise, active dans la vie politique française.
Son père, Edmond Giscard (1894-1982), devenu Giscard d'Estaing en juin 1922, est inspecteur des Finances, économiste, membre de l'Institut de France, grand officier de l'ordre national de la Légion d'honneur et titulaire de l'ordre de la Francisque. Recevant Paul Reynaud, autre figure de la droite des années 1930, et cultivant l'amitié de Jean Tardieu, il est membre de huit conseils d'administration en Indochine, préside la Société financière française et coloniale (SFFC) et dirige la délégation française au congrès de la Chambre de commerce internationale de mai 1953.
Sa mère, May Bardoux (1901-2003), est la fille de l'homme politique Jacques Bardoux, élu sénateur du Puy-de-Dôme en 1938, et la petite-fille d'Agénor Bardoux, qui fut notamment ministre de l'Instruction publique au début de la IIIe République. Du même côté de son arbre généalogique, Valéry Giscard d'Estaing est issu des ministres Jean-Pierre et Camille de Montalivet, par leur petite-fille et fille Marthe, épouse du juriste et historien Georges Picot ; il est également l'un des descendants en ligne féminine d'Adélaïde de Saint-Germain, qui passe pour une fille adultérine du roi Louis XV et de Catherine Éléonore Bénard, maîtresse royale.
Il a trois sœurs — Sylvie (épouse Las Cases, 1924-2008), Isabelle (épouse Lasteyrie du Saillant, 1935-2021) et Marie-Laure (épouse Froissard de Broissia, née en 1939) —, qui portent toutes trois le titre de courtoisie de comtesse (par mariage), et un frère, Olivier (1927-2021), devenu homme d'affaires et homme politique.
C'est par l'intermédiaire du journaliste et écrivain Alfred Fabre-Luce (époux de Charlotte de Faucigny-Lucinge, sa tante et marraine) qu'il rencontre Anne-Aymone Sauvage de Brantes. Le 17 décembre 1952, il l'épouse à la mairie du 8e arrondissement de Paris, avec pour témoin de mariage la maréchale de Lattre de Tassigny. Le 23 décembre a lieu la cérémonie religieuse, dans la chapelle du château d'Authon, propriété des de Brantes. Anne-Aymone Sauvage de Brantes est la fille du comte romain François Sauvage de Brantes, lieutenant-colonel de cavalerie, officier de la Légion d'honneur, résistant mort au camp de concentration de Mauthausen (Autriche) en 1944, et de la comtesse, née princesse Aymone de Faucigny-Lucinge (elle-même descendante du roi Charles X).
Valéry et Anne-Aymone Giscard d'Estaing ont quatre enfants : Valérie-Anne (née en 1953), éditrice, Henri (né en 1956), homme d'affaires, Louis (né en 1958), homme politique, et Jacinte (1960-2018), vétérinaire. 
Selon des articles de presse, Valéry Giscard d'Estaing aurait aussi un enfant adultérin, Gaspard de Veyrac, avec son assistante parlementaire Christine de Veyrac,.

### Premières années

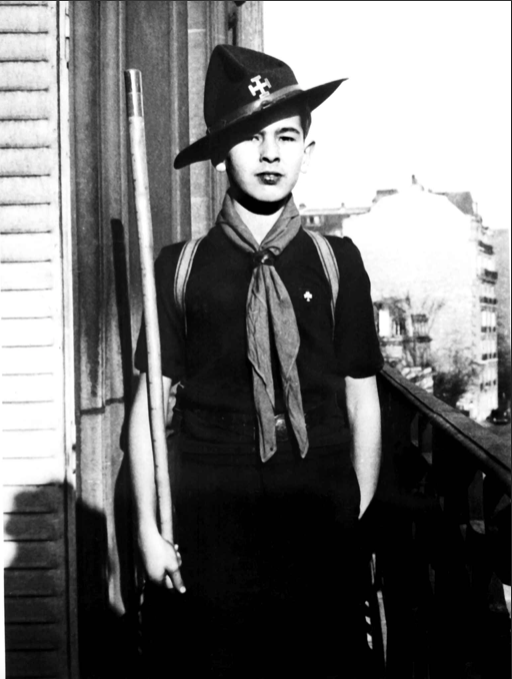
Valéry Giscard d'Estaing en tenue de scout (vers 1935).

Quelques mois après sa naissance, en juillet 1926, le père de Valéry Giscard d'Estaing est rappelé à Paris par l'inspection des finances. La famille s'installe alors au 71, rue du Faubourg-Saint-Honoré, dans le 8e arrondissement de Paris.
Enfant, Valéry Giscard d'Estaing fréquente le château de la Varvasse à Chanonat (près de Clermont-Ferrand), acquis par son père en 1931,. Sa famille y reçoit à l'occasion l'empereur d'Annam Bảo Đại, rencontré par Edmond Giscard d'Estaing en Indochine, qui vient prendre les eaux à Vichy, ou boit le thé le dimanche avec celle d'Anne Pingeot, des industriels voisins de cinq kilomètres et apparentés aux Michelin. Ces derniers et les Giscard se croisent à la messe à la cathédrale de Clermont-Ferrand, mais « chacun de son côté », même si VGE assistera au mariage d'Édouard Michelin en 1992 à Chartres et le soutiendra dans les épreuves sociales.
Le jeune homme pratique le scoutisme chez les Scouts de France et fait ses humanités à l'école Gerson et au lycée Blaise-Pascal de Clermont-Ferrand. Plus tard à Paris, il est élève au lycée Janson-de-Sailly et au lycée Louis-le-Grand, pendant l'Occupation. Il obtient son double baccalauréat en philosophie et mathématiques élémentaires en 1942, à l'âge de seize ans,.

### Combattant à la Libération
Après une classe préparatoire au lycée Louis-le-Grand, Valéry Giscard d'Estaing participe à la libération de Paris à l'âge de 18 ans, en août 1944, faisant partie du service d'ordre chargé de la protection du représentant civil du général de Gaulle en zone encore occupée, Alexandre Parodi. Il refuse de retourner au lycée Louis-le-Grand pour y préparer l'École polytechnique et s'engage au 2e régiment de dragons dans la 1re armée française, sous les ordres du général Jean de Lattre de Tassigny,.
Le 13 avril 1945, il est promu au grade de brigadier et obtient cette citation à l'ordre de l'Armée quelques jours plus tard : « Brigadier Giscard d'Estaing du 2e escadron. Engagé volontaire à 19 ans. Devenu rapidement un pointeur de grande classe, a fait preuve de calme et de sang-froid le 21 avril à Behla, en dirigeant à pied le conducteur d'un char remorqué sous le feu, montrant un complet mépris des armes automatiques et des mortiers qui l'environnaient. Le 25 avril, à Zollhaus, son char, ayant reçu un Panzerfaust, a continué à tirer au canon malgré la violence de l'explosion […]. Grâce à cette action immédiate, l'ennemi a cessé son feu de Panzerfaust et le char a pu reprendre sa mission. »
Il est par ailleurs dans le premier char qui entre dans Constance, le 26 avril 1945. Il apprend la capitulation allemande, le 8 mai 1945, alors qu'il est sur un chasseur de chars en Autriche,.
Après huit mois de campagne et vingt-huit jours au combat, il est décoré de la croix de guerre 1939-1945. Il défile devant le général de Gaulle le 14 juillet 1945.

### Études supérieures et début de carrière

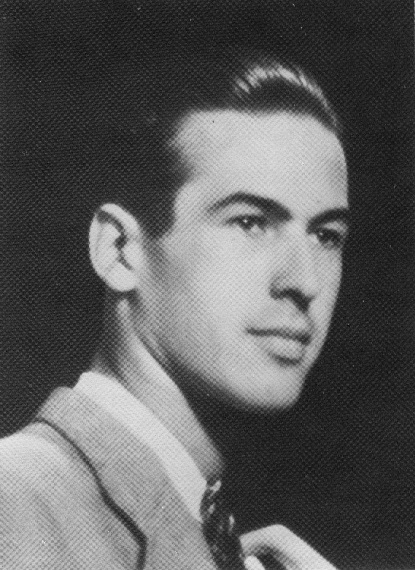
Valéry Giscard d'Estaing dans les années 1940.

À la rentrée 1945, Valéry Giscard d'Estaing réintègre le lycée Louis-le-Grand. Il est reçu sixième (sur 385) au concours de l'École polytechnique en juillet 1946,,. Il en sort en juin 1948 et choisit d'intégrer la toute nouvelle École nationale d'administration (ENA) ; son entrée est facilitée par le décret du 19 juillet 1948 permettant à un polytechnicien par promotion d'y entrer sans passer de concours,.
Avant sa rentrée à l’ENA, il voyage aux États-Unis et au Canada : il trouve à Montréal un emploi temporaire de professeur au collège Stanislas. Le 3 janvier 1949, il intègre l’ENA. Il effectue un stage de huit mois en Sarre, à l’issue duquel il rédige un mémoire intitulé Le Rattachement économique de la Sarre à la France, pour lequel il obtient la note de 19/20,.
Sorti quatrième au classement général de l'ENA en 1951 (promotion Europe), il entre à l'Inspection générale des finances,.

## Parcours politique

### Débuts (1955-1959)
Ses débuts en politique ont pour toile de fond la concurrence pour la présidence du Conseil entre le radical Pierre Mendès France et le modéré Antoine Pinay, ainsi que l’opposition au sein du Parti radical entre le premier et Edgar Faure,.
Dès 1954, Valéry Giscard d'Estaing exerce un « rôle officieux » auprès d’Edgar Faure, ministre des Finances du gouvernement Mendès France et figure de l'aile droite du Parti radical, en conflit avec l'aile gauche menée par le chef du gouvernement. En janvier 1955, une semaine avant de changer de portefeuille ministériel, Edgar Faure associe Giscard d’Estaing à un « comité de libération des échanges » chargé d'analyser l'inflation, thème de prédilection d'Antoine Pinay, ancien président du Conseil et dirigeant du Centre national des indépendants et paysans (CNIP),. Peu après, une vingtaine de députés du Parti radical votent la chute de Mendès France. Appelé à dénouer la crise, Antoine Pinay propose un gouvernement d’union nationale mais renonce finalement face au risque de barrage de la SFIO et du MRP ; il s’efface alors au profit d’Edgar Faure.
Lors des élections cantonales d'avril 1955, dernier scrutin avant la scission des radicaux et l'effondrement de leur aile droite aux élections législatives de 1956 face au Front républicain créé par Mendès France, Valéry Giscard d'Estaing se déplace dans le Jura pour défendre le nouveau président du Conseil, défié dans sa circonscription par le populiste Pierre Poujade. En juin 1955, Jacques Duhamel, qui prend la direction du cabinet d'Edgar Faure, choisit comme adjoint VGE, dont l'ami Michel Poniatowski dirige depuis quelques mois le cabinet de Pierre Pflimlin, ministre des Finances. Valéry Giscard d'Estaing bénéficie alors d'une délégation de signature et conseille à Edgar Faure, à la fin de l’année 1955, une décision qui déclenche l’exclusion — attendue — de celui-ci du Parti radical : la dissolution de l'Assemblée nationale, afin de prendre de court Mendès France, qui vient de reconquérir le Parti radical à l’issue d'un congrès extraordinaire,.
Aux élections législatives anticipées qui suivent, avec le soutien appuyé d'Antoine Pinay, que sa famille connaît bien, Valéry Giscard d'Estaing figure en deuxième position sur la liste du CNIP dans le Puy-de-Dôme, département pour lequel son arrière-grand-père Agénor Bardoux et son grand-père Jacques Bardoux furent longtemps députés. Grâce à la loi sur les apparentements et malgré un recul du CNIP face à la SFIO, qui obtient quelque 5 000 voix de plus mais un seul député, il est élu parlementaire. Âgé de 29 ans, il quitte Matignon avec la chute de Faure et rejoint la commission des Lois de l’Assemblée nationale. Défenseur de l'Algérie française, il s'oppose en 1956 au plan de Jean de Lipkowski de statut d'indépendance pour le Constantinois. Lors des débats de 1957 sur la ratification du traité de Rome créant la Communauté économique européenne (future Union européenne), il s’élève contre Mendès France, qui demande des délais.
Nommé membre de la délégation française à la XIe session de l'Assemblée générale des Nations unies en 1956, il est élu en 1958 conseiller général du Puy-de-Dôme dans le canton de Rochefort-Montagne, où il sera reconduit sans discontinuer jusqu'en 1974. La liste d'union de la droite qu'il mène aux élections municipales de 1959 à Clermont-Ferrand ne réunit cependant qu'un tiers des voix, étant battue par celle du sénateur et maire SFIO sortant, Gabriel Montpied.

### Sous la présidence du général de Gaulle (1959-1969)

#### Accès aux portefeuilles ministériels
Le 8 janvier 1959, six mois après son vote en faveur de l'investiture au gouvernement de Gaulle et quelques jours après l'élection du général de Gaulle à la présidence de la République, Valéry Giscard d'Estaing, âgé de 32 ans, est nommé secrétaire d'État aux Finances aux côtés du ministre des Finances et des Affaires économiques, Antoine Pinay. Il est principalement chargé d'assister et de représenter le ministre des Finances et, pendant trois ans, travaille en étroite collaboration avec le Premier ministre, Michel Debré, avec qui il est lié depuis plusieurs années et qui est comme lui partisan de l'Algérie française. Contrairement aux autres secrétaires d'État, il intervient régulièrement en Conseil des ministres, au motif que ses fonctions gouvernementales touchent de nombreux domaines. Philippe de Gaulle, fils du général de Gaulle, indique à ce sujet :

« Mon père savait gré à Giscard de l’avoir aidé à remettre les finances à flot en dix-huit mois après son retour au pouvoir. « En réalité, soulignait-il, ce n'était pas le bon M. Pinay qui travaillait le plus, mais son secrétaire d'État, Valéry Giscard d'Estaing. Pinay venait au Conseil des ministres avec son chapeau, poussait des grognements quand je l’interrogeais, puis remettait son chapeau et s’en allait en poussant des grognements. Et Giscard d’Estaing faisait tout le boulot derrière lui. Je n’ai jamais eu de meilleur grand argentier que lui. »

Michel Debré propose le nom de Valéry Giscard d'Estaing pour remplacer Wilfrid Baumgartner, qui a succédé en 1960 à Antoine Pinay. Le 18 janvier 1962, Giscard est ainsi nommé ministre des Finances et des Affaires économiques dans le gouvernement Debré. Il conserve ses fonctions sous le gouvernement Pompidou, formé trois mois plus tard. En vue des élections législatives de 1962, il mène une scission du CNIP pour former le Comité d'études et de liaison des Républicains indépendants, abrégé en Républicains indépendants (RI), et un groupe RI à l’Assemblée nationale. Lors du scrutin, son mouvement obtient 18 députés, contre 12 pour le CNIP.
Peu après son entrée au gouvernement, il refuse de faire partie de la délégation pour les affaires économiques dans le cadre des négociations avec le Front de libération nationale (FLN) en vue de l'indépendance de l'Algérie. Il est en effet longtemps partisan de l'Algérie française et des liens entre lui et l'Organisation de l'armée secrète (OAS) sont régulièrement évoqués[source insuffisante]. Ses diverses correspondances de l'époque montrent qu'il est troublé par l'idée de l'indépendance, à laquelle le président de Gaulle ne semble plus s'opposer, ainsi que par le refus de celui-ci d'aborder la question algérienne en Conseil des ministres. Mais il n'émet pas de critique publique à l'égard de la politique du gouvernement et se montre favorable à « un cadre fédéral assez souple » ou à une partition de l'Algérie. Il dira ensuite avoir été convaincu par la position du Général. L’hypothèse de son implication dans l'attentat du Petit-Clamart contre le général de Gaulle est plusieurs fois évoquée, notamment en 2015 par l’un des participants à la tentative d’assassinat, Lajos Marton, qui affirme que Valéry Giscard d’Estaing informait l’OAS des déplacements du chef de l’État,. Après l'indépendance de l'Algérie, Valéry Giscard d'Estaing est chargé de concevoir les procédures financières et d'instaurer des structures administratives permettant d'indemniser les rapatriés.

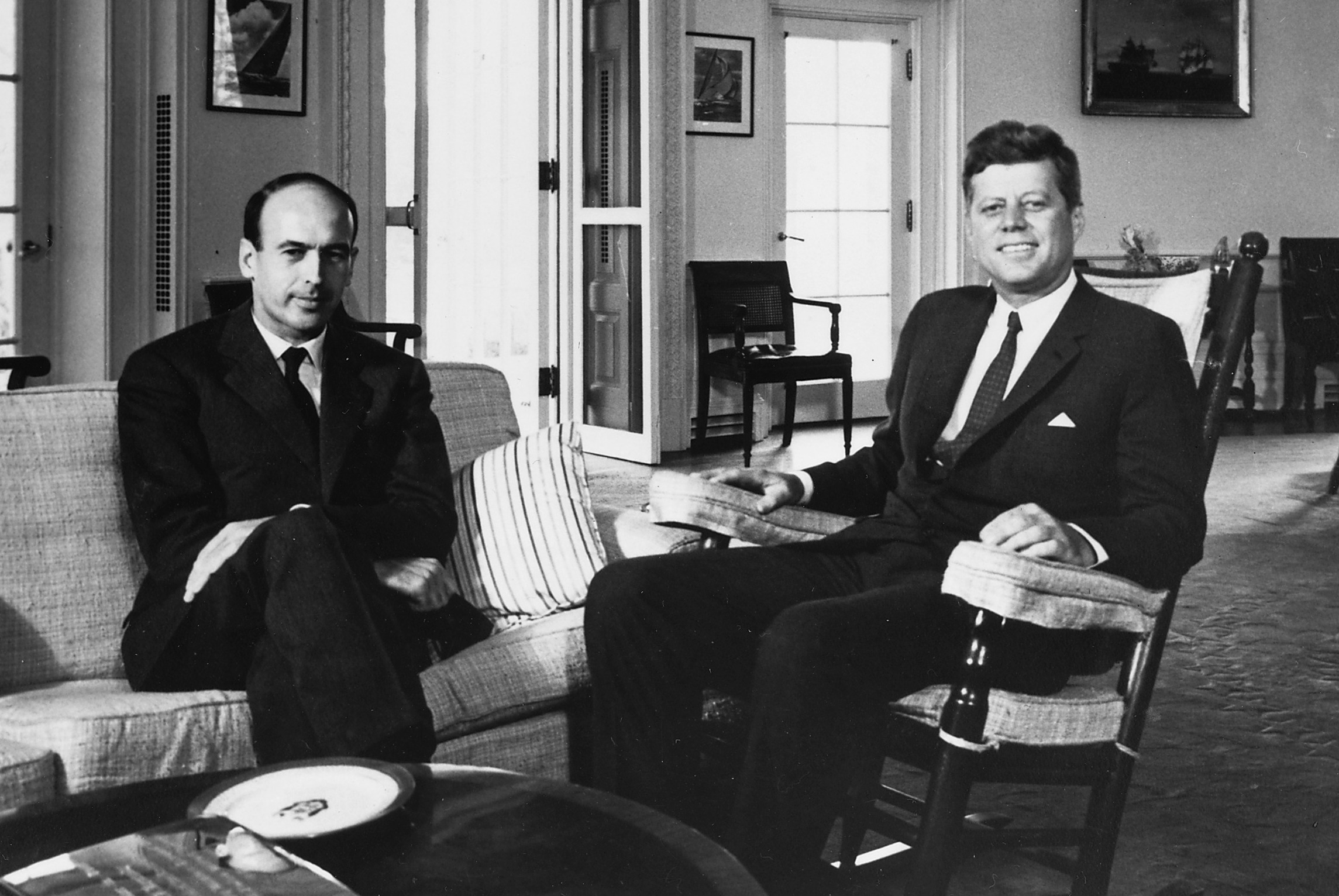
Valéry Giscard d'Estaing à la Maison-Blanche avec le président américain, John F. Kennedy, le 24 juillet 1962.

Pour restaurer l'équilibre du budget de l'État français et freiner la croissance de la consommation au profit de l'investissement, il poursuit la politique définie par le plan « Pinay-Rueff », qui a notamment conduit à une dévaluation massive, avant la mise en circulation d'un nouveau franc en 1960, au retour à la convertibilité extérieure du franc, à la libération des échanges. Lancé au début de la présidence du général de Gaulle, ce plan résorbe les principaux déséquilibres macroéconomiques dans une période de forte croissance. Valéry Giscard d'Estaing s'attache à continuer l'œuvre de réorganisation administrative entamée par ses prédécesseurs : dès 1962, il fait intégrer administrativement au sein du ministère les services des affaires économiques, puis, en 1965, la direction du Trésor absorbe celle des finances extérieures et reconstitue la direction du mouvement général des Fonds d'avant guerre, tandis que le Service des études économiques et financières devient la Direction de la prévision.
En 1965, pour la première fois depuis la Seconde Guerre mondiale, le budget de l'État présente un excédent, de 120 millions de francs, néanmoins en partie grâce au transfert de dépenses de l'État vers la Caisse des dépôts et consignations. Valéry Giscard d'Estaing souhaite alors l'élaboration d'une loi organique instaurant l'obligation d'équilibre budgétaire. Cette proposition suscite l'opposition du Premier ministre, Georges Pompidou, qui n'est pas sur la même ligne que le général de Gaulle et Valéry Giscard d'Estaing sur le principe d'équilibre budgétaire. Cette politique budgétaire permet à la France de rembourser aux États-Unis le reliquat de la dette contractée pendant la Seconde Guerre mondiale, à savoir 293 millions de dollars ; à cet effet, une rencontre dans le Bureau ovale de la Maison-Blanche est organisée entre Valéry Giscard d'Estaing et le président américain, John Fitzgerald Kennedy, le 24 juillet 1962.
Sur le plan fiscal, la politique économique de Valéry Giscard d'Estaing se traduit par un alourdissement des taxes et impôts. Il parvient ainsi à contourner les réticences du général de Gaulle, qui ne souhaitait pas que les prélèvements obligatoires dépassent 35 % du PIB[source insuffisante]. Sa réforme de l’impôt sur le revenu a pour conséquence d'accroître le nombre d'assujettis qui passe de 5,3 à 12,2 millions de ménages entre 1959 et 1969. Il étend la taxe sur la valeur ajoutée (TVA), instaurée en 1954 et qui concernait jusqu'alors uniquement les grandes entreprises, au commerce de détail ; cette mesure sera reprise par une directive communautaire en 1967. En 1964, il institue également les sociétés d'investissement à capital variable (SICAV) afin de faciliter l'accès des particuliers aux marchés boursiers, et organise l'épargne-logement par la loi du 17 juillet 1965. Une crise politique survient avec Monaco en 1962, lorsque Valéry Giscard d'Estaing, sous l’impulsion du général de Gaulle, soupçonne de fraude fiscale une majorité des quelque 7 000 Français installés dans ce paradis fiscal ; le gouvernement français obtient finalement que les Français expatriés dans la principauté après 1962 paient des impôts à la France.
Lors de son premier passage au ministère des Finances, il a de nombreux entretiens privés avec le général de Gaulle, dont il approuve le référendum sur l'élection au suffrage universel du président de la République, contrairement à beaucoup d'indépendants. Concernant ses relations avec le chef de l'État, son collaborateur Jacques Calvet raconte : « Pour plaire à de Gaulle, pour l'intéresser à l'économie, il fallait lui expliquer pourquoi les finances étaient aussi importantes pour la défense nationale que les armées. Giscard savait le faire ». Il parvient à dissuader le président de rapatrier le stock d'or appartenant à la France des États-Unis par le navire de guerre le Colbert et cherche à le faire renoncer à l'étalon-or. Il souhaite en effet que le Système monétaire international repose sur un ensemble de monnaies et non plus uniquement sur le dollar, et qu'une monnaie internationale soit émise sur la base des avoirs en or.
Les relations entre Valéry Giscard d'Estaing et le syndicat du patronat, le CNPF, sont assez tendues : alors que ce dernier lui reproche un style autoritaire, le ministre des Finances s'oppose à leurs positions protectionnistes et à leurs demandes d'aides massives de l'État. Pour lutter contre l'inflation menaçante, il lance, en septembre 1963, un « plan de stabilisation », comprenant, outre des dispositions budgétaires, des mesures d'encadrement des prix. Ce plan amoindrit sa popularité, notamment auprès des commerçants et industriels, affectés par le blocage des prix. Sous le feu des critiques pour avoir maintenu sa politique de rigueur, qui commence néanmoins à produire ses effets, il est remplacé, le 8 janvier 1966, peu après la réélection du général de Gaulle, par Michel Debré.

#### Prise de distance avec le pouvoir gaulliste

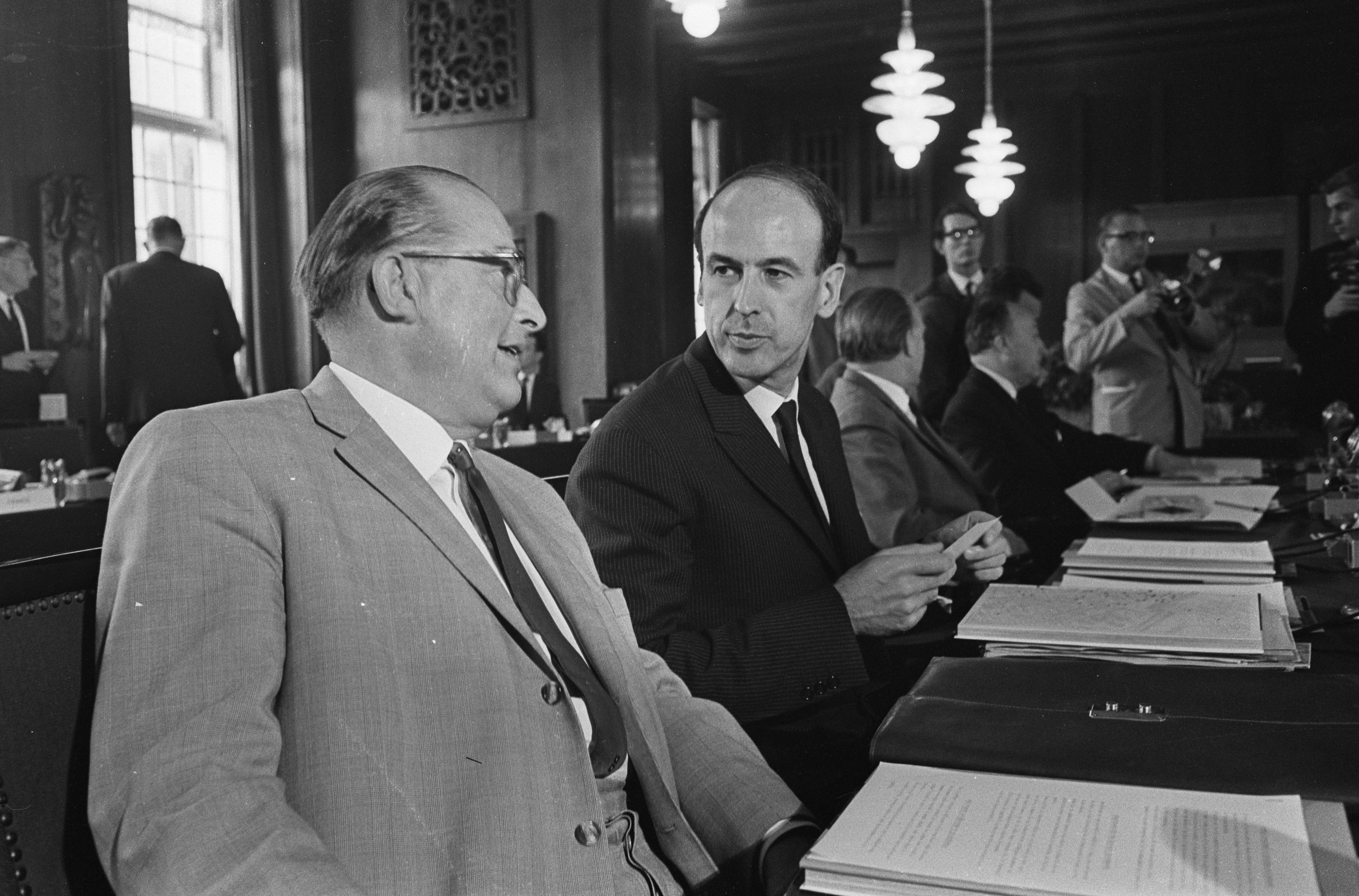
Valéry Giscard d'Estaing à Amsterdam en 1964.

Valéry Giscard d'Estaing exerce de nouveau à l'Inspection générale des Finances de 1966 à 1967.
Le 1er juin 1966, à partir du Comité d'études et de liaison des Républicains indépendants, il crée son propre parti politique, la Fédération nationale des républicains indépendants (FNRI). Affirmant que ce nouveau parti constitue « l'élément centriste et européen de la majorité », il prône la création d'un « Sénat européen », élu au suffrage universel et se prononçant sur les textes législatifs ayant une portée communautaire, ainsi que d'une « Banque d'Europe », recevant des dépôts des banques centrales nationales et préparant la mise en place d'une monnaie commune. Sont également créés à cette époque les Jeunes républicains indépendants (JRI), futurs Jeunes giscardiens. Valéry Giscard d'Estaing cherche alors à acquérir une image de présidentiable et affirme sa ligne politique au sein de la majorité. Il déclare ainsi : « Notre premier objectif est de retrouver l'électorat modéré traditionnel, libéré de ses attaches avec l'extrême droite et qui, pour diverses raisons, s'est dispersé. Notre seconde ambition est d'attirer tous ceux qui, au centre, estiment que pour avoir un régime de stabilité et d'efficacité, il convient d'apporter son concours à la majorité ».
Le 10 janvier 1967, il lance la campagne de la FNRI en vue des élections législatives de mars suivant. À cette occasion, il émet des réserves quant à la politique économique, sociale et européenne menée par le pouvoir gaulliste, et expose une vision plus libérale des institutions. Cette prise de distance est symbolisée par l'emploi de la formule du « oui, mais ». Cette position irrite le président de Gaulle, qui déclare en conseil des ministres qu'« on ne gouverne pas avec des « mais » », ce à quoi Valéry Giscard d'Estaing réplique que « s'il est exact qu'on ne peut gouverner avec des « mais », il est également vrai que l'on ne peut ni dialoguer ni contrôler avec des « oui » ». Pour les élections législatives, que l'opposition aborde en situation de force après la mise en ballottage du général de Gaulle à la présidentielle de 1965, la majorité présente des candidatures uniques dans chaque circonscription, sous le label « Ve République ». Valéry Giscard d'Estaing parvient à obtenir l'investiture de candidats FNRI dans 83 circonscriptions. À l'issue du second tour, le nombre de députés FNRI passe de 35 dans l'Assemblée nationale sortante à 42, tandis que le parti gaulliste perd plusieurs sièges, si bien que la majorité ne tient plus qu'à un siège, le soutien des députés proches de Giscard, qui forment un groupe autonome, devenant indispensable.
Après les élections législatives, le 6 avril 1967, Valéry Giscard d'Estaing devient président de la commission des Finances, de l'Économie générale et du Plan de l'Assemblée nationale. Dès le mois suivant, il manifeste sa réprobation à l'égard de la procédure des ordonnances adoptée par le gouvernement, mais refuse de voter les motions de censure. Il demeure néanmoins critique envers la politique économique menée (il s'abstient lors du vote du collectif budgétaire, en novembre) et en particulier envers son successeur au ministère des Finances, Michel Debré. Le 17 août 1967, il publie un communiqué dans lequel il critique le recours aux ordonnances, l'attitude de la France à l'égard d'Israël dans la guerre des Six Jours et les propos tenus par le général de Gaulle à Montréal le mois précédent. Il se demande si « la manière dont sont élaborées et prises actuellement les décisions essentielles de notre vie publique prépare dans les meilleures conditions l'avenir politique de la France » et fait part de son « angoisse » quant à l'« exercice solitaire du pouvoir », formule perçue comme visant directement le général de Gaulle.
Sur le plan local, Valéry Giscard d'Estaing, déjà conseiller général du Puy-de-Dôme et conseiller municipal de Chamalières, confirme son ancrage en devenant maire de cette ville le 15 septembre 1967, après la démission de Pierre Chatrousse.
Lors des événements de mai 68, il reste relativement silencieux. Le 30 mai, après avoir refusé de voter la motion de censure présentée par l'opposition, il affirme son soutien au général de Gaulle, parti la veille pour Baden-Baden, tout en appelant à la tenue d'élections législatives anticipées et à la formation d'un gouvernement plus représentatif. Contrairement à quelques élus de la majorité, il ne considère pas Georges Pompidou ou Pierre Mendès France comme des recours crédibles. De Gaulle dissout l'Assemblée nationale et les élections législatives des 23 et 30 juin voient l'élection de 64 députés « Républicains indépendants-Ve République », parmi lesquels Michel Poniatowski, contre lequel se présentait un candidat gaulliste, et Olivier Giscard d'Estaing, frère de Valéry.

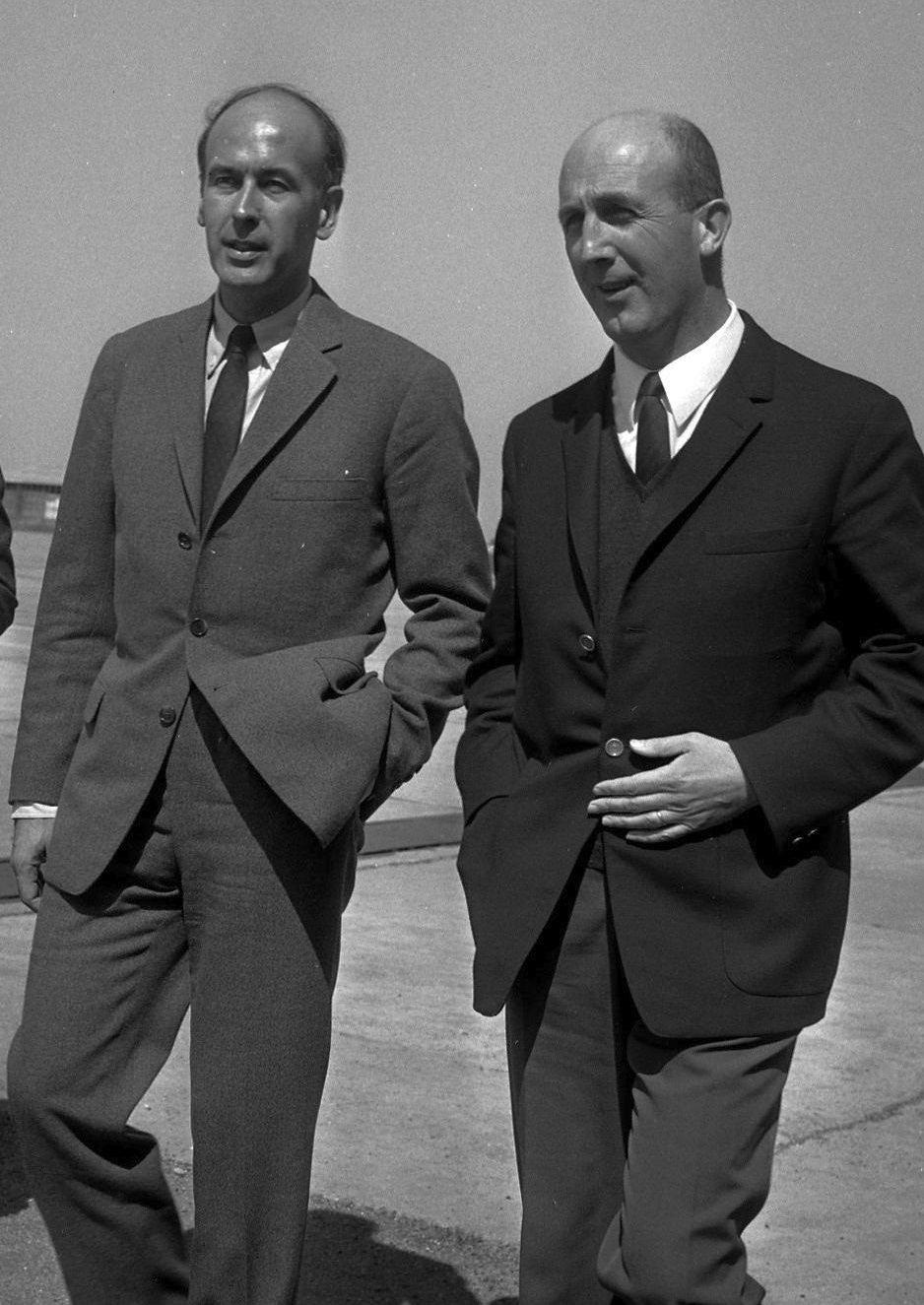
Valéry Giscard d'Estaing avec l’aviateur André Turcat en mai 1969.

L'UDR détenant la majorité absolue à elle seule, l'appui de la FNRI n'est plus nécessaire, et Valéry Giscard d'Estaing ne parvient pas à retrouver la présidence de la commission des Finances, face à Jean Taittinger. L'écrivain François Mauriac écrit alors à son propos : « Nous le voyons avec plaisir sous notre nez, retoucher, jour après jour, le personnage du plus jeune ministre des Finances qu'il a été et du plus jeune président de la République qu'il sera, s'il plaît à Dieu et s'il n'y a pas d'accident de parcours. Ce n'est qu'un barreau de son échelle que l'UDR vient de scier sous son pied ». Valéry Giscard d'Estaing se fait moins présent dans le débat économique, même s'il dénonce « l'abandon de l'équilibre du budget et de la balance des comptes qui avaient été rétablis et organisés de 1963 à 1965 sous l'autorité du chef de l'État ».
Pour retrouver sa légitimité, Charles de Gaulle annonce la tenue d'un référendum sur la réforme du Sénat et la régionalisation. Alors que la FNRI se prononce pour la liberté de vote, Valéry Giscard d'Estaing annonce, le 14 avril 1969, qu'il « n'approuvera pas » le référendum. Partisan du bicamérisme, il est en particulier opposé à la perte du pouvoir législatif du Sénat. Cette position lui attire des critiques au sein même de son parti politique. Même s'il ne s'est pas prononcé pour le « non » et bien qu'il affirmera plus tard avoir voté blanc, sa déclaration contribue à l'échec du référendum, le « non » obtenant 52,4 % des suffrages exprimés le 27 avril 1969, ce qui entraîne, comme annoncé, la démission du général de Gaulle de la présidence de la République. Lors de l'élection présidentielle qui suit, il semble d'abord pencher pour la candidature du modéré Antoine Pinay. Alors que sa candidature est ensuite évoquée et souhaitée par des centristes comme le président par intérim, Alain Poher, Valéry Giscard d'Estaing apporte son soutien à Georges Pompidou le 30 avril 1969,,.

### Ministre sous la présidence de Pompidou (1969-1974)
Georges Pompidou, élu au second tour face à Alain Poher, prend ses fonctions de chef de l'État le 20 juin 1969 et nomme Jacques Chaban-Delmas au poste de Premier ministre. Deux jours plus tard, Valéry Giscard d'Estaing se voit confier le portefeuille de ministre de l'Économie et des Finances.

#### Dévaluation du franc
L'un de ses premiers actes est de contribuer, dans le plus grand secret, au succès de la première dévaluation du franc depuis 1958, afin de rétablir la compétitivité des produits français, notamment après les accords de Grenelle. Le 9 août 1969, le franc est ainsi dévalué de 11,1 %. Le ministre des Finances parle alors de « franc amaigri mais guéri ». Cette dévaluation est la dernière se mesurant à partir du poids en or de l'unité monétaire puisque, en août 1971, le président américain, Richard Nixon, met fin à la convertibilité du dollar en or, ce qui ouvre la voie à la mise en place d'un système de changes flottants, auquel sont opposés le chef de l’État français et Valéry Giscard d'Estaing, qui milite pour un système fondé sur des « parités stables mais ajustables ». En décembre 1971, un accord est conclu avec Nixon sur de nouvelles parités entre les principales monnaies. Giscard affirmera par la suite que « le flottement des monnaies a constitué le moindre mal » pour traverser « la crise de 1974-1981 ».
En matière de finances publiques, Valéry Giscard d'Estaing cherche à renouer avec l'équilibre budgétaire, ce qu'il fait avec le budget de 1969, celui de 1970 étant même excédentaire. En revanche, il ne parvient pas à lutter efficacement contre la hausse des prix, accrue par le premier choc pétrolier. Les plans anti-inflation successifs, qui comprennent essentiellement des mesures de contrôle des prix, se révèlent inefficaces. Les effets de la dévaluation de 1969, renforcés par la réévaluation du mark allemand quelques mois plus tard, conduisent à la perte de la valeur du franc face au mark. Le 19 janvier 1974, Valéry Giscard d'Estaing annonce la sortie de la France du Serpent monétaire européen, laissant ainsi le franc fluctuer en fonction de l'offre et de la demande, ce qui va renforcer l'inflation.
Sur le plan économique, la priorité est donnée à la production industrielle, qui augmente de près de 40 % pendant la présidence de Georges Pompidou, tandis que la croissance dépasse les 5,5 %.

#### Tensions avec Chaban-Delmas

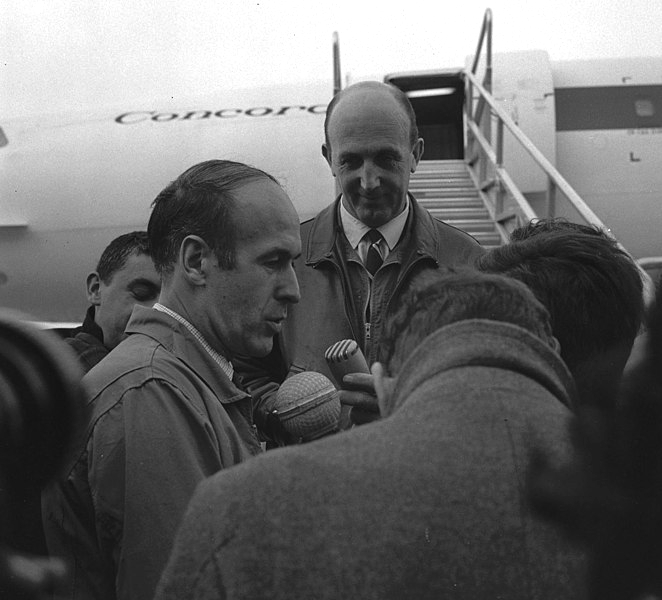
Valéry Giscard d'Estaing à l'aéroport de Toulouse-Blagnac (novembre 1969).

Louant le « réformisme » du ministre d'État suédois social-démocrate Olof Palme, Valéry Giscard d'Estaing peut, dans un premier temps, paraître proche de la ligne politique défendue par le nouveau Premier ministre, Jacques Chaban-Delmas, promoteur de la « Nouvelle société ». Mais ses relations avec le chef du gouvernement vont se dégrader au fil du temps.
Le ministre de l'Économie et des Finances s'inquiète notamment d'une certaine forme de dirigisme dans la politique économique, du risque d'accroissement de l'inflation que font courir les mesures préconisées par Jacques Delors ou encore de la conception du dialogue social du Premier ministre. Des tensions apparaissent entre des proches de Valéry Giscard d'Estaing et des partisans de Jacques Chaban-Delmas, perçu comme un successeur possible de Georges Pompidou, ceux-ci accusant le ministre de l'Économie et des Finances d'être à l'origine de révélations embarrassantes pour les gaullistes, en particulier sur la situation fiscale du Premier ministre.
En froid avec l'Élysée, Jacques Chaban-Delmas démissionne le 5 juillet 1972, Pierre Messmer lui succédant. Valéry Giscard d'Estaing conserve ses fonctions de ministre de l'Économie et des Finances dans les trois gouvernements Messmer, gagnant même le titre de ministre d'État le 1er mars 1974. Pendant cette période, il fait voter la loi du 3 janvier 1973 sur la Banque de France, qui limite le financement de l'État par la banque centrale ; cette loi sera vivement critiquée par la suite par les souverainistes,.
Il s'oppose au projet de train à grande vitesse (TGV) de la SNCF, lui préférant le projet d'aérotrain ; en mars 1974, lors d'un conseil interministériel restreint sur les économies d'énergie, après trois heures de discussions, le président Pompidou coupe court au débat en avalisant le projet. Est également décidé le lancement d'un important parc de centrales nucléaires.
Afin de financer des mesures de relance dont la baisse de la TVA, Valéry Giscard d'Estaing lance un emprunt indexé sur le poids en or du franc. Selon des économistes, l'emprunt se révéla extrêmement onéreux pour le Trésor français, du fait combiné de son taux d'intérêt de 7 %, de la dévaluation du franc et de la croissance du prix de l'or. Finalement, pour 6,5 milliards de francs empruntés en janvier 1973 pour 15 ans, l'État français fut contraint de rembourser plus de 90 milliards de francs (intérêts compris),.

#### Rôle pivot après les législatives de 1973
Les élections législatives de 1973 sont marquées par une progression de la gauche et permettent à la FNRI, qui compte 54 députés, de retrouver, comme en 1967-1968, un rôle d'arbitre au sein de la majorité, l'UDR disposant de 184 sièges, soit moins que la majorité absolue. Peu avant la mort du président Pompidou, Valéry Giscard d'Estaing est pressenti pour devenir Premier ministre.

### Victoire à l'élection présidentielle de 1974

#### Une majorité de droite divisée
Georges Pompidou, atteint de la maladie de Waldenström, meurt le 2 avril 1974, deux ans avant la fin de son mandat. Le président défunt n'avait pas exprimé de préférence sur un éventuel successeur. Il n'avait en tout cas pas dissuadé les ambitions de Valéry Giscard d'Estaing, qui n'était pas issu du même parti politique que lui, mais en qui il voyait une « vocation nationale ».
Quatre candidats issus de la majorité sont alors pressentis pour concourir à l'élection présidentielle anticipée : le Premier ministre, Pierre Messmer (UDR), le maire de Bordeaux, Jacques Chaban-Delmas (UDR), le président de l'Assemblée nationale, Edgar Faure (UDR), et le ministre des Finances, Valéry Giscard d'Estaing (FNRI). Jacques Chaban-Delmas, qui craint que le Premier ministre Messmer ne rassemble l'ensemble de la droite sur son nom, est le premier à se déclarer, le 4 avril, alors que l'hommage de l'Assemblée nationale au président défunt n'est pas terminé, ce qui lui vaut des critiques.
Valéry Giscard d'Estaing attend le 8 avril pour annoncer sa candidature : depuis la mairie de Chamalières, il explique vouloir « regarder la France au fond des yeux ». Il promet aux gaullistes de ne pas se présenter si Pierre Messmer se porte lui aussi candidat. Peu après, le Premier ministre s'inquiète de la division de la majorité et manifeste sa volonté de se présenter. Mais il renonce finalement face au refus de Jacques Chaban-Delmas de se désister en sa faveur, ce qui ouvre la voie à un affrontement inévitable entre ce dernier et Valéry Giscard d'Estaing. À la suite de cet épisode, l'image du maire de Bordeaux, vu comme un diviseur, continue de se dégrader, tandis que le ministre des Finances peut pleinement compter, avec le retrait d'Edgar Faure, sur le soutien des centristes, ainsi que de plusieurs personnalités de l'UDR, puisque le 13 avril, 39 parlementaires et quatre ministres (Jacques Chirac, Jean-Philippe Lecat, Olivier Stirn et Jean Taittinger) font publier un texte, dit « appel des 43 », qui est considéré comme un soutien implicite à sa candidature.

#### Une campagne innovante

Résultats du second tour de l’élection présidentielle de 1974 par département :
Plus de 55 % pour François Mitterrand ;
Entre 50 et 55 % pour François Mitterrand ;
Entre 50 et 55 % pour Valéry Giscard d'Estaing ;
Plus de 55 % pour Valéry Giscard d'Estaing.

Au départ, Valéry Giscard d'Estaing semble avoir peu de chances d'être élu à la présidence de la République. Sa campagne est beaucoup moins organisée que celle de Jacques Chaban-Delmas, qui bénéficie de l'appui du puissant parti gaulliste. Il manque également de moyens financiers et de militants, ce qui contraint son équipe à recruter des proches de l'extrême droite pour former son service d'ordre. Son directeur de campagne est le préfet Lucien Lanier. D'abord donné en troisième position dans les sondages, Valéry Giscard d'Estaing parvient à prendre l'ascendant sur son rival gaulliste, qui multiplie les maladresses et passe dans les études de l'Ifop de 29 à 18 % d'intentions de vote entre le 9 et le 25 avril.
Pendant ses fonctions ministérielles, il a innové en matière de communication en présentant l'image d'un homme politique jeune et dynamique, jouant au football ou pratiquant le ski. Alors qu'il s'identifie volontiers au président des États-Unis John Fitzgerald Kennedy, son équipe de communication, qui comprend les publicitaires Joseph Napolitan (en) et Jacques Hintzy, s'inspire de la communication politique outre-Atlantique. Fait unique, il pose également aux côtés de sa fille Jacinte, âgée de 13 ans, sur une affiche électorale étant considérée comme une réussite. Des artistes le soutiennent, notamment Brigitte Bardot, Charles Aznavour, Alain Delon, Johnny Hallyday, Sylvie Vartan, Sheila, Mireille Mathieu, Jean-Jacques Debout, Chantal Goya et Danièle Gilbert. Ses partisans arborent des t-shirts, affiches et autocollants reprenant son slogan de campagne « Giscard à la barre »,. Cette campagne d'un type nouveau, proche de celles qui ont lieu aux États-Unis, lui permet de dégager une image de renouveau et de se démarquer de ses adversaires,.
Le 5 mai 1974, après moins d'un mois de campagne, il arrive en deuxième position avec 32,60 % des voix, derrière François Mitterrand (43,25 %), candidat de l'Union de la gauche, mais largement devant Jacques Chaban-Delmas (15,11 %). Entre les deux tours, lors du débat télévisé qui l'oppose au candidat de la gauche, sa phrase « Vous n'avez pas le monopole du cœur » marque les esprits,. Il reçoit également l'appui du directeur de L'Express et président du Parti radical, Jean-Jacques Servan-Schreiber. 
Des dirigeants de droite brandissent la menace de « chars russes place de la Concorde », faisant allusion aux alliés communistes de Mitterrand. Deux décennies plus tôt, Nekrassov, comédie parodique du maccarthysme à la française, écrite par Jean-Paul Sartre, s'était déjà moquée de cette peur récurrente[réf. nécessaire].
Le 19 mai 1974, Valéry Giscard d'Estaing emporte le second tour avec 50,81 % des suffrages et près de 425 000 voix d'avance sur son adversaire : il recueille 50,7 % en France métropolitaine et 57,3 % en France d'outre-mer. Cette élection reste à ce jour[Quand ?] la plus serrée de l'histoire de la Ve République et celle pour laquelle la participation a été la plus élevée (87,3 % des inscrits).

### Présidence de la République (1974-1981)

#### Débuts novateurs

##### Investiture et gouvernement

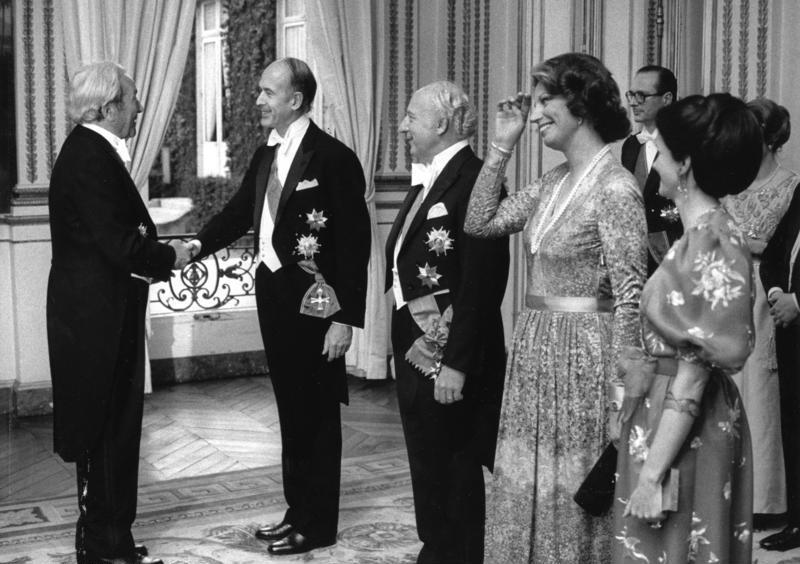
Valéry Giscard d'Estaing serrant la main de Carlo Schmid à côté du président fédéral d'Allemagne, Walter Scheel, le 24 avril 1975.

Le 27 mai 1974, Valéry Giscard d'Estaing devient le troisième président de la Ve République. À 48 ans, il est — et le restera jusqu'à l'élection d'Emmanuel Macron en 2017 — le plus jeune président de la Ve République et le troisième plus jeune de l'histoire (après Louis-Napoléon Bonaparte, en 1848 et Jean Casimir-Perier en 1894),. Dans son discours d'investiture, lors duquel il ne porte pas le costume traditionnel en queue-de-pie, il déclare : « De ce jour, date une ère nouvelle de la politique française. […] Ainsi, c'est moi qui conduirai le changement, mais je ne le conduirai pas seul. […] J'entends encore l'immense rumeur du peuple français qui nous a demandé le changement. Nous ferons ce changement avec lui, pour lui, tel qu'il est dans son nombre et dans sa diversité, et nous le conduirons en particulier avec sa jeunesse ». Fait inédit, c'est à pied qu'il remonte les Champs-Élysées, afin d'aller fleurir la tombe du Soldat inconnu et de raviver la flamme sous l'Arc de triomphe.
Valéry Giscard d'Estaing refuse de dissoudre l'Assemblée nationale, à majorité gaulliste, et nomme au poste de Premier ministre Jacques Chirac, qui forme un gouvernement composé de 15 ministres, dont les titres sont simplifiés, à l'instar de ceux de leurs grands homologues internationaux, et dont la moyenne d'âge est de 52 ans seulement. La plupart sont giscardiens, avec Michel Poniatowski à l'Intérieur, Jean Lecanuet à la Justice, ou Michel d'Ornano à l'Industrie, le reste des ministres étant des gaullistes, comme Robert Galley à l'Équipement, et des personnes issues de la société civile, comme Simone Veil à la Santé ou René Haby à l'Éducation nationale. Le nouveau président s'entoure d'un cabinet plus resserré que ceux de ses prédécesseurs, avec Claude Pierre-Brossolette comme secrétaire général de l'Élysée, fonction qui sera ensuite assurée par Jean François-Poncet, de 1976 à 1978, et par Jacques Wahl, de 1978 à 1981. Le gouvernement Chirac est remanié dès le 9 juin, avec la nomination des secrétaires d'État et la démission du ministre des Réformes, Jean-Jacques Servan-Schreiber, qui protestait contre le début de la huitième campagne française d'essais nucléaires. Le 16 juillet, un secrétaire d'État à la Condition féminine est créé et confié à la journaliste Françoise Giroud.

##### Communication

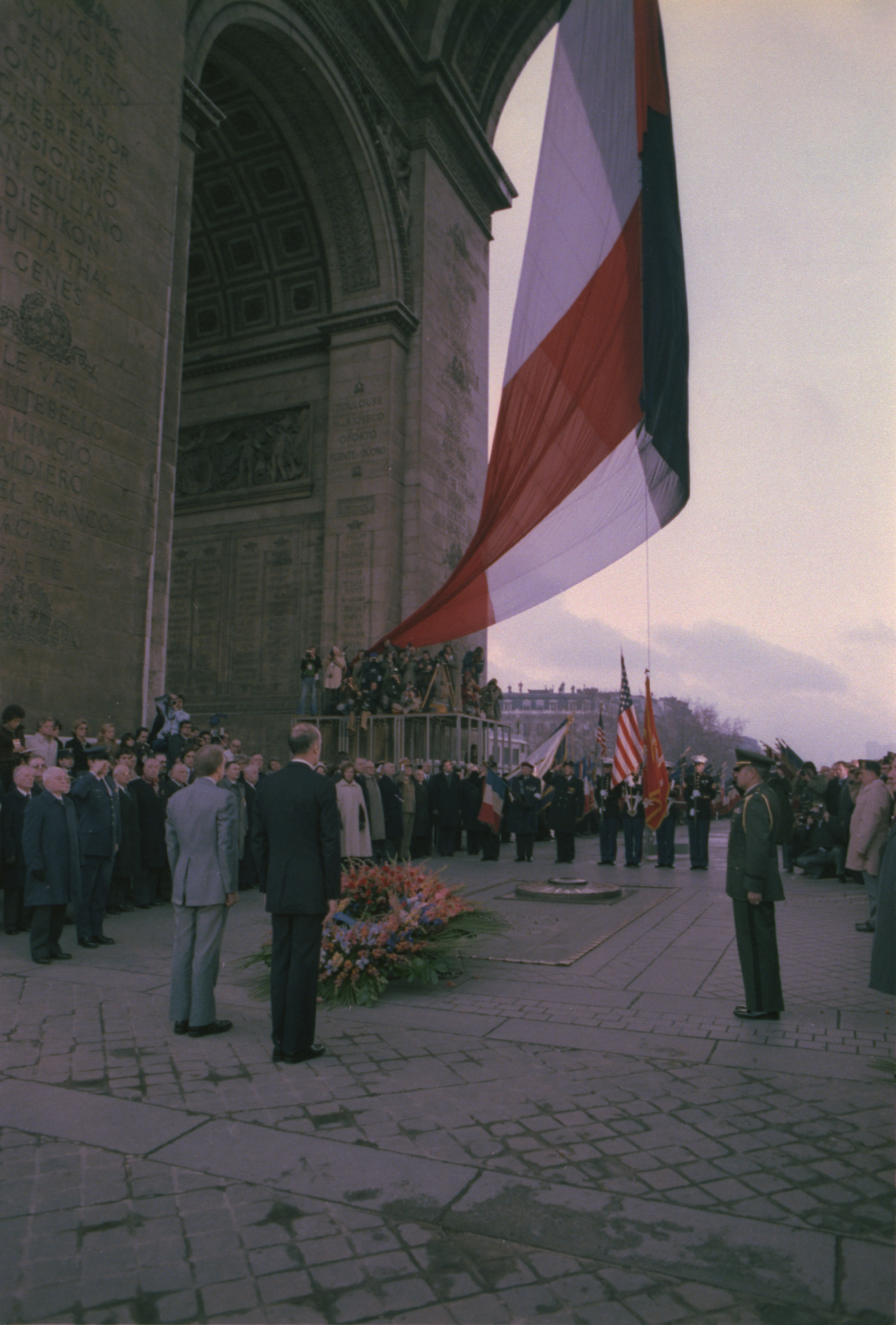
Valéry Giscard d'Estaing se recueillant avec le président américain, Jimmy Carter, devant la tombe du Soldat inconnu (Paris, 1978).

Les premiers temps de sa présidence sont marqués par une volonté affichée de jeunesse et de modernisation, toujours inspirée des méthodes américaines et du président Kennedy. Il innove avec un portrait officiel, réalisé par Jacques Henri Lartigue pour la première fois réalisé en extérieur, tiré en largeur et non plus en hauteur et sur lequel il ne pose pas avec le collier de grand maître de la Légion d'honneur ; souhaitant une image républicaine rénovée, il ébauche un sourire — une première — et regarde l'objectif avec en fond un drapeau français en mouvement. Il simplifie le protocole de l'Élysée et rajeunit quelques symboles nationaux — le bleu drapeau de l'étendard français est remplacé par un bleu cobalt plus clair, jugé moins agressif, La Marseillaise est jouée sur un ton moins fort et un rythme plus lent. Il est également le premier président à donner des entretiens en anglais à la presse internationale. Cherchant à se rapprocher des Français, il conduit sa propre voiture et multiplie les occasions de se montrer à leurs côtés, notamment lors de dîners dans des familles.
Il se différencie par ailleurs de l'ancien pouvoir gaulliste en annonçant, lors du premier Conseil des ministres de sa présidence, la fin des saisies de presse et des écoutes téléphoniques ordonnés par l'exécutif. Afin de dépolitiser le secteur audiovisuel, l'Office de radiodiffusion-télévision française (ORTF), qui était en situation de monopole, est démantelé. Contrairement à ses prédécesseurs, il s'engage à ne pas poursuivre les journaux qui porteraient atteinte à sa personne ou à sa fonction. Il met également fin à la censure politique ou économique dans le cinéma français. Sur le plan institutionnel, la révision constitutionnelle du 29 octobre 1974 élargit la possibilité de saisine du Conseil constitutionnel aux parlementaires (60 députés ou 60 sénateurs), permettant ainsi à l'opposition de veiller au respect de la Constitution ; qualifiée de « réformette » lors de son vote par le Congrès, cette mesure a eu un impact important sur le paysage politique et juridique français.

##### Urbanisme
Au début de son septennat, un certain nombre de décisions destinées à marquer fortement l'évolution de la politique de la ville sont prises. Le 18 juin 1974, Valéry Giscard d'Estaing met un terme au projet de voie express rive gauche à Paris, invitant le gouvernement à financer les voiries urbaines « qui ne risquent pas de porter atteinte à l'environnement et qui présentent un caractère d'urgence plus marqué ». Le 6 août suivant, il décide de ne plus autoriser à l'emplacement des anciennes halles de Paris la construction d'un centre de commerce international et de le remplacer par un espace vert. Il adresse, le 23 septembre 1974, une lettre au Premier ministre dans laquelle il lui détaille les principaux principes devant inspirer l'aménagement de Paris.

#### Sujets de société

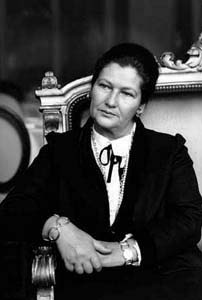
Simone Veil, chargée par Valéry Giscard d'Estaing de défendre devant le Parlement la loi dépénalisant l'IVG.

Rapidement après son ascension à la présidence de la République, Valéry Giscard d'Estaing met en œuvre d'importantes réformes législatives, avec pour objectif d'adapter la législation à l'évolution des mœurs et des réalités sociales, bien qu'une partie de son électorat y soit défavorable.

##### Divorce par consentement mutuel
Il fait voter la loi instaurant le divorce par consentement mutuel et pour rupture de la vie commune. Largement adoptée par le Parlement et publiée au Journal officiel le 11 juillet 1975, elle met fin à une situation dans laquelle seule une faute de la part d'un des deux conjoints rendait le divorce possible.

##### Dépénalisation de l’avortement
Valéry Giscard d'Estaing confie le soin de faire voter la loi dépénalisant l'avortement, encadrant l'interruption volontaire de grossesse (IVG) et autorisant l'interruption médicale de grossesse (IMG) sous conditions à la ministre de la Santé, Simone Veil, et non au ministre de la Justice, Jean Lecanuet, plus conservateur. La loi Veil du 17 janvier 1975 rencontre une forte opposition, notamment de la part de la droite, et est finalement adoptée grâce au vote des députés de gauche et du centre. Une visite de Valéry Giscard d'Estaing au Vatican, où l'accueil du pape Paul VI est particulièrement froid, met en crise la relation avec le Saint-Siège, et l'ambassadeur de France près le Saint-Siège, Gérard Amanrich, est limogé. Cet épisode fait prendre conscience à Valéry Giscard d'Estaing qu'il s'est aliéné une partie de l'électorat catholique. Le spécialiste centriste des sondages Michel Pinton estime que cette mesure lui a « fait perdre 300 000 à 400 000 voix qu'il ne retrouvera jamais ».

##### Condition pénitentiaire
Le 8 juin 1974, Valéry Giscard d'Estaing nomme Hélène Dorlhac au poste nouvellement créé de secrétaire d'État à la Condition pénitentiaire au sein du premier gouvernement Jacques Chirac. Celle-ci l'accompagne lors d'une visite surprise le matin du 10 août 1974 aux prisons Saint-Paul et Saint-Joseph de Lyon, une première pour un président de la République, alors même que les prisons françaises sont marquées par de violentes mutineries soutenues par le Groupe d'information sur les prisons depuis le début des années 1970. Pendant la visite, Valéry Giscard d'Estaing s'entretient avec plusieurs détenus et, fait particulièrement remarqué et commenté à l'époque, serre la main de l'un d'entre eux. À l'issue, face aux journalistes, il déclare : « la prison ne doit être que la privation de liberté ».

##### Intégration des handicapés à la société
La loi d'orientation en faveur des handicapés, votée le 3 juin 1975 sur initiative de Valéry Giscard d'Estaing et portée par Simone Veil, est considérée comme « fondatrice » sur le handicap,. Le texte prévoit un socle de droits fondamentaux, comme le droit au travail, le droit de bénéficier d’une garantie minimale de ressources et le droit d’être intégré en milieu ordinaire. Elle institue la Commission départementale d'éducation spéciale (CDES) et la Commission technique d'orientation et de reclassement professionnel (COTOREP). Elle impose également que les bâtiments soient accessibles aux personnes handicapées,.

##### Abaissement de la majorité
L'abaissement de la majorité civile et électorale de 21 à 18 ans, profitant à plus de deux millions de jeunes, est également perçue comme une prise de risque sur le plan électoral pour Giscard, cette frange de la population lui étant majoritairement hostile,.

##### Virage conservateur

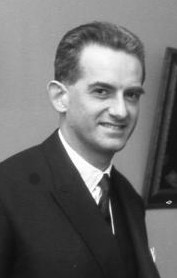
Alain Peyrefitte, initiateur de la loi « sécurité-liberté », qui tend à alourdir la répression des crimes et délits.

Son intention de modifier l'organisation du travail dans les entreprises n'aboutit pas. Néanmoins, les mesures « Giroud », sur l'égalité professionnelle entre les hommes et les femmes, et « Stoléru », sur la revalorisation du travail manuel, sont adoptées.
La période des réformes sociales s'achève à l'automne 1976, à l'exception notable des deux « lois Scrivener » et de la loi du 11 juillet 1979 relative à la motivation des actes administratifs et à l'amélioration des relations entre l'administration et le public. La priorité est alors donnée aux questions économiques. Plusieurs mesures jugées plus conservatrices sont adoptées à la fin du septennat. Valéry Giscard d'Estaing, qui nie avoir effectué un tournant conservateur, déclare « qu'après un certain seuil de transformation de la société, il est nécessaire de faire une pause et de souffler » et met en avant l'opposition des gaullistes à ce type de réformes. Devant la Maison de la Radio en novembre 1978, il plaide, en parlant de « situations et d'habitudes respectables » impactées par les réformes, en faveur d'un « changement humanisé » pour les catégories de Français. L'Université est reformée avec pour objectif de mettre fin à l'« utopie totalitaire » d'après-Mai 68, selon les termes de la ministre Alice Saunier-Seïté.
La loi « sécurité et liberté », adoptée trois mois avant l'élection présidentielle de 1981 et qualifiée de liberticide par la gauche, accroît la répression à l'égard des délinquants. Le garde des Sceaux, Alain Peyrefitte, avait initialement envisagé d'introduire l'abolition de la peine de mort dans cette loi, mais y avait renoncé face à l'opposition des députés gaullistes. Déclarant ressentir une « aversion profonde » pour la peine capitale, Valéry Giscard d'Estaing annonce, au début de sa campagne électorale de 1974, qu'il consultera en détail les dossiers des condamnés à mort et se prononcera sur chaque cas « certainement pas à la légère et certainement pas en fonction de considérations électorales ». Devenu président, il estime souhaitable que « la communauté nationale française et son législateur se saisissent le moment venu de ce problème ». Il accorde sa grâce à quatre condamnés à mort, dont un mineur, et la refuse à trois reprises,, estimant que la peine de mort a un effet dissuasif lorsque « les victimes sont des enfants ou des femmes faibles, maltraitées, torturées », ce que lui aurait notamment confirmé Edgar Faure,,,. Ce seront les dernières exécutions en France. En mars 1976, le président de la République met en place un comité d'études sur la violence, la délinquance et la criminalité, présidé par Alain Peyrefitte ; l'année suivante, par six voix contre trois et deux abstentions, le comité se prononce pour l'abolition de la peine capitale en contrepartie de la création d'une « peine de sûreté ». Mais Alain Peyrefitte déclare ensuite, dans Le Monde du 25 août 1977, que l'opinion publique n'est pas encore prête à accepter une telle réforme. Amené à se prononcer sur le dossier d'un huitième condamné à mort (Philippe Maurice) en mars 1981, Valéry Giscard d'Estaing ajourne sa décision en raison de la campagne présidentielle, ne souhaitant pas que son choix final soit « inspiré par des considérations électorales ou exploité à des fins électorales »,,.

#### Volonté de réduire l’immigration

##### Fin de l’immigration économique
La politique de Valéry Giscard d'Estaing en matière d'immigration se caractérise par la fin de la politique d'incitation à l'immigration et par le renforcement du contrôle des entrées et des séjours sur le territoire national.
Après son élection à la présidence, un secrétariat d'État aux Travailleurs immigrés, confié à André Postel-Vinay, est créé. C'est sous l’impulsion du président de la République que le gouvernement suspend, en juillet 1974, l'immigration des travailleurs et des familles souhaitant rejoindre un de leurs membres en France, à l'exception des ressortissants de la Communauté européenne. André Postel-Vinay démissionne dès juillet 1974, dénonçant l’absence de politique sociale en faveur des immigrés.

##### Question du regroupement familial
Alors qu’il est mis un terme à l’immigration économique, le Premier ministre, Jacques Chirac, signe le 29 avril 1976 un décret qui reconnaît en partie le droit au regroupement familial. Cette possibilité est réservée aux seuls travailleurs étrangers séjournant régulièrement sur le territoire français et se voit assortie d’une série de conditions (durée de résidence, ressources, logement, ordre public, santé). Le cas des familles algériennes reste régi par les accords franco-algériens de 1964 et par les circulaires du 27 février 1967 et du 31 janvier 1969 qui s'efforcent de limiter le regroupement familial algérien, le gouvernement de l’Algérie indépendante craignant qu'une stabilisation des migrants en France ait pour conséquence la diminution des envois d'argent vers leur pays d'origine.

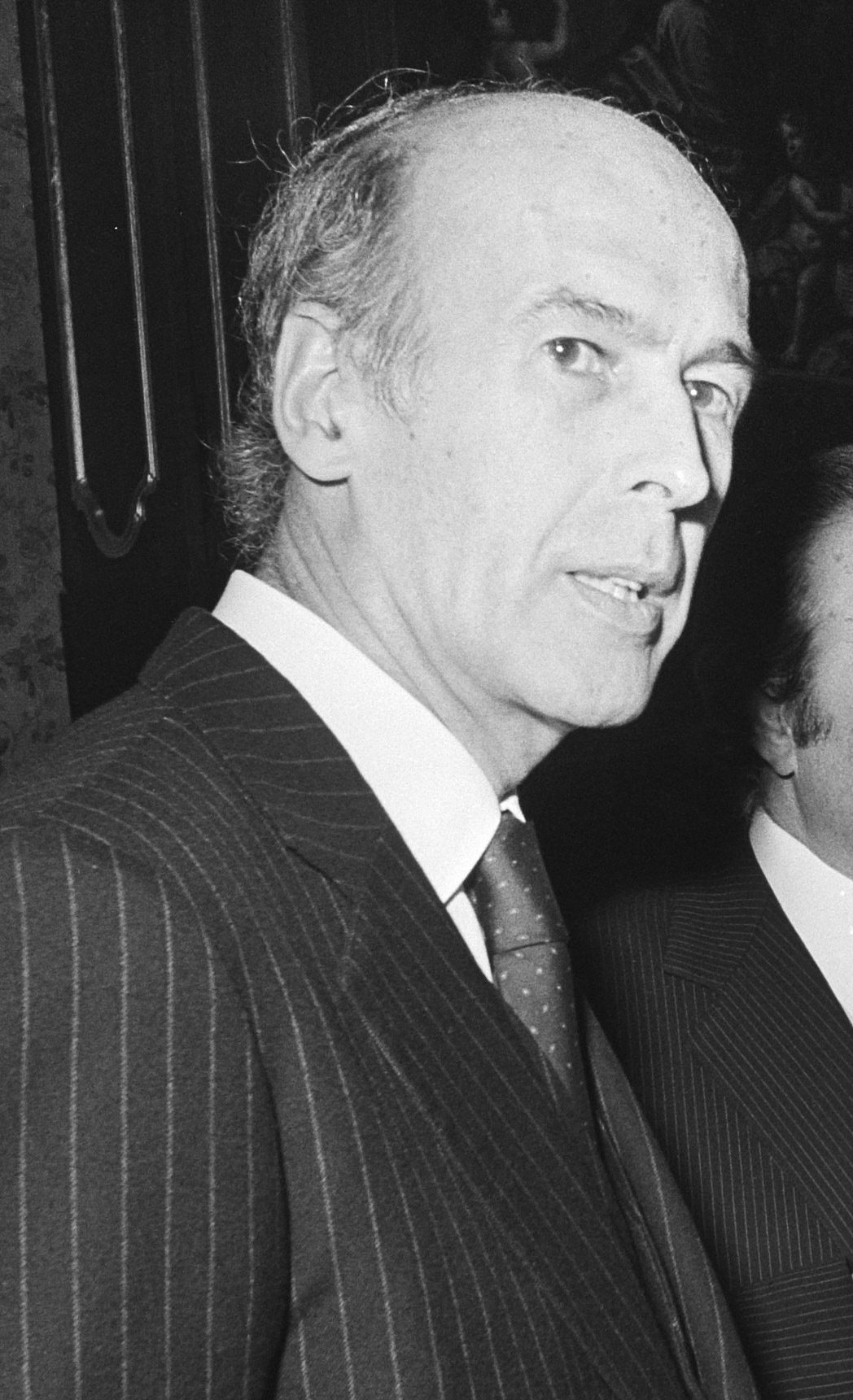
Valéry Giscard d'Estaing en 1976.

Le 10 novembre 1977, l’exécutif — qui continue à estimer trop élevé le niveau d’immigration en France — suspend pour trois ans l'application du décret du 29 avril 1976. Dans un contexte de hausse du chômage, le gouvernement décide d’autoriser le regroupement familial seulement à des personnes qui ne demanderont pas l'accès au marché du travail en France.
Mais le 8 décembre 1978, saisi par le Groupe d'information et de soutien des immigrés (GISTI), le Conseil d'État annule, sur la base notamment des alinéas 5 et 10 du préambule de 1946, le décret de 1977 et consacre le « droit de mener une vie familiale normale » en principe général du droit. Cette décision du Conseil d'État a des conséquences déterminantes sur le long terme et ouvre la voie à une « immigration de peuplement ». Bien qu’ayant rapidement restreint le droit au regroupement familial, Valéry Giscard d'Estaing confiera en 2018 regretter cette mesure, déplorant avoir vu « arriver des noyaux familiaux totalement différents » de ceux que la France connaissait jusqu’alors,.

##### Autres tentatives de réduire l'immigration
La politique d'immigration de Valéry Giscard d'Estaing est également marquée par l'encouragement aux retours volontaires des immigrés dans leur pays d'origine avec la mise en place, en 1977, d'une aide financière au retour de 10 000 francs et, en 1978, d'un système de retours forcés d'une partie de la main d'œuvre étrangère installée parfois depuis longtemps en France.
L'historien et politologue Patrick Weil, spécialiste des questions d'immigration et de citoyenneté, révèle en 2015 que Valéry Giscard d'Estaing, devant l'échec de la politique d'aides financières au retour, prône une politique de retour forcé. À partir de 1978, il avait l'intention, selon les travaux de Patrick Weil, de « dénoncer les accords d'Évian, qui permettaient la libre circulation entre la France et l'Algérie » et de « changer la loi pour permettre l'arrêt des titres de séjour, ou la non-reconduite des titres de séjour de ceux qui étaient là depuis dix, quinze ou vingt ans ». Son objectif aurait été d'organiser le retour de 100 000 Algériens par an pendant cinq ans. Mais face aux réticences de parlementaires de la majorité et de la plupart des membres du gouvernement, notamment Raymond Barre et Simone Veil, ainsi que du Conseil d'État, il renonce à cette idée.
Il promulgue, en janvier 1980, la loi relative à la prévention de l'immigration clandestine, dite loi « Bonnet ». Ce texte renforce les conditions d'entrée sur le territoire français, permet l'éloignement des immigrés en situation irrégulière et leur détention dans un établissement pénitentiaire pendant un délai pouvant aller jusqu'à sept jours s'ils ne peuvent quitter immédiatement le territoire. Le 14 octobre 1980, Lionel Stoléru, secrétaire d'État auprès du ministre du Travail et de la Participation (Travailleurs manuels et Immigrés), affirme qu'« il n'est plus question d'accueillir un seul étranger en France ».
En avril 1980, un pasteur protestant, un prêtre catholique et un immigré algérien entament une grève de la faim pour protester contre les expulsions d’immigrés ; ils cessent leur action après l'annonce, par le ministre de l'Intérieur, de la suspension pour trois mois des expulsions de jeunes immigrés, sauf en cas de délits graves. Le 10 mai suivant, à un an de l'élection présidentielle, le Parti socialiste, le PSU, la LCR, la CFDT et la Ligue des droits de l'homme participent à une marche de protestation contre le projet de loi Stoléru sur le renouvellement des cartes de séjour et de travail et contre le projet d'Ornano codifiant l'accès aux foyers collectifs. Ils critiquent également une circulaire rendant plus difficile l'inscription des étudiants étrangers dans les universités françaises. Cette circulaire est défendue par le Premier ministre, Raymond Barre, qui dénonce « l'afflux d'étudiants étrangers fantômes qui ne sont là que pour mener une action publique orientée contre leurs pays d'origine ».

#### Difficultés économiques et sociales

##### Politique sociale et de relance
Au début sa présidence, plusieurs mesures sociales sont prises : le minimum vieillesse est majoré de 21 % à partir du 1er juillet 1974, l'âge légal de départ à la retraite est abaissé à 60 ans pour deux millions de personnes au métier pénible et une allocation supplémentaire d'attente (ASA), permettant aux individus licenciés pour motif économique de percevoir 90 % de leur salaire pendant un an, est créée.

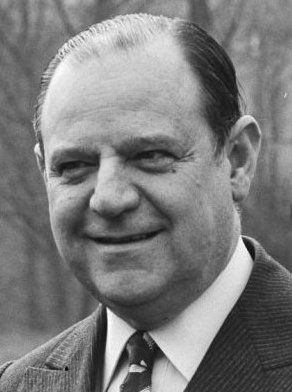
En 1977, le gouvernement Raymond Barre limite les conditions d'accès au regroupement familial, mais, l'année suivante, le Conseil d'État l'érige au rang de principe général du droit.

Mais le septennat de Valéry Giscard d'Estaing est surtout marqué par les conséquences des deux chocs pétroliers, qui brisent la dynamique des Trente Glorieuses.
En réponse à la nouvelle situation économique, il opte d'abord pour un plan de lutte contre l'inflation, qui s'élève à 16,8 % en 1974. Les mesures prises par le ministre de l'Économie, des Finances et de l'Industrie, Jean-Pierre Fourcade, parmi lesquelles des réductions de dépenses publiques, la mise en place de nouvelles taxes (majoration d'impôt selon les revenus, contribution exceptionnelle d'impôt sur les sociétés) et une politique monétaire restrictive, accroissent la dépression et favorisent l'apparition du phénomène de stagflation, situation dans laquelle la croissance est faible, tandis que le niveau général des prix et le chômage augmentent. Le Premier ministre, Jacques Chirac, est alors favorable à un plan de relance, ce à quoi s'oppose le ministre des Finances. Le président tranche finalement, en 1975, en faveur d'un plan de soutien à l'économie de 30 milliards de francs (15 milliards pour les investissements publics, 10 milliards de mesures fiscales et 5 milliards de crédits accordés aux familles nombreuses et aux personnes âgées).

##### Mesures d’austérité et augmentation de la fiscalité
Lorsque Raymond Barre est nommé Premier ministre, l'inflation et le déficit extérieur s'accroissent, tandis que le franc, mis en difficulté, a dû quitter le Serpent monétaire européen en mars 1976, huit mois après l'avoir réintégré. Valéry Giscard d'Estaing charge alors le nouveau chef du gouvernement de rétablir les grands équilibres économiques. Celui-ci, qui a pour objectif affiché de combattre l'inflation et de maintenir la stabilité de la monnaie, décide de mettre un terme à toute politique de stop and go (politique restrictive avec baisse de l'inflation, puis politique de relance afin de réduire l'augmentation du chômage provoquée par la politique précédente, puis à nouveau politique restrictive afin de diminuer l'inflation, et ainsi de suite). Il restera fidèle à ces principes jusqu'à la fin du septennat.
Le « plan Barre » du 22 septembre 1976 prévoit la limitation des hausses des salaires, le gel des prix à la consommation pour trois mois et des tarifs publics pour six mois, l'abaissement du taux de TVA sur certains produits de 20 % à 17,6 %, l'augmentation de l'impôt sur le revenu de 4 % à 8 % pour les ménages les plus aisés, ainsi que des prix de l'alcool et de l'essence. Ces mesures visent à lutter contre le chômage et à assurer une meilleure compétitivité des entreprises françaises ; le gouvernement mise sur l'appui du patronat pour maintenir le pouvoir d'achat moyen des ménages. Un deuxième plan austérité est lancé en avril 1977. Il met en place plusieurs mesures sociales pour accompagner la restructuration de l'industrie et l'assouplissement du marché du travail. Cette politique de rigueur est attachée à l'image du Premier ministre, qui n'hésite pas à déclarer que la faible productivité de la sidérurgie dans le bassin lorrain doit se traduire par la baisse du nombre d'emplois ou encore que « la politique du gouvernement ne se détermine pas en fonction de la longueur d'un cortège » de manifestants.

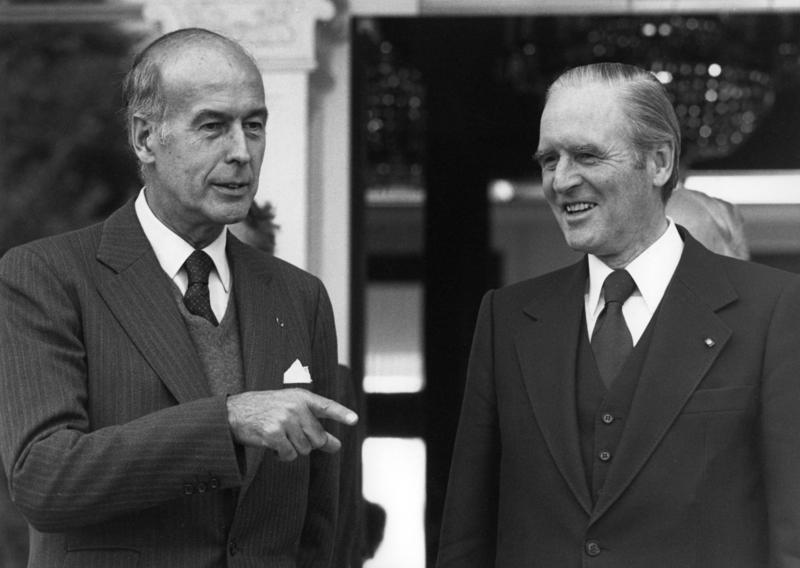
Valéry Giscard d'Estaing et Karl Carstens en 1979.

Les politiques économiques menées depuis la fin de la Seconde Guerre mondiale étaient jusque-là marquées par un certain dirigisme, auquel Valéry Giscard d'Estaing avait participé en tant que ministre des Finances, l'État contrôlant le crédit, la masse monétaire, les prix, les salaires. La situation change en 1978, à la suite de la formation du troisième gouvernement Barre, dans lequel le Premier ministre laisse ses fonctions de ministre de l'Économie et des Finances à René Monory. Le 19 avril 1978, Raymond Barre, inspiré par les résultats de l'économie ouest-allemande, se prononce en faveur d'« un libéralisme social » et des « règles de l'économie de marché ». La concurrence et la liberté des prix sont alors privilégiées : les prix industriels sont libérés dès cette année 1978, suivis de ceux des services l'année suivante. Cette politique libérale, critiquée par les syndicats, se différencie du Programme commun de la gauche et de l'interventionnisme gaulliste. Concernant le financement de l'économie, la majorité met en place une politique favorable à l'épargne avec une réduction d'impôt en cas d'investissement dans des sociétés d'investissement à capital variable (SICAV).
Néanmoins, le septennat de Valéry Giscard d'Estaing bat des records de hausse des impôts : le taux de prélèvements obligatoires en proportion du PIB passe de 33,5 % à 39 %, soit une hausse de près de six points dont aucun de ses prédécesseurs ne s'était approché,. Le levier fiscal est d'abord utilisé, entre 1974 et 1978, pour réguler la conjoncture, puis, en fin de septennat, pour atteindre l'équilibre budgétaire. L'impôt sur les plus-values est instauré, mais Valéry Giscard d'Estaing avancera par la suite que le Parlement, en l'incorporant dans l'assiette de l'impôt sur le revenu au lieu d'en faire un impôt forfaitaire, dénatura son initiative. Le barème de l'impôt sur le revenu pour 1980 ne prévoit pas la revalorisation de toutes les tranches à hauteur de l'inflation, ce qui alourdit l'imposition de nombreuses « classes moyennes ».

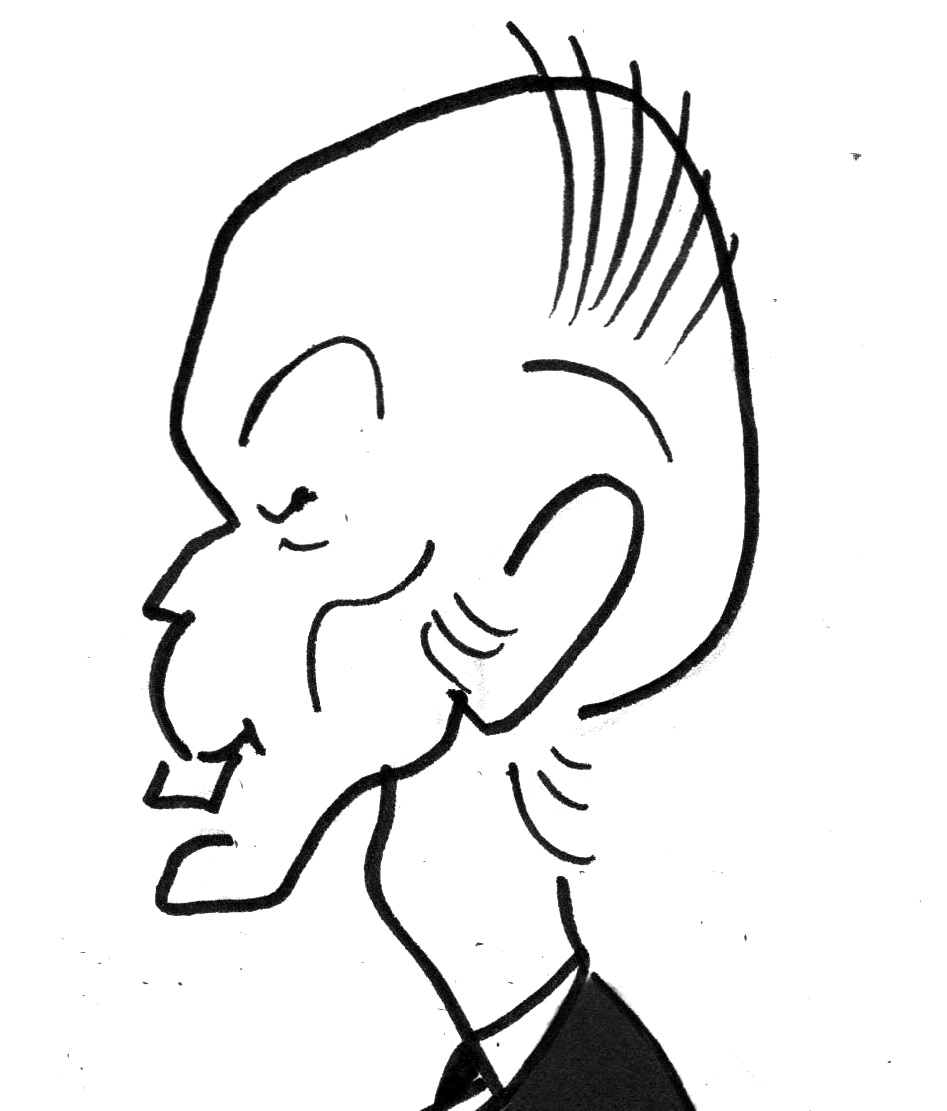
Valéry Giscard d'Estaing caricaturé en 1980 par Maurice Tournade.

La politique d'austérité du gouvernement Barre est menacée par le deuxième choc pétrolier, qui se traduit par la multiplication du prix du pétrole par 2,7 entre 1978 et 1981. Valéry Giscard d'Estaing privilégie, en juillet 1979, l'adoption de nouvelles mesures de rigueur à l'hypothèse d'un plan de « refroidissement » de l'économie repoussé après l'élection présidentielle de 1981. Cette décision affecte directement la popularité du président et, plus encore, celle du Premier ministre. La croissance annuelle de la France, qui dépasse les 3 %, est alors l'une des plus élevées au monde, tandis que le pouvoir d'achat des Français continue à croître. L'historien Jean-Charles Asselain souligne que « l'ensemble des indicateurs témoigne d'une diminution effective des inégalités », principalement en raison de l'« alourdissement de la fiscalité sur les tranches supérieures de revenu et sur les successions importantes ». Les déficits budgétaires sont maîtrisés et la dette publique de la France, qui oscille autour de 20 % du produit intérieur brut, est sensiblement la même à la fin qu'au début du septennat.
Mais la politique de lutte contre l'inflation ne produit pas les effets escomptés, en particulier avec les effets du deuxième choc pétrolier, et le chômage de masse apparaît. C'est pendant le mandat présidentiel de Valéry Giscard d'Estaing que le cap du million de chômeurs est franchi. Pour faire face à cette hausse du chômage, le gouvernement prend des mesures, comme l'instauration en 1979 du contrat de travail à durée déterminée en France (CDD), qui sont jugées insuffisantes par une partie grandissante de la population.

##### Politique industrielle et infrastructures
À l'instar des autres pays européens, la désindustrialisation touche la France pendant le septennat de Valéry Giscard d'Estaing.
La crise de la sidérurgie dans le bassin lorrain, commencée dans les années 1960, s'intensifie avec notamment l’annonce, en décembre 1978, de la suppression chez Usinor-Chiers-Chatillon de 12 000 emplois, sans opportunités de reconversion. La mesure est rapidement contestée par un blocage des routes à l'appel de l'intersyndicale de Longwy, où « Radio SOS Emploi » et Lorraine cœur d'acier émettent clandestinement et où manifestent 25 000 personnes. Le 23 mars 1979, à Paris, ce sont 60 000 personnes qui manifestent selon la police, plusieurs centaines de milliers d’après la CGT. Des casseurs armés de cocktails Molotov attaquent des policiers, dont l’un aurait été surpris au sein d’un groupe de casseurs avec arme et badge de service selon le service d'ordre de la CGT, ce qui déclenche trois ans de polémiques,.

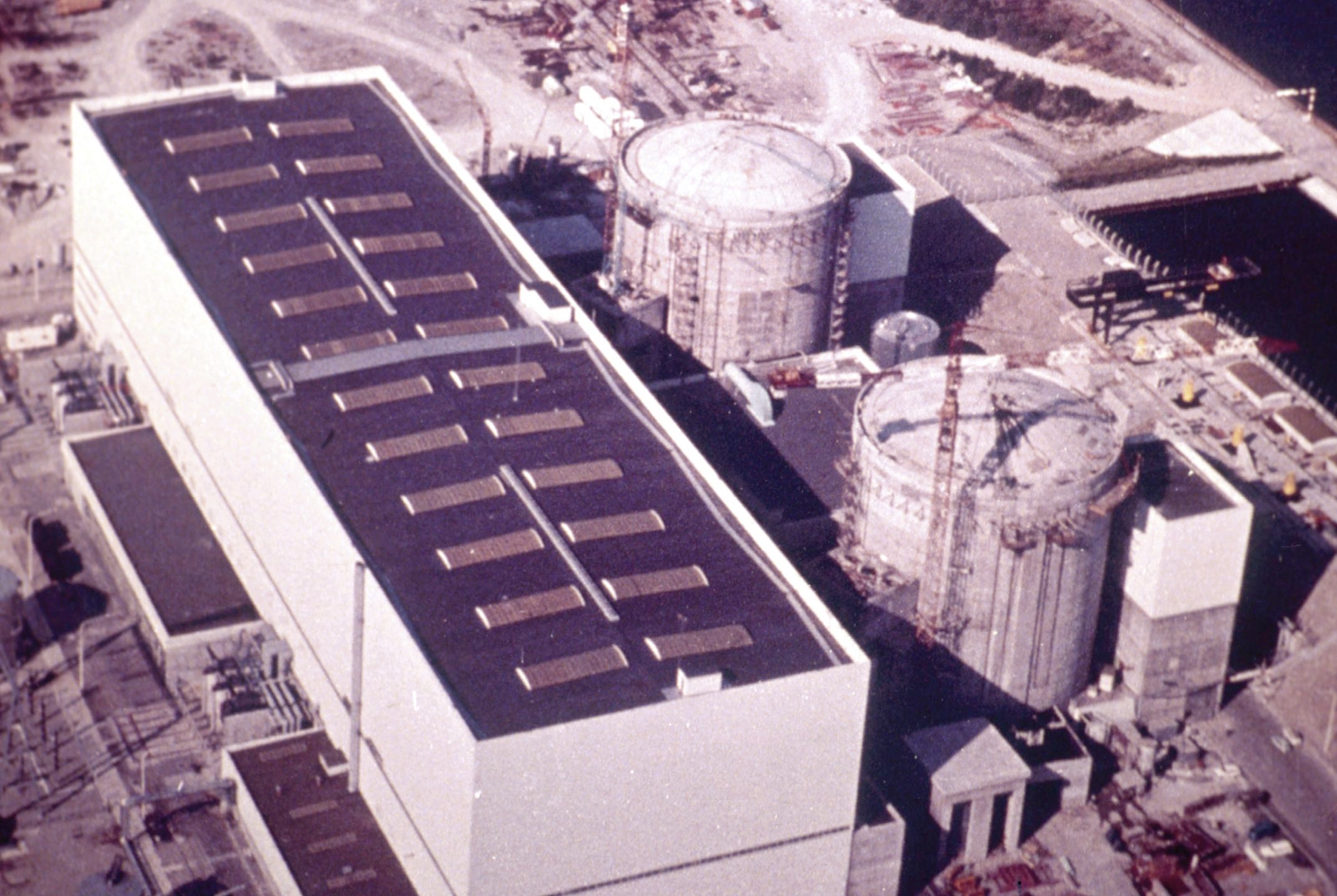
Valéry Giscard d'Estaing poursuit l’expansion de l’énergie nucléaire civile afin d’assurer l’indépendance énergétique de la France (ici, la centrale de Fessenheim en construction).

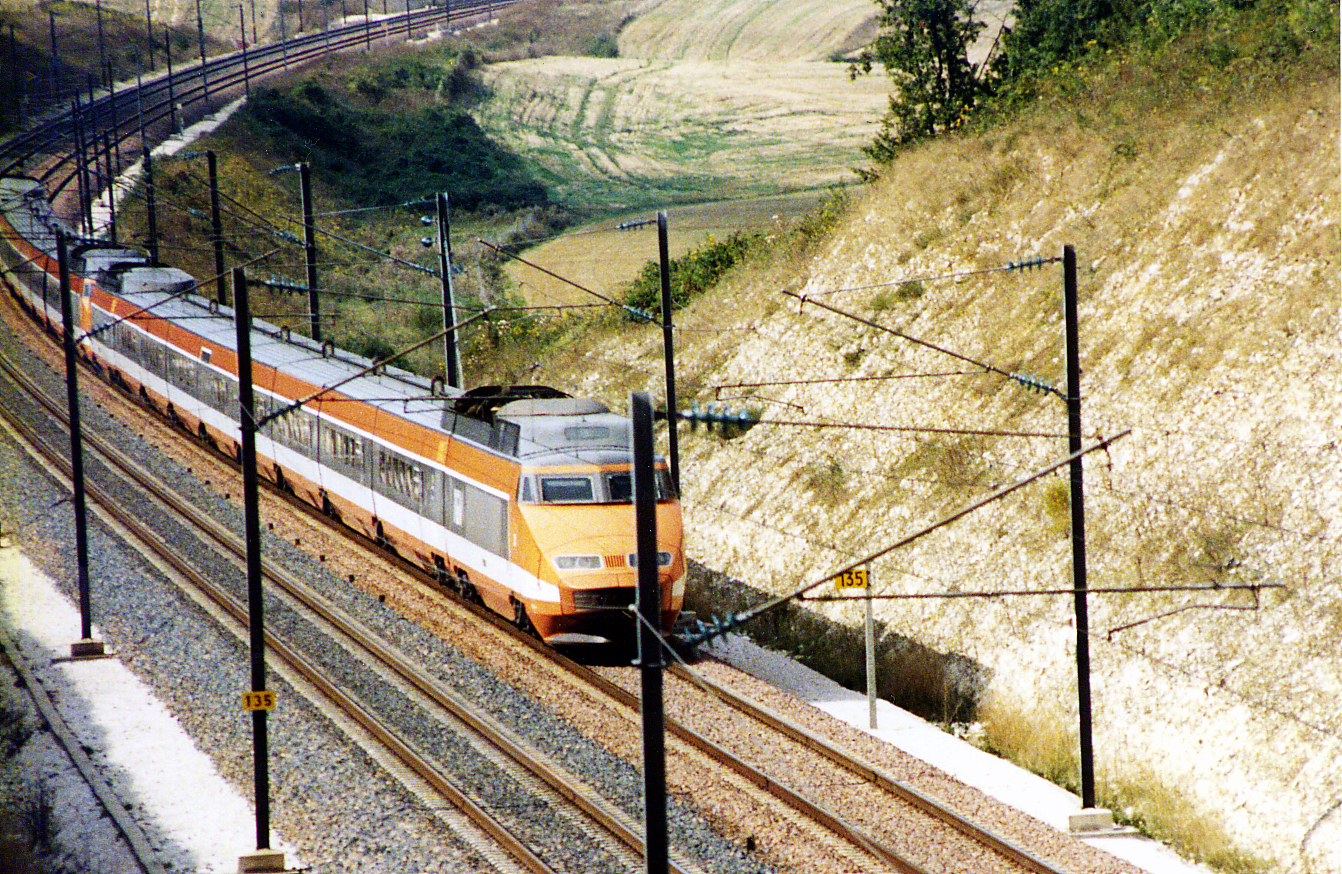
Le développement du train à grande vitesse est fortement favorisé par Valéry Giscard d'Estaing (ici, la LGV Sud-Est).

Après avoir mis fin à la contribution des patentes, qui frappe essentiellement les commerçants, l'exécutif instaure la taxe professionnelle, qui impose plus lourdement l'industrie.
Valéry Giscard d'Estaing intensifie le programme de développement de l'énergie nucléaire civile engagé par ses deux prédécesseurs directs à l’Élysée. En 1977, la construction du super-générateur nucléaire Superphénix est contestée au site de Creys-Malville par 20 000 à 40 000 manifestants ; l'un d'eux, Vital Michalon, meurt après un tir de grenade offensive. Les activités de production d'uranium en France et à l'étranger du Commissariat à l'énergie atomique (CEA) sont regroupées dans une Compagnie générale des matières nucléaires (COGEMA) et le Département de contrôle des risques du CEA fusionne avec le Service central de sûreté des installations nucléaires (SCSIN) dans ce qui deviendra l'Institut de protection et de sûreté nucléaire (IPSN).
En matière de transport ferroviaire, Valéry Giscard d'Estaing poursuit l'œuvre de son prédécesseur Georges Pompidou, qui avait lancé les études pour le train à grande vitesse (TGV) et permis au Premier ministre Pierre Messmer de décider, le 5 mars 1974, d’engager la construction d’une première ligne entre Paris et Lyon, la LGV Sud-Est (LN1).
Dans l'informatique, il décide de l'abandon du plan Calcul et d'Unidata, préférant fusionner sa branche française, la Compagnie internationale pour l'informatique (CII), avec la filiale française Bull de l'américain Honeywell. Cette décision entraîne le transfert de l'usine CII de Toulouse (1 800 emplois), à Thomson-CSF, tandis qu'est arrêté le réseau Cyclades, dont la technologie sera utilisée plus tard par l'Internet. Il lance les études pour la création du réseau Transpac et du Minitel, qui sera diffusé à partir de 1982 par les PTT et atteindra le million de terminaux vendus en 1985, porté par de nombreuses applications, y compris les messageries roses, qui représenteront 50 % des appels en 1990. Décidé par Valéry Giscard d'Estaing et Jacques Chirac, l'abandon du plan Calcul et d'Unidata compromet le projet d'une industrie informatique européenne et renforce en Allemagne et aux Pays-Bas l'image d'une France ne tenant pas ses engagements,.
En septembre 1975, le président de la République annonce un plan de modernisation du réseau téléphonique. Le nombre de lignes téléphoniques avait déjà doublé en six ans, à 8,4 millions en 1976 contre 4,1 millions en 1970, afin de rattraper le retard français sur fond de listes d'attentes, et la croissance du nombre de lignes s'accélère légèrement, en étant multipliée par 2,3 au cours des six années 1976-1982, pour atteindre 19,5 millions,,.
Devant la nécessité d'économiser l'énergie, le gouvernement restaure, à partir de l’année 1976, l'ancien changement d'heure pendant les mois d'été, permettant une économie d'électricité sur l'éclairage du soir.

#### Politique internationale et européenne

##### Guerre froide
À son arrivée à la tête du pays, Valéry Giscard d'Estaing affiche sa volonté de prendre acte du processus de mondialisation et de conduire une diplomatie multipolaire. Dans un contexte de guerre froide, il multiplie les rencontres avec les chefs d'État étrangers et cherche à « dédramatiser » la situation internationale. En octobre 1975, Valéry Giscard d'Estaing se déplace en URSS et notamment en Ukraine, à Kiev où il rappelle qu'elle est la « mère de toutes les villes russes » en évoquant l'amitié ancestrale qui unit la France, la Russie et l'Ukraine.
C'est à son initiative que se tient la première réunion des six pays les plus industrialisés de la planète (États-Unis, Japon, France, Allemagne de l'Ouest, Royaume-Uni et Italie), au château de Rambouillet, du 15 au 17 novembre 1975. Ce « G6 », qui devient « G7 » avec la participation du Canada, se réunira tous les ans afin que les chefs d'État puissent aborder les questions économiques et financières d'actualité.
Tout en conservant l'alliance de la France avec les États-Unis, notamment lors de la bataille de Kolwezi (Zaïre), Valéry Giscard d'Estaing maintient le dialogue avec l'URSS : il tarde à condamner l'invasion de l'Afghanistan et rencontre Léonid Brejnev en mai 1980 à Varsovie, alors que la plupart des chefs d'État et de gouvernement occidentaux cherchent à isoler le dirigeant soviétique. Néanmoins, le président français prend personnellement position pour rejoindre le boycott des Jeux olympiques d'été de 1980 à Moscou, enjeu qui divise la classe politique et les athlètes ; cependant, il laisse la décision au Comité national olympique et sportif français, qui acte la participation de la France sous emblème neutre, sans drapeau ou hymne français lors des podiums et des cérémonies,.

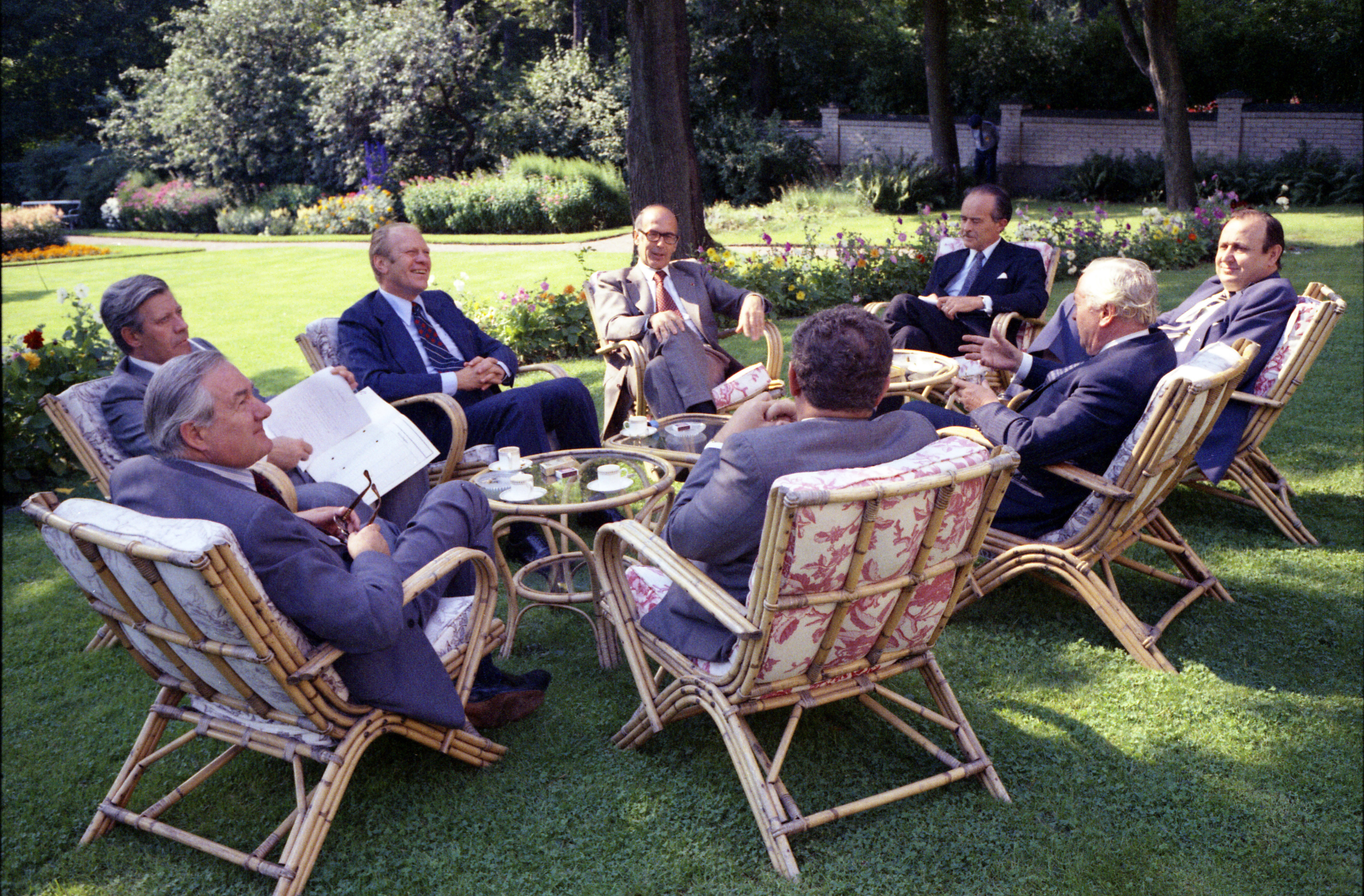
Réunion de plusieurs dirigeants occidentaux dans les jardins de l’ambassade britannique à Helsinki (Finlande), en juillet 1975.
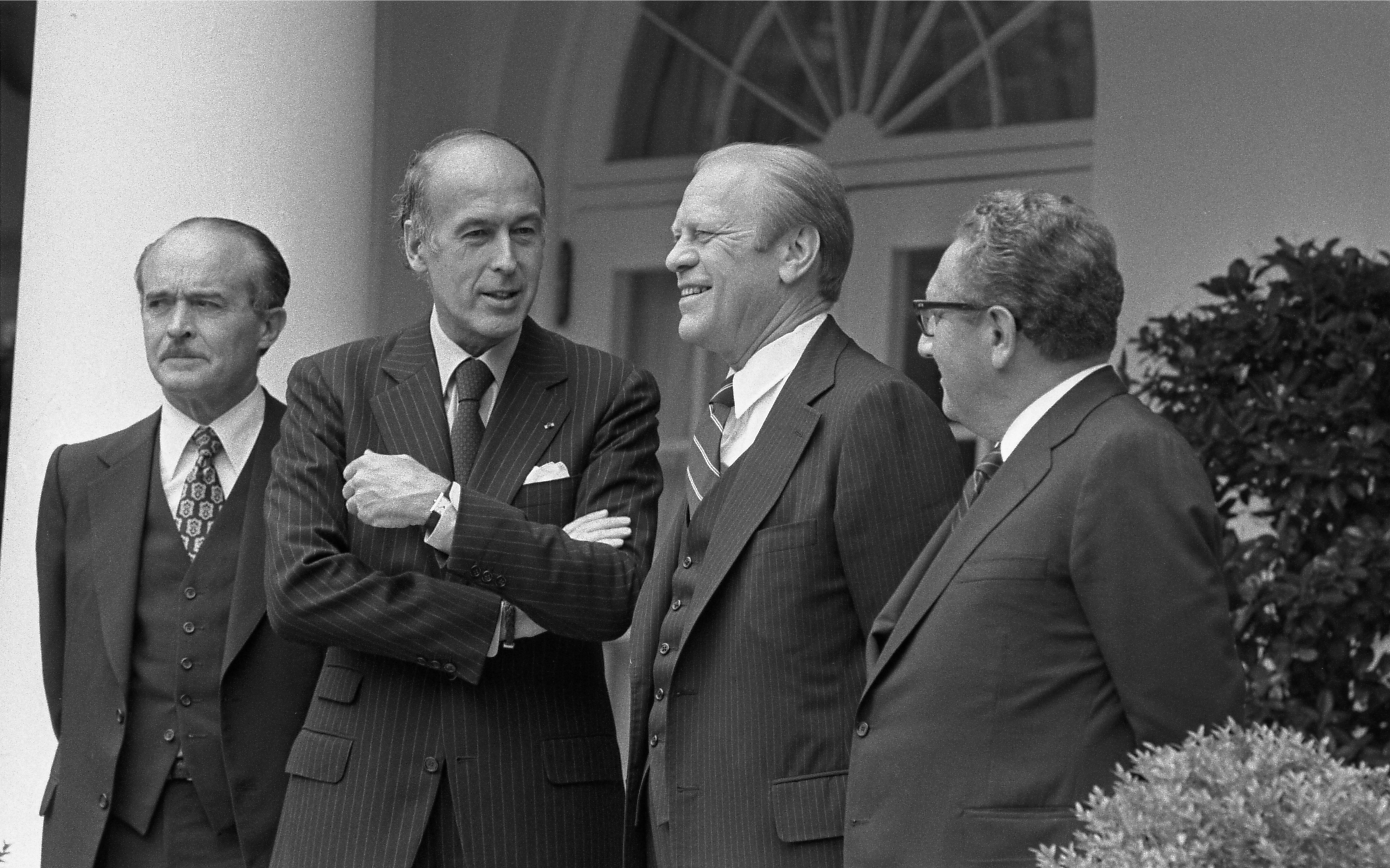
Avec le président américain, Gerald Ford, le secrétaire d'État des États-Unis, Henry Kissinger, et le ministre français des Affaires étrangères, Jean Sauvagnargues (Maison-Blanche, mai 1976).
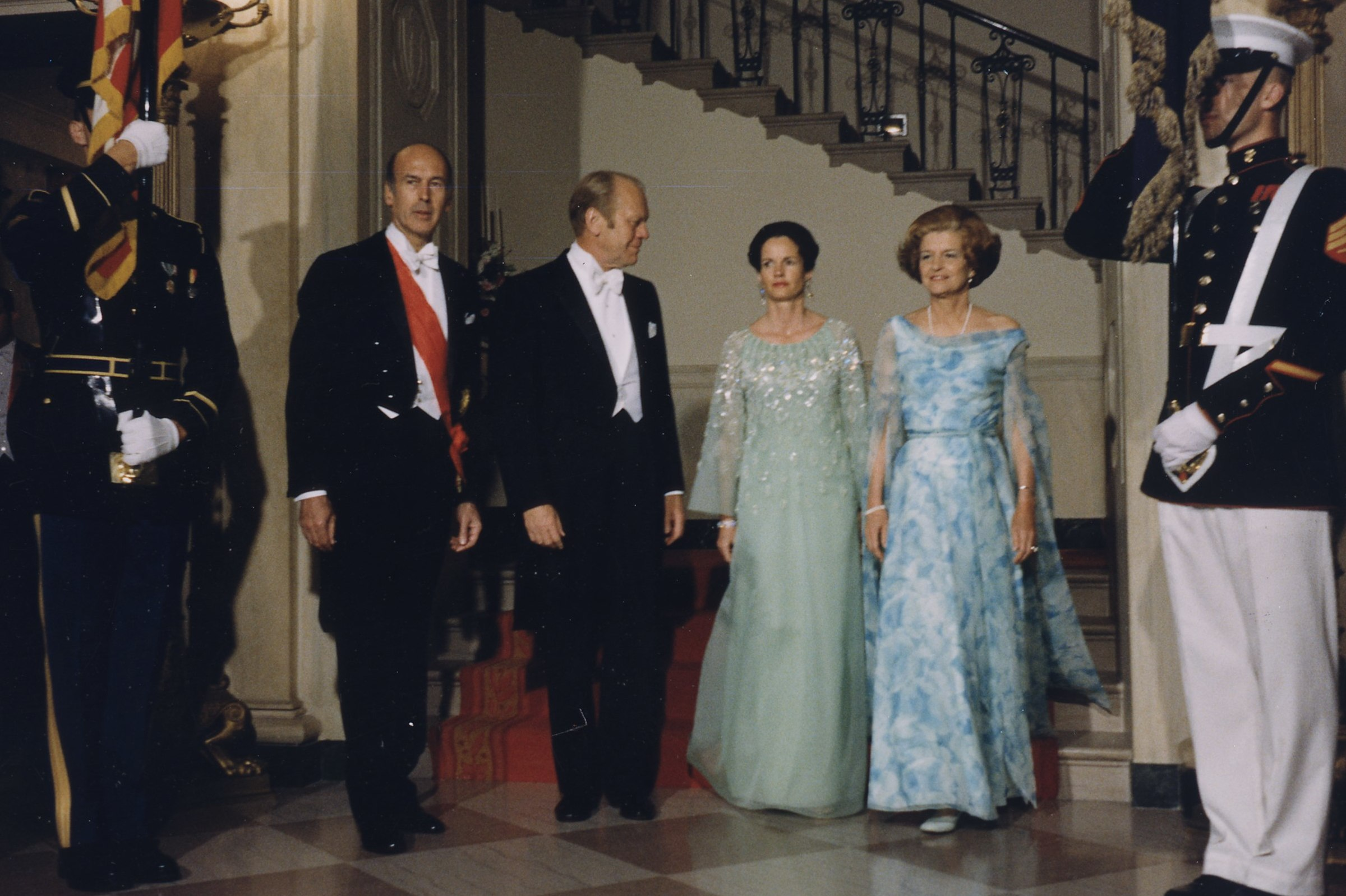
Réception du couple Giscard d'Estaing par Gerald et Betty Ford avant la tenue d’un dîner d’État en l’honneur du président français (Maison-Blanche, septembre 1976).
Au côté d’Élisabeth II, de James Callaghan, de Takeo Fukuda, du prince Philip et de la reine mère Elizabeth dans le cadre du G7 de Londres de mai 1977.
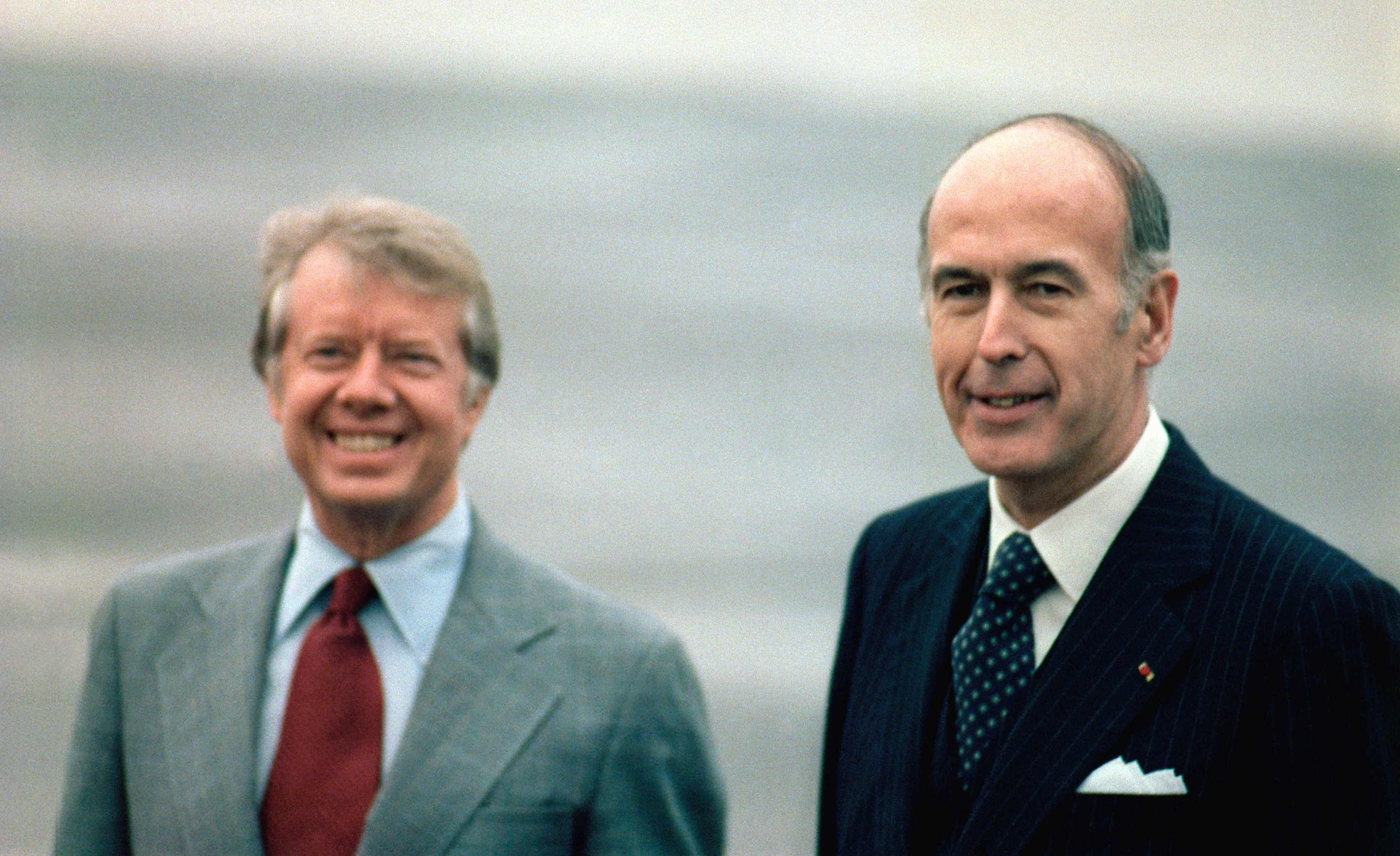
Rencontre avec le président américain, Jimmy Carter, en janvier 1978.

##### Communautés européennes
Pendant sa présidence, Valéry Giscard d’Estaing consacre une grande importance à la construction européenne. Après avoir défendu dans sa jeunesse l'idée d'États-Unis d'Europe, il s'affirme partisan d'une « troisième voie », entre une Europe supranationale et une Europe des États,.

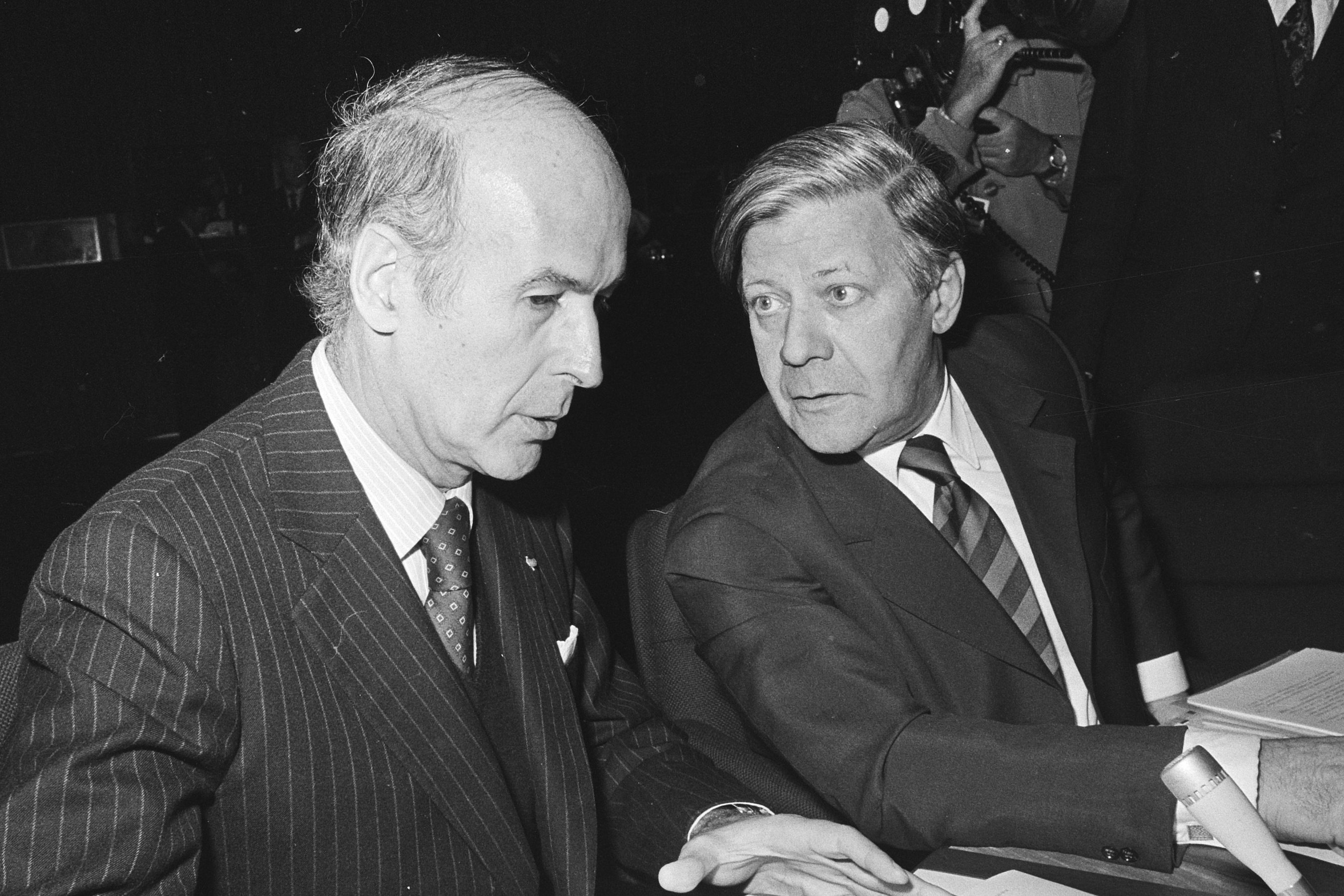
Valéry Giscard d’Estaing et le chancelier fédéral d'Allemagne, Helmut Schmidt, en novembre 1976.

Il souhaite dans un premier temps approfondir les institutions communautaires. Avec le chancelier fédéral allemand Helmut Schmidt, il est à l'origine de la création du Conseil européen en décembre 1974, ce qui est vu comme le prolongement de l'action gaulliste, qui privilégiait la coopération entre les États à l'intégration communautaire. En contrepartie, la France est pressée d'accepter l'élection du Parlement européen au suffrage universel direct, mesure prévue dans le traité de Rome, mais à laquelle s'étaient successivement opposés Charles de Gaulle et Georges Pompidou. Alors que les gaullistes se montrent réticents à la mesure et réclament pour certains une renégociation du traité de Rome, Valéry Giscard d'Estaing saisit le Conseil constitutionnel, qui estime qu'un tel mode d'élection du Parlement européen n'est pas contraire à la Constitution. La loi entérinant cette mesure est adoptée en juin 1977 et les premières élections européennes se tiennent au suffrage universel en 1979.
Valéry Giscard d'Estaing milite fortement parmi l'Europe des Neuf pour que la Grèce rejoigne la CEE, sur des justifications politiques (fin de la dictature des colonels) et culturelles (il lui est prêté la formule « On ne ferme pas la porte à Platon »), en dépit des faiblesses économiques de ce pays,.
Avec le chancelier Helmut Schmidt, Valéry Giscard d'Estaing resserre les liens entre la France et l'Allemagne : Georges Valance indique que leur coopération « donna notamment naissance au Système monétaire européen dont sortiront l'Union monétaire et l'euro ». En effet, en 1978, deux ans après la nouvelle sortie du franc du Serpent monétaire européen, est lancé le Système monétaire européen (SME), qui établit un système de taux de change ajustable entre les pays membres de la Communauté économique européenne. Valéry Giscard d'Estaing cherche ainsi à stabiliser et à renforcer le franc. L'unité de compte européenne ECU est créée l'année suivante, en 1979,. Le président français s'implique également dans le lancement de projets industriels tels que l'Agence spatiale européenne.

##### Afrique et Moyen-Orient
Comme le général de Gaulle et Georges Pompidou, Valéry Giscard d'Estaing mène une politique jugée pro-arabe et peu favorable à Israël, notamment pour assurer les approvisionnements de la France en pétrole. Il soutient l'Organisation de libération de la Palestine (OLP), et refuse en 1975 de s'allier aux États-Unis contre l'Organisation des pays exportateurs de pétrole (OPEP).

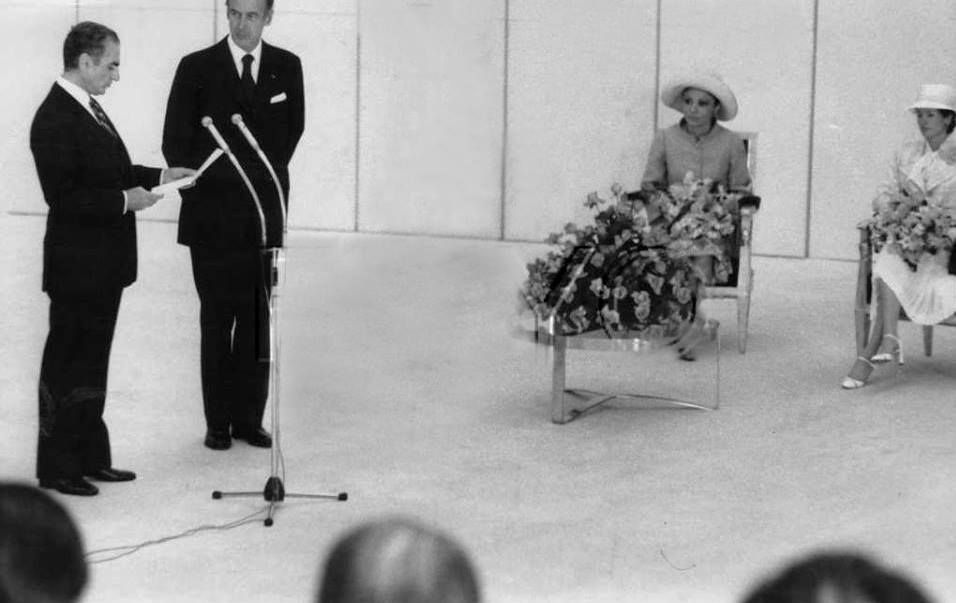
Valéry Giscard d'Estaing avec le chah d'Iran Mohammad Reza Pahlavi.

En octobre 1976, en visite officielle en Iran, pays alors en pleine expansion et qui apparaît comme le meilleur rempart aux ambitions soviétiques en Asie occidentale, Valéry Giscard d'Estaing souligne la « stabilité » apportée par cet État dans la région. À cette occasion, il conclut avec le chah, Mohammad Reza Pahlavi, des contrats pour 30 milliards de francs. Lors de l'exil accordé par la France à l'ayatollah Khomeini, Valéry Giscard d’Estaing fait savoir à celui-ci qu'il doit s'abstenir d'inciter à la violence en Iran. Khomeini ne s'exécutant pas, Valéry Giscard d'Estaing envisage de l'expulser vers l'Algérie, mais le chah s'y oppose. Lors de la révolution iranienne, à la fin des années 1970, les pays occidentaux — notamment la France, les États-Unis, l'Allemagne de l'Ouest et le Royaume-Uni lors de la conférence de la Guadeloupe — renoncent à apporter leur soutien au chah, qui sera renversé au profit d'une république islamique.
Ancien partisan de l’Algérie française, Valéry Giscard d'Estaing effectue en avril 1975 la première visite officielle d'un chef de l’État français sur le sol algérien depuis l’indépendance de 1962. Si cette visite apparaît comme un rapprochement entre l’Algérie et la France, le président français estime prématuré l’établissement immédiat de rapports privilégiés entre les deux pays en raison des ressentiments laissés par la guerre d'Algérie. La France semble miser davantage sur le Maroc que sur l’Algérie,. Dans le même temps, dans le cadre de la guerre du Sahara occidental, la France apporte une aide opérationnelle au régime mauritanien de Moktar Ould Daddah. Cette politique conduit à une dégradation des relations entre la France et l’Algérie, une situation qui atteint son paroxysme avec le raid de Zouerate, lors duquel la responsabilité algérienne est invoquée. Cependant, les échanges économiques entre les deux États se maintiennent à un niveau important.
Attaché à l'Afrique, Valéry Giscard d'Estaing lance plusieurs actions sur ce continent. L'action au Zaïre, qui ne fait traditionnellement pas partie de la zone d'influence française, marque la politique africaine du septennat : en mai 1978, Valéry Giscard d'Estaing déclenche l'opération « Léopard » en envoyant des troupes parachutistes du 2e REP à Kolwezi pour libérer les quelque 3 000 Européens pris en otage par des rebelles au gouvernement zaïrois. Le président français prend cette décision après d'intenses négociations avec la Belgique et les États-Unis et alors que l'envoi de parachutistes sur un sol contrôlé par des rebelles est jugé périlleux. Les otages sont finalement libérés, les rebelles défaits, et les parachutistes français quittent le Zaïre le 15 juin 1978.

#### Action en matière culturelle

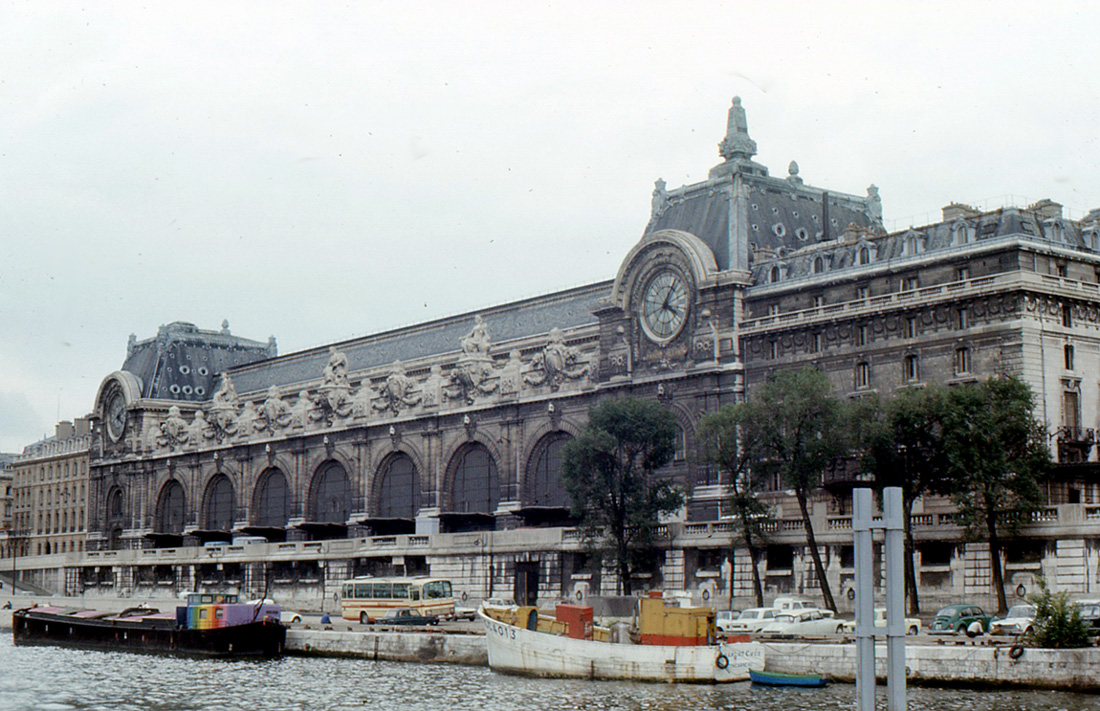
Rare projet notable d'une politique culturelle timide, l'ancienne gare d'Orsay récemment sauvée de la destruction est transformée en un musée consacré à l'art du XIXe siècle.

Malgré une grande érudition, Valéry Giscard d'Estaing s'intéresse surtout aux questions économiques et délaisse ce domaine prisé par son prédécesseur et pleinement investi par son successeur,,. Selon Jacques Rigaud, l'exécutif ne place pas la culture comme l'une de ses priorités à cette période. Le ministère d'État chargé des Affaires culturelles est réduit à un secrétariat d'État à la Culture en 1974, aux prérogatives plus restreintes et aux moyens plus limités, mené par Michel Guy,. Après les parenthèses de Françoise Giroud et Michel d'Ornano, Jean-Philippe Lecat tient à partir de 1978 un ministère de la Culture et de la Communication au budget toujours plus tailladé par la crise.
Usant habilement du mince budget dont il dispose, Michel Guy parvient à quelques actions notables. Grâce à ses relations, il suscite de grandes donations alimentant de nombreux musées du pays, la plus remarquable étant la dation colossale grâce à laquelle l'État a pu créer le musée Picasso à Paris. Il crée la direction du Livre, champ jusqu'alors rattaché à l'Éducation nationale. Préfigurant la décentralisation culturelle du mandat suivant, il lance des « chartes » liant l'État et des villes sur des projets d'investissements précis. Dans le domaine de l'audiovisuel, les crédits de l'avance sur recettes sont doublés et des premières contraintes sont imposées aux chaînes de télévision françaises quant à la diffusion de films, pour lutter contre leur concurrence avec les salles de cinéma. Les chaînes doivent également retransmettre de prestigieuses productions théâtrales et lyriques et des grands festivals, une obligation aussitôt abandonnée lors du changement de ministre. Par ailleurs, élément marquant de l'époque, la volonté de libéralisation à travers l'arrêt de la censure répand sur les écrans français une vague de films érotiques et pornographiques mais la surtaxation des recettes de ces œuvres classées X finit par endiguer le phénomène.
Avec ses ressources limitées, le pouvoir giscardien met particulièrement l'accent sur des actions susceptibles d'attirer l'attention du grand public plutôt que sur des créations confidentielles, les musées nationaux profitant de cette politique. En 1977, le président inaugure ainsi le musée national de la Renaissance dans le château d'Écouen, projet lancé par André Malraux en 1969. Une loi-programme est instaurée pour financer la rénovation des musées de 1978 à 1982,. Essentiellement préoccupé par l'activité économique, Valéry Giscard d'Estaing voit avant tout dans cette politique l'opportunité de favoriser le tourisme culturel.
Achevés sous la présidence de François Mitterrand parmi les « Grands Travaux », les plus grands projets culturels lancés au cours du septennat de Valéry Giscard d'Estaing sont la création du musée d'Orsay dans la gare abandonnée, consacré aux arts du XIXe siècle, la fondation de l'Institut du monde arabe dans un intérêt surtout diplomatique, et la reconversion des anciens abattoirs de la Villette en un parc doté d'un musée des sciences et techniques. Le musée d'Orsay est vu comme la principale œuvre culturelle laissée par la présidence giscardienne,. La réalisation d'un tel musée correspond aux goûts plutôt classiques de Valéry Giscard d'Estaing, davantage intéressé par les XVIIIe et XIXe siècles que par l'art vivant de son temps et les nouvelles formes de la culture,. Il est ainsi très réticent à la poursuite du projet de centre national consacré à l'art contemporain voulu par Georges Pompidou, avant de céder devant l'insistance de son Premier ministre Jacques Chirac,.
En parallèle, Valéry Giscard d'Estaing oriente la politique culturelle de la France davantage vers le patrimoine, action à la fois peu coûteuse mais aux effets importants. Michel Guy entame une large campagne de protection aux monuments historiques de bâtiments du XIXe et du XXe siècles, jusqu'alors encore peu classés, et des cœurs historiques de cent villes. Le président inaugure en 1977 la première journée « portes ouvertes » au palais de l'Élysée, tandis que 1980 est désignée « année du patrimoine » par le gouvernement français,. Il revendique l'organisation des premières journées du patrimoine en septembre 1980, bien que leur lancement officiel date de la présidence suivante, en 1984.

#### Divisions de la majorité

##### Tensions avec Jacques Chirac

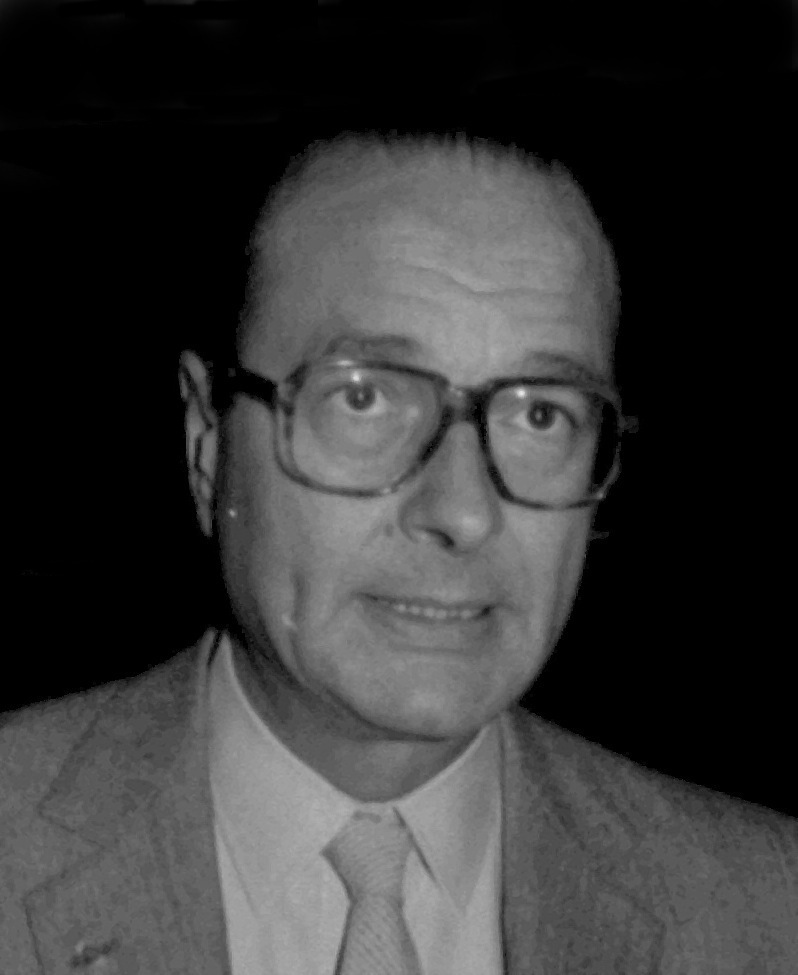
Jacques Chirac entre progressivement dans l’opposition à Valéry Giscard d'Estaing durant le septennat de celui-ci.

Les relations entre le président et le Premier ministre Jacques Chirac se tendent au fil des mois. Celui-ci, conseillé par Pierre Juillet et Marie-France Garaud, est élu, à la fin de l'année 1974, secrétaire général de l'UDR, sur laquelle il affirme progressivement son emprise, notamment grâce aux fonds spéciaux de Matignon. Alors que le président comptait sur lui pour « giscardiser » le parti gaulliste, Chirac en prône l'indépendance. Il démissionne le 25 août 1976, estimant ne pas disposer « des moyens qu'[il] estime nécessaires pour assumer efficacement les fonctions de Premier ministre ». Dans le même temps, la volonté de « décrispation » de la société française voulue par Giscard se heurte au refus de François Mitterrand d'entamer tout dialogue avec la majorité, contrairement aux usages établis dans les pays étrangers.
Jacques Chirac est remplacé par le « technicien » Raymond Barre, jusque-là ministre du Commerce extérieur et présenté comme le « meilleur économiste français, en tout cas un des premiers » par Valéry Giscard d'Estaing. À l'instar de Raymond Poincaré ou Antoine Pinay par le passé, le Premier ministre cumule ses fonctions de chef de gouvernement avec celle de ministre de l'Économie. Son gouvernement compte trois figures principales, élevées au rang de ministres d'État : le gaulliste Olivier Guichard, le giscardien Michel Poniatowski et le centriste Jean Lecanuet. À partir de ce moment, le président revient à une lecture plus classique de la Constitution et laisse le Premier ministre exercer ses prérogatives sur les questions intérieures ; les analystes politiques estiment qu'il sera perçu comme s'éloignant de plus en plus des Français. La situation de la majorité sur le plan électoral devient difficile. Les élections cantonales de 1976 avaient déjà été remportées par la gauche, qui était ainsi pour la première fois majoritaire dans le pays, bien que la droite conserve la plupart des départements. Les élections municipales de 1977 constituent également un succès pour l'opposition de gauche, qui prend le contrôle de 155 villes de plus de 30 000 habitants, soit 57 de plus qu'auparavant. Jacques Chirac, qui a créé trois mois auparavant le Rassemblement pour la République (RPR), est élu maire de Paris contre Michel d'Ornano, soutenu par les giscardiens, ce qui accentue les tensions à droite. À la suite de ces élections, le Premier ministre remet sa démission et forme, le 29 mars 1977, son deuxième gouvernement, qui voit le départ des trois ministres d'État et l'arrivée des gaullistes Robert Boulin et Alain Peyrefitte, ainsi que du sénateur et maire de Loudun, ancien garagiste, René Monory.

##### Création du Parti républicain et de l’UDF
Soucieux de rajeunir son parti, dont la notoriété et la popularité sont faibles, Valéry Giscard d'Estaing soutient la transformation, en mai 1977, de la FNRI en Parti républicain (PR), dont Jean-Pierre Soisson devient le secrétaire général. Le 27 janvier 1978, alors que les sondages prédisent une victoire de la gauche aux élections législatives à venir, Valéry Giscard d'Estaing prononce un discours, à Verdun-sur-le-Doubs (Saône-et-Loire), dans lequel il appelle les Français à faire « le bon choix pour la France » et les met en garde contre les blocages politiques et les conséquences économiques (hausse du chômage, aggravation du déficit budgétaire, baisse de la valeur de la monnaie) que provoquerait une victoire de la gauche aux élections législatives du mois de mars,,. Il déclare qu'il ne démissionnera pas dans cette hypothèse, mais qu'il n'aura pas les moyens d'empêcher une majorité de gauche d'appliquer le Programme commun. Valéry Giscard d'Estaing, qui a consulté de nombreux constitutionnalistes, évoque ainsi la possibilité d'une cohabitation. Cette hypothèse est inenvisageable pour les gaullistes, pour qui une victoire de la gauche ne peut déboucher que sur une crise institutionnelle.
Quelques jours plus tard, le 1er février 1978, il fonde l'Union pour la démocratie française (UDF), qui regroupe les différentes composantes centristes et giscardiennes de la majorité (Parti républicain, Centre des démocrates sociaux, Parti radical, Centre national des indépendants et paysans, Mouvement démocrate socialiste de France) et permet ainsi de limiter les candidatures à droite lors du scrutin législatif. Le nouveau parti présente 405 candidats pour 491 circonscriptions.

##### Élections législatives de 1978

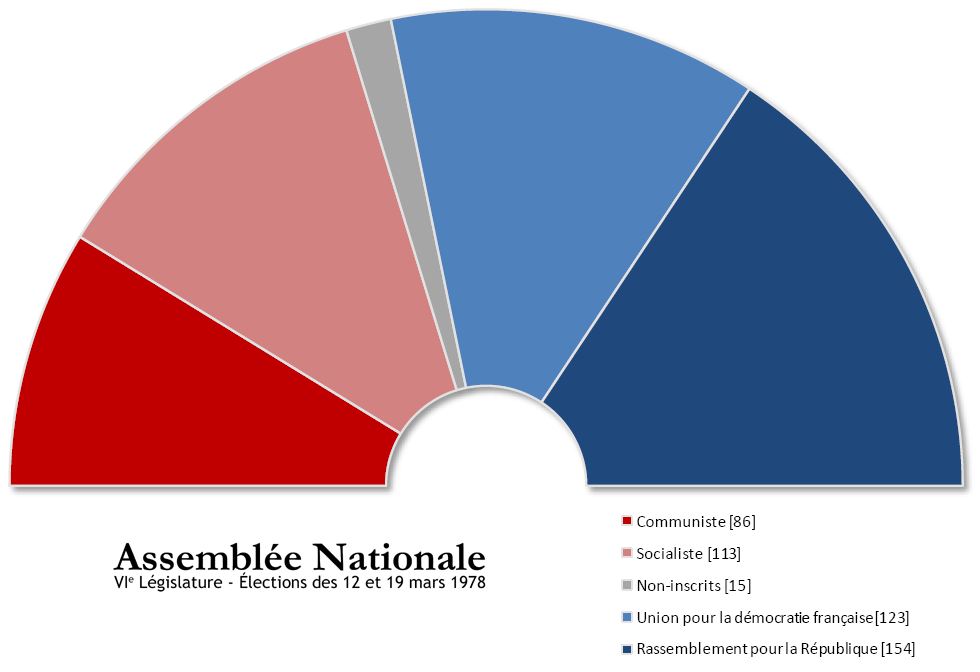
Composition de l'Assemblée nationale à l'issue des élections législatives de 1978, qui voient la droite conserver sa majorité, contrairement aux prédictions.

Au premier tour des élections législatives, la gauche arrive en tête, mais avec une avance moindre que prévu. Dans l'entre-deux tours des élections législatives, conformément à un accord conclu l'année précédente, en cas d'absence de candidat unique de la majorité, le candidat de droite le moins bien placé dans une circonscription se retire en faveur de celui arrivé en tête. Le 19 mars 1978, à la surprise générale, le RPR et l'UDF remportent une majorité nette à l'Assemblée nationale (290 sièges). Il faudra attendre les élections de 2007, après notamment trois périodes de cohabitation, pour voir une majorité être reconduite. Dans un contexte de déliquescence de l'Union de la gauche et de mauvais report de voix des socialistes sur les candidats communistes, le discours du « bon choix » et l'alliance de la droite semblent avoir porté leurs fruits. Le nouveau parti du président réalise un score honorable en obtenant sensiblement moins de sièges que le parti gaulliste, qui perd de son côté 39 députés. Le 3 avril 1978, lors de l'élection du président de l'Assemblée nationale, Jacques Chaban-Delmas est préféré au sortant Edgar Faure, soutenu par Jacques Chirac et une grande partie des députés gaullistes ; ce résultat est considéré comme étant une victoire politique pour le président de la République.

##### Accroissement des divisions
Les premières élections européennes se tiennent en 1979, au scrutin proportionnel à un tour. Simone Veil est choisie pour être tête de liste de l'UDF, tandis que Jacques Chirac est celle du RPR. Le 6 décembre 1978, celui-ci, hospitalisé à la suite d'un grave accident de voiture, signe l'appel de Cochin, sur les conseils de Marie-France Garaud et Pierre Juillet, dont il se séparera après cet épisode. Dans ce communiqué, il critique le projet européen, parlant de « politique d'asservissement », et critique l'UDF pour ses prises de position pro-européennes : « Comme toujours quand il s'agit de l'abaissement de la France, le parti de l'étranger est à l'œuvre avec sa voix paisible et rassurante. Français, ne l'écoutez pas. C'est l'engourdissement qui précède la paix de la mort. » Ces propos sont vus comme une charge violente à l'égard du président de la République et sont considérés comme excessifs, y compris au sein du RPR. Le 9 juin 1979, l'UDF arrive en tête du scrutin avec 27,6 % (25 élus), contre 23,5 % pour le PS (22 élus), 20,5 % pour le PCF (19 élus) et seulement 16,3 % pour le RPR (15 élus). Simone Veil est ensuite élue présidente du Parlement européen, malgré l'opposition des députés européens français issus du RPR, qui présentent un candidat contre elle.
Les dissensions au sein de la majorité conduisent le Premier ministre à utiliser, à plusieurs reprises, l'article 49.3 de la Constitution, qui permet de faire passer des textes sans vote si aucune motion de censure n'est adoptée. Après le recours à cet article lors du vote du budget 1980 — auquel s'opposait le RPR —, le président de l'Assemblée nationale, Jacques Chaban-Delmas, saisit le Conseil constitutionnel, qui annule le vote de la loi pour une question de procédure, ce qui conduit à la convocation d'une session extraordinaire à la fin de l'année 1979.
Sous le septennat de Valéry Giscard d'Estaing, trois figures politiques de droite meurent de façon violente ou suspecte. Le député Jean de Broglie (Républicain indépendant) est assassiné le 24 septembre 1976, vraisemblablement victime d'un règlement de comptes. Le 2 février 1980, l'ancien ministre gaulliste Joseph Fontanet est également tué ; ce meurtre reste non élucidé. Le 30 octobre 1979, le ministre du Travail, Robert Boulin (RPR), accusé, par des lettres anonymes publiées par Le Canard enchaîné, d'avoir acquis de manière illégale une garrigue, est retrouvé mort dans un étang de la forêt de Rambouillet. L'enquête judiciaire ne permet pas d'aboutir à des conclusions définitives. Des personnalités du RPR proches de Valéry Giscard d'Estaing accusent alors les gaullistes d'avoir mené une campagne de déstabilisation à l'encontre de Robert Boulin, qui était pressenti pour succéder à Raymond Barre à la tête du gouvernement à l'approche de l'élection présidentielle de 1981. L'hypothèse de l'assassinat politique est envisagée, Robert Boulin ayant notamment fait l'objet de menaces de mort de la part du SAC gaulliste.

#### Campagne présidentielle de 1981

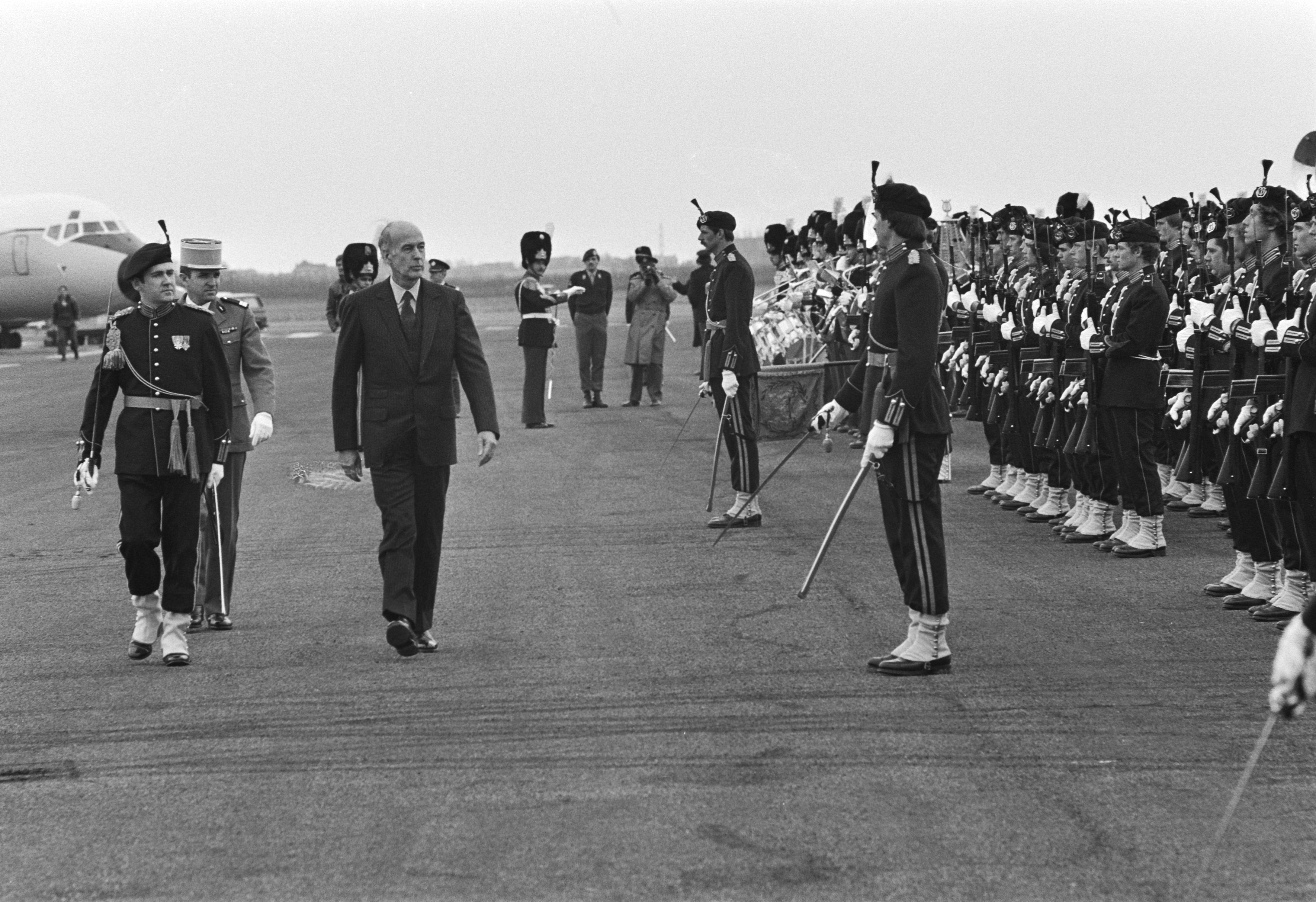
Valéry Giscard d'Estaing le 23 mars 1981 à Maastricht (Pays-Bas).

##### Favori des sondages
Un an avant l'élection présidentielle, dans un entretien accordé à l'hebdomadaire L'Express le 10 mai 1980, le président de la République estime avoir réalisé les trois quarts de ce qu'il souhaitait faire. Un sondage publié le mois précédent dans Le Point le donne vainqueur avec 57 % des voix face à Michel Rocard et 61 % face à François Mitterrand. C'est finalement ce dernier qui est désigné candidat du Parti socialiste en janvier 1981.
Rassuré par la victoire surprise de son camp aux élections législatives de 1978 et par les sondages, Valéry Giscard d'Estaing s'est peu à peu désintéressé des stratégies politiques au profit des questions économiques. Il annonce sa candidature à un second mandat, depuis le palais de l'Élysée, le 2 mars 1981. À quelques semaines du premier tour de l'élection présidentielle, la stratégie et l'organisation de sa campagne ne sont pas définies.

##### Une campagne difficile
La campagne présidentielle est notamment marquée par l'affaire des diamants, lors de laquelle Valéry Giscard d'Estaing est accusé d'avoir reçu, avec plusieurs membres de son entourage, des diamants en guise de cadeaux de Jean-Bedel Bokassa, président de la République centrafricaine que Valéry Giscard d'Estaing a fait renverser. Le Canard enchaîné estime la valeur de ces diamants à un million de francs, avant que Giscard fasse savoir que leur valeur est largement surestimée et qu'ils ont été remis à des organisations caritatives,. L'affaire est close par l'expertise puis la vente publique des diamants pour la somme de 114 997 francs,.
D'autres facteurs, comme son absence pendant les jours suivants l'attentat de la rue Copernic ou son entretien en mai 1980 avec le dirigeant soviétique Léonid Brejnev, durant la guerre d'Afghanistan, ont un impact négatif sur sa campagne.
Le 26 avril 1981, Valéry Giscard d’Estaing arrive en tête du premier tour de l'élection présidentielle avec 28,3 % des voix, devant François Mitterrand (25,8 %) et Jacques Chirac (18,0 %). Le président du RPR, qui a rencontré secrètement le premier secrétaire du Parti socialiste au domicile d'Édith Cresson en octobre 1980 afin d'élaborer une stratégie visant à faire battre le président sortant, refuse d'appeler ses partisans à soutenir Valéry Giscard d'Estaing pour le second tour et ne se prononce en sa faveur qu'à titre personnel ; des permanences du RPR donnent alors pour consigne de voter pour François Mitterrand, dans l'espoir que le parti gaulliste affirme son ascendant sur l'UDF,,,,.

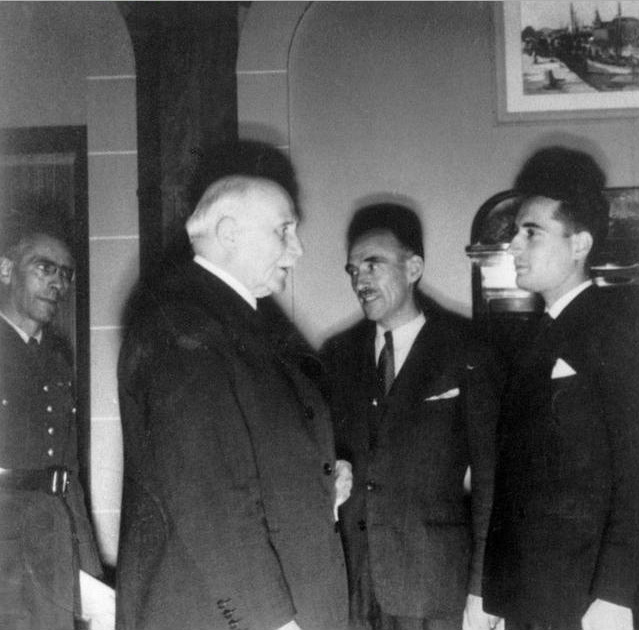
Dans l’entre-deux-tours de l'élection présidentielle de 1981, Valéry Giscard d’Estaing refuse de porter à la connaissance du public cette photo de François Mitterrand reçu par le maréchal Pétain le 15 octobre 1942.

Lors du débat télévisé de l'entre-deux tours, le 5 mai 1981, François Mitterrand qualifie Valéry Giscard d'Estaing d'« homme du passif », en réaction à « l'homme du passé » ou « vous n'avez pas le monopole du cœur », dont Giscard l'avait crédité sept ans plus tôt lors du débat télévisé de la présidentielle de 1974. À l'issue de cette confrontation, la comparaison entre les points forts et les points faibles des deux candidats est néanmoins favorable au président sortant. Comme en 1974, la menace des « chars soviétiques » à Paris est brandie par la droite,.
Peu avant le second tour, Le Canard enchaîné publie des documents indiquant que le ministre du Budget, Maurice Papon, a été responsable de la déportation de Juifs sous le régime de Vichy. De son côté, Valéry Giscard d'Estaing refuse de publier une photographie — trouvée par ses services — montrant François Mitterrand pendant la Seconde Guerre mondiale en compagnie du maréchal Pétain ; alors qu'il affirme à ses collaborateurs ne pas vouloir rabaisser le niveau de la campagne, ses soutiens estiment que la fuite de ce cliché lui aurait permis de l'emporter.
Le 10 mai 1981, Valéry Giscard d'Estaing perd le second tour de l'élection en recueillant 48,24 % des suffrages exprimés, contre 51,76 % à François Mitterrand. Neuf jours plus tard, il prononce un discours de fin de mandat diffusé au journal télévisé d'Antenne 2, qu'il conclut par la locution « Au revoir », dans une mise en scène demeurée célèbre. Le 21 mai, après un entretien d'une heure avec François Mitterrand, il quitte à pied le palais de l'Élysée, applaudi par ses partisans et hué par des militants socialistes,.
Dans Le Pouvoir et la Vie, Valéry Giscard d'Estaing écrit : « Pourquoi ai-je échoué ? En raison du chômage ? d'une lassitude des Français ? J'étais crédité de 60 % de bonnes opinions et puis tout à coup une tornade s'est levée. C'est un phénomène étrange ». À l'occasion du trentième anniversaire de sa défaite, en 2011, il déclare que sa campagne était « mauvaise », « bâclée ». Sa campagne, la fin des Trente Glorieuses, l'attitude de Jacques Chirac et la large préférence pour François Mitterrand des électeurs de 18 à 21 ans — à qui Valéry Giscard d'Estaing a donné le droit de vote — semblent avoir été déterminants dans sa défaite,.

### Après la présidence de la République (1981-2004)

#### En retrait de la politique
Au lendemain de l’élection présidentielle de 1981, la possibilité que Valéry Giscard d'Estaing conduise la majorité sortante aux élections législatives anticipées annoncées par François Mitterrand ne suscite pas l’enthousiasme des députés UDF. Sur les conseils de Michel Poniatowski, le chef de l’État sortant — qui a seulement 55 ans, soit beaucoup moins que ses prédécesseurs à la fin de leur présidence — se retire alors de la vie publique, son ami de longue date lui suggérant l’idée qu’il pourrait être un recours en cas de crise nationale provoquée par la gestion de la gauche, à l’image d’un Raymond Poincaré rappelé à la tête du gouvernement peu après son départ de l’Élysée. À l’issue des élections législatives de juin, alors que son allié Claude Wolff est facilement réélu dans son ancienne circonscription du Puy-de-Dôme, une majorité de gauche est envoyée à l’Assemblée nationale, notamment en raison de la démobilisation de l’électorat centriste,.
Confiant vivre sa défaite comme une injustice, l’ancien chef de l’État voyage pendant plusieurs mois à l'étranger, se retirant en juin dans un monastère chrétien orthodoxe au mont Athos, en Grèce, puis durant l’été dans le ranch de son ami Jean Frydman, au cœur des montagnes Rocheuses, au Canada,. En tant qu'ancien président de la République, il est membre de droit du Conseil constitutionnel, mais il refuse jusqu'en 2004 d'y siéger. En 1985, il devient le premier bénéficiaire d'une lettre du Premier ministre Laurent Fabius « fixant de manière permanente le statut dans la nation des anciens présidents de la République » : à ce titre, en 2016, l'État français débourse 2,5 millions d'euros pour sa sécurité, la rémunération de ses collaborateurs permanents et un logement de fonction.
Son biographe Mathias Bernard indique qu’« il a sans doute décidé dès l’automne 1981 de revenir en politique », jugeant « la stratégie du recours trop incertaine » alors que Jacques Chirac et Raymond Barre pourraient également s’en prévaloir, et craignant qu'une trop longue absence n’encourage « les ambitions d’une nouvelle génération ». En octobre 1981, il prend une première position publique depuis son départ de l’Élysée avec la publication d'un communiqué au sujet de la dévaluation du franc décidée par le gouvernement socialiste. Il dénonce également l’instauration de l’état de siège en Pologne et la signature d’un contrat franco-soviétique d'achat de gaz en provenance de Sibérie, tout en accordant des entretiens à la presse étrangère.

#### Député et président de l'UDF

##### Retour à l’Assemblée nationale
Souhaitant rétablir avec les Français un lien de proximité distendu durant sa présidence, il décide de reprendre son parcours politique depuis l’échelon local, contre l’avis de plusieurs de ses conseillers, notamment Roger Chinaud, pour qui des mandats locaux ne sont pas à la hauteur de son statut d’ancien chef de l’État,. Lors des élections cantonales de 1982, candidat dans le tout nouveau canton de Chamalières — commune dont il a été maire de 1967 à 1974 —, il est élu conseiller général du Puy-de-Dôme avec 72 % des suffrages au premier tour, un score jugé exceptionnel dans un département ancré à gauche. Il intervient à la télévision pour la première fois depuis sa défaite à l'élection présidentielle le 16 septembre 1982, dans L'Heure de vérité, émission lors de laquelle les trois quarts des téléspectateurs le jugent convaincant d'après BVA, qui indique aussi que les Français sont plus partagés sur ses chances de revenir au pouvoir.
En août 1984, son ancien suppléant Claude Wolff démissionne de son mandat de député de la deuxième circonscription du Puy-de-Dôme. Le mois suivant, après l’avoir emporté l’élection législative partielle en découlant avec 63 % des suffrages exprimés dès le premier tour, Valéry Giscard d’Estaing retrouve les bancs de l’Assemblée nationale. Son score, supérieur à celui qu’il avait obtenu en 1968 (61 %), constitue un record dans son parcours politique pour une élection législative. En outre, dans un contexte national de forte montée du Front national, il est parvenu à maintenir le candidat de ce parti à seulement 6 %.
Affichant ainsi de nouvelles ambitions nationales, Valéry Giscard d’Estaing affronte cependant un contexte difficile. En effet, après les législatives de 1981, Jacques Chirac s’est affirmé comme le véritable dirigeant de l’opposition en s’appuyant sur un parti puissant et en ne cachant pas sa volonté de rompre avec le septennat précédant. Sa volonté de reconquête se heurte également à la prise de contrôle de sa formation, le Parti républicain, par de jeunes élus : Jean-Claude Gaudin s’est ainsi imposé à la tête du groupe de l’Assemblée nationale au détriment de Christian Bonnet, tandis que François Léotard, devenu secrétaire général du parti en 1982, exprime sa volonté d'indépendance. Ce phénomène de « dégiscardisation » semble alors toucher l’ensemble de l’UDF.
Réélu au scrutin proportionnel en 1986 dans le département du Puy-de-Dôme à la tête d’une liste d'union UDF-RPR, Valéry Giscard d’Estaing envisage de devenir président de l’Assemblée nationale, mais cette fonction revient finalement à Jacques Chaban-Delmas, qui espérait être nommé Premier ministre à la place de Jacques Chirac. Valéry Giscard d’Estaing est ensuite reconduit comme député, au scrutin majoritaire, dans la troisième circonscription du Puy-de-Dôme, en 1988, 1993 et 1997.

##### Rôle sous la première cohabitation
|  |

À partir de son retour sur la scène politique nationale, Valéry Giscard d'Estaing apparaît comme étant le principal dirigeant de l'opposition, aux côtés de Jacques Chirac et Raymond Barre, ce dernier semblant cependant bénéficier d’un soutien plus marqué qu’à son égard au sein de l’UDF. L’ancien Président affiche un avis partagé sur son successeur socialiste, le considérant en 1986 comme « la fausse valeur de la seconde moitié ce XXe siècle » mais déclarant a posteriori qu'il était le « dernier à avoir eu la dimension présidentielle ».
Lors de la formation du gouvernement de Jacques Chirac dans le cadre de la première cohabitation en 1986, Valéry Giscard d'Estaing demande à obtenir le ministère de l'Économie et des Finances mais le nouveau Premier ministre refuse et lui propose le ministère des Affaires étrangères et le ministère de la Justice, des offres que Valéry Giscard d’Estaing décline,. Selon Jean-Louis Bianco, c'est le président Mitterrand qui refuse de le nommer au quai d'Orsay, au motif qu'il trouverait incongru que le président de la République actuel et son prédécesseur siègent côte à côte. Bianco suppose que Chirac propose ce seul poste à Giscard d'Estaing seulement pour signaler que Mitterrand l'avait écarté.
N’ayant pas obtenu en 1986 le « perchoir », qu’il convoitait, l’ancien chef de l’État préside la commission des Affaires étrangères de la chambre basse de 1987 à 1989 ; il est le seul président de droite d'une commission à être reconduit à la suite des élections législatives de 1988,. Après avoir quitté l'Assemblée nationale pour siéger au Parlement européen en application de la réglementation sur le non-cumul des mandats, il occupe de nouveau la présidence de cette commission de 1993 à 1997.
Partisan de l'union de l'opposition face à la majorité socialiste, il émet le vœu de réunir « deux Français sur trois », selon le titre de l'ouvrage qu'il publie en 1984, soit bien au-delà de l'électorat traditionnel de la droite. Pressenti pour être candidat à l'élection présidentielle de 1988, il y renonce le 12 février 1987, déclarant : « J'ai déjà servi. C'est à d'autres de servir à leur tour et je souhaite qu'ils réussissent ». Il annonce par la suite son soutien à la candidature de son ancien Premier ministre Raymond Barre, puis se rallie, au second tour, à celle de Jacques Chirac, qu'il soutiendra également en 1995 et 2002. À la suite de la réélection de François Mitterrand, c'est Valéry Giscard d'Estaing qui mène la campagne nationale de la droite aux élections législatives anticipées, qui voient le Parti socialiste l'emporter sans majorité absolue, alors que, pour la première fois, les centristes (groupe de l’Union du centre) obtiennent plus d'élus que le RPR. Les médias soulignent les divergences de vue qui opposent Valéry Giscard d'Estaing à Raymond Barre, ce dernier étant considéré comme plus conciliant avec les socialistes et le gouvernement d'« ouverture » de Michel Rocard, qui comprend des personnalités de centre droit.

##### Dirigeant de l’opposition centriste
En avril 1982, Valéry Giscard d'Estaing intègre le bureau politique de l’UDF, qu'il a fondée quatre ans plus tôt. Le parti ne compte alors plus que 66 députés (presque deux fois moins qu’en 1978-1981), n’a pas de dirigeant naturel (son président, Jean Lecanuet, peine à s'imposer, tandis que Raymond Barre reste impopulaire) et ses différentes composantes (Parti républicain, Centre des démocrates sociaux, Parti radical) sont tentées de reprendre leur indépendance.
Candidat à la présidence de l’UDF en 1988, il est élu et succède à Jean Lecanuet, qui était à la tête du parti depuis sa création. Il tente alors de restructurer la formation et de concilier ses différentes tendances. Comme Jacques Chirac, il doit faire face à la montée en puissance des « rénovateurs », de jeunes personnalités (François Léotard, Charles Millon, Dominique Baudis, François Bayrou, Philippe de Villiers) qui contestent son autorité et prônent le renouvellement de la droite,. Mais ceux-ci se divisent et ne parviennent pas à présenter une liste aux élections européennes de 1989, lors desquelles la liste conduite par Valéry Giscard d'Estaing arrive largement en tête, ce qui renforce sa position de chef de l'opposition parlementaire.

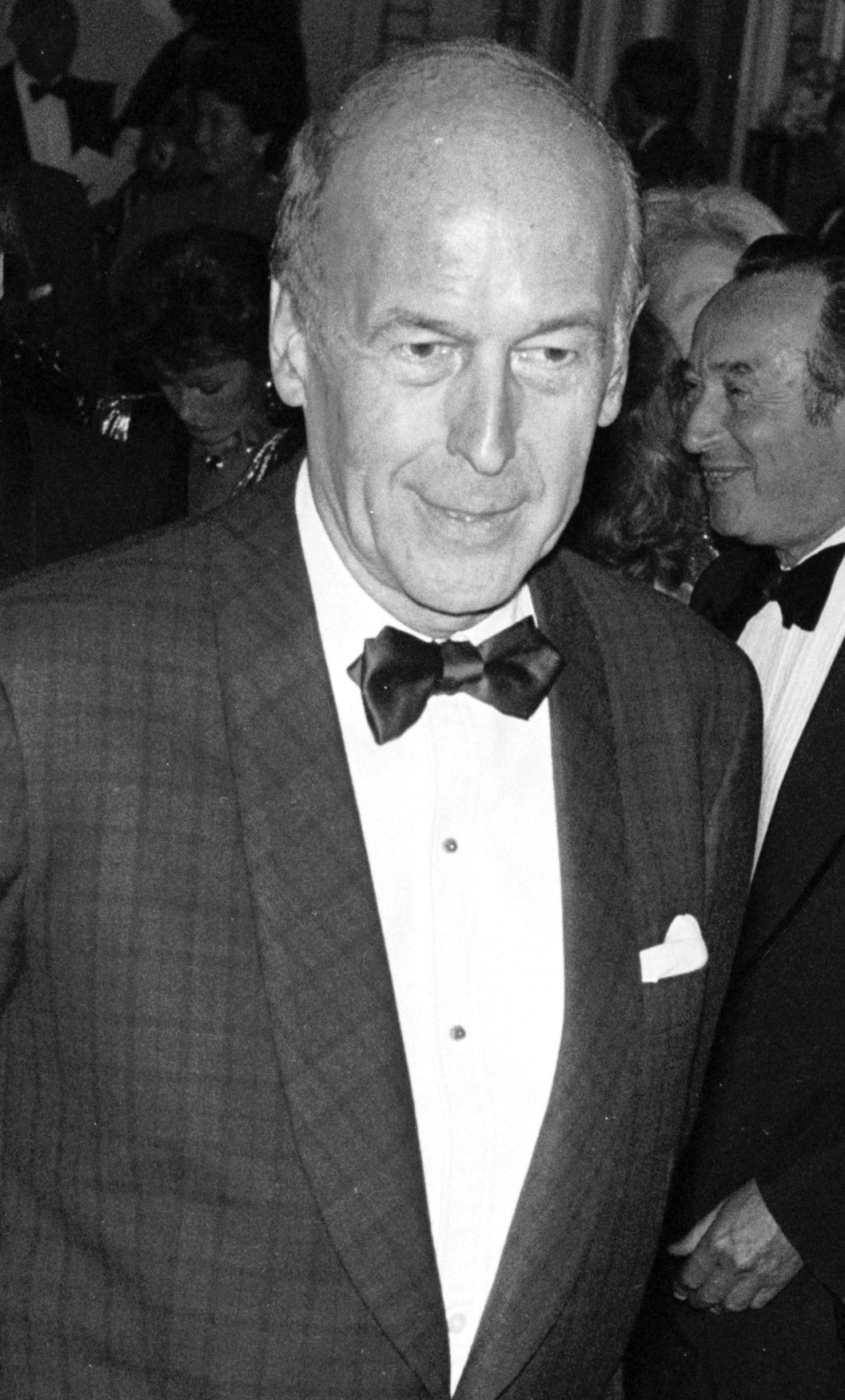
Valéry Giscard d'Estaing à Deauville (en 1986).

Au tournant de la décennie 1980-1990, après le deuxième échec de Jacques Chirac dans la course à l’Élysée et malgré les divisions centristes, l'ancien Président — qui propose l'idée d'une fusion du RPR et de l'UDF — est largement pressenti pour représenter la droite à l'élection présidentielle de 1995. Afin d’éviter toute division de l’opposition, le gaulliste Charles Pasqua propose alors la tenue d'une primaire, un type de scrutin inédit en France. Mais l’hypothèse d’une candidature de Valéry Giscard d’Estaing souffre à partir de 1993 de l’importante popularité d’Édouard Balladur, devenu Premier ministre dans le cadre de la deuxième cohabitation, notamment au sein de l’électorat centriste. En 1993-1994, en cas de division du centre et de la droite, il est crédité de 16 % à 5 % d'intentions de vote par l'institut Ipsos,.
Il renonce à se présenter le 7 mars 1995, déclarant que les mesures auxquelles il croit — notamment une baisse massive des cotisations sociales et un référendum sur la moralisation de la vie publique — « ne rencontrent pas d'échos dans l'opinion publique ». Alors qu'Édouard Balladur a les faveurs de nombreux UDF, il rallie le président du RPR, son rival historique. En 2010, il déclare à propos de cette période : « J'ai failli revenir, mais il y avait deux autres candidats, Édouard Balladur et Jacques Chirac. J'ai découvert très près de la fin que j'aurais probablement été en tête des trois, mais c'était trop tard, les billes étaient lancées ». En 2017, il affirme qu'Édouard Balladur, d'origine turque, avait une « culture complexe » qui donnait à ses propositions « un côté incertain », alors que Chirac incarnait « le Limousin, la France du Centre », le rendant compatible avec « la culture et le mode de vie français ».
En parallèle, les résultats électoraux de Valéry Giscard d'Estaing commencent à décliner. Lors des élections législatives de 1993, il est réélu au premier tour mais perd quatre points par rapport à 1988 : dans un contexte national pourtant plus favorable à la droite, cette baisse est notamment due au refus d’adhérents de l’UDF de faire campagne en sa faveur après son choix de prendre à nouveau pour suppléant le maire de Chamalières, Claude Wolff, ce qui apparaissait à ces militants puydomois comme un déséquilibre territorial en faveur de cette commune. Lors du scrutin de 1997, il est pour la première fois contraint à un second tour : ses difficultés s’expliquent principalement par la bonne performance de la gauche plurielle au niveau national, par la candidature de son ancien allié Serge Teillot — qui a obtenu 11 % après avoir fait campagne pour le « rajeunissement » — et par sa longévité en politique,.
Lorsqu’il quitte la présidence de l'UDF le 31 mars 1996, il met à son crédit le score du parti aux élections législatives de 1993 — avec 215 députés dans son groupe parlementaire, l'UDF a réalisé une performance historique, faisant quasiment jeu égal avec le RPR — ainsi que l'absence de tout scandale touchant à la probité de l'UDF dans un contexte de révélations sur le financement occulte des partis politiques,. François Léotard (président du Parti républicain), plutôt hostile à son égard, le remplace à la tête du parti, alors que l’ancien chef de l’État s’était prononcé en faveur d’Alain Madelin (vice-président du PR),. Les principaux partisans de Valéry Giscard d'Estaing se trouvent alors parmi les adhérents directs de l'UDF, mais surtout au Parti populaire pour la démocratie française (PPDF), qui a remplacé le Club perspectives et réalités en 1995.

##### Départ de l’UDF pour l’UMP
En 1999, alors que le Premier ministre socialiste Lionel Jospin se montre réticent à relancer le débat en pleine troisième cohabitation, Valéry Giscard d'Estaing presse publiquement Jacques Chirac de ramener la durée du mandat présidentiel de sept à cinq ans et l’appelle à s’appliquer la mesure à lui-même en provoquant une élection présidentielle anticipée. En mai 2000, lors des cinq ans de celui-ci à l’Élysée, il dépose une proposition de loi constitutionnelle pour un quinquennat renouvelable une seule fois et publie en une du Monde une tribune dans laquelle il se prévaut d’un important soutien de l’opinion publique et de la classe politique. Après s'y être opposé, Jacques Chirac consent au dépôt d'un projet de loi — qui ne retient cependant pas l’idée du mandat renouvelable une fois — et à l’organisation d’un référendum, à l’issue duquel le quinquennat est adopté.
Dans le même temps, alors que François Bayrou marginalise ses partisans au sein de l’UDF, il appelle à l'union de la droite derrière la liste RPR aux élections européennes de 1999 et ne soutient pas la candidature de François Bayrou à l'élection présidentielle de 2002. S'estimant trop âgé pour briguer un nouveau mandat à l'Assemblée nationale, il ne se présente pas aux élections législatives de 2002, laissant sa circonscription à son fils Louis,. Comme de nombreux cadres de l'UDF, il rejoint l'Union pour un mouvement populaire (UMP), qui entend rassembler les différentes tendances de la droite française.
En vue de l'élection présidentielle de 2007, il soutient Nicolas Sarkozy, désavouant une nouvelle fois François Bayrou, qu'il accuse « d'entretenir l'incertitude, de flotter dans le vide entre des politiques évidemment différentes ».

#### Responsabilités au niveau européen

##### Élection et influence au Parlement européen

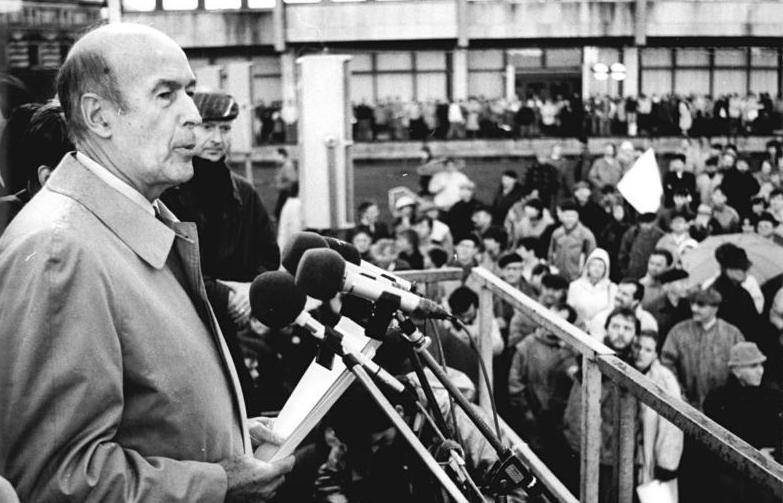
Valéry Giscard d'Estaing à Dresde (Allemagne de l'Est) en 1990.

Lors des élections européennes de 1989, Valéry Giscard d'Estaing conduit la liste d'union UDF-RPR, qui arrive en tête du scrutin avec 28,9 % des suffrages et 26 élus, tandis que la liste centriste de Simone Veil obtient 8,4 % et 7 élus. Il entre alors au Parlement européen et démissionne de l'Assemblée nationale.
Valéry Giscard d'Estaing préside le groupe libéral, démocratique et réformateur (LDR) au Parlement européen de 1989 à 1991. Il échoue à former un pôle libéral-conservateur capable de concurrencer les groupes PPE et socialiste, et rallie le PPE en décembre 1991, en compagnie de trois autres députés européens français du groupe libéral. Il préside par ailleurs le Mouvement européen de 1989 à 1997.
En vue des élections européennes de 1999, il refuse de se présenter et s'inquiète de la multiplication des listes au centre et à droite : il s'oppose ainsi à la constitution d’une liste UDF menée par François Bayrou et apporte son soutien à une liste d'union menée par le président du RPR, Philippe Séguin,.

##### Président de la Convention sur l’avenir de l’Europe
Lors du Conseil européen de Laeken de 2001, il est nommé à la tête de la Convention sur l'avenir de l'Europe, qui a pour but de simplifier les différents traités européens en rédigeant un projet de traité constitutionnel. Toutes les sessions de travail de la Commission sont ouvertes et retransmises par les moyens audiovisuels. Le 15 juillet 2003, Valéry Giscard d'Estaing présente le projet de Constitution, qui est signé par les 25 membres de l'Union européenne le 29 octobre 2004. Il prend une part active, en avril et mai 2005, à la campagne pour le « oui » au référendum français sur le traité constitutionnel européen. Alors qu'il prévoit son adoption, le référendum la repousse avec 54,7 % de « non ». Après cet échec, suivi du même résultat aux Pays-Bas quelques jours plus tard, le traité constitutionnel est en partie abandonné pour laisser place au traité de Lisbonne en 2007.

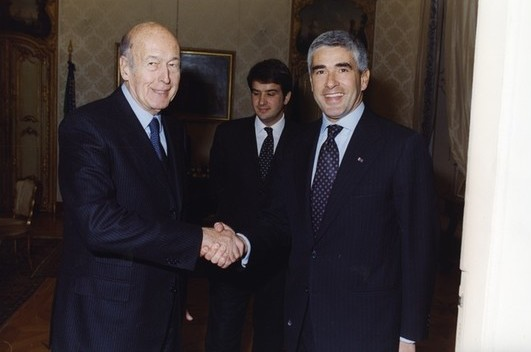
Avec Pier Ferdinando Casini au Conseil européen de Laeken (2001).
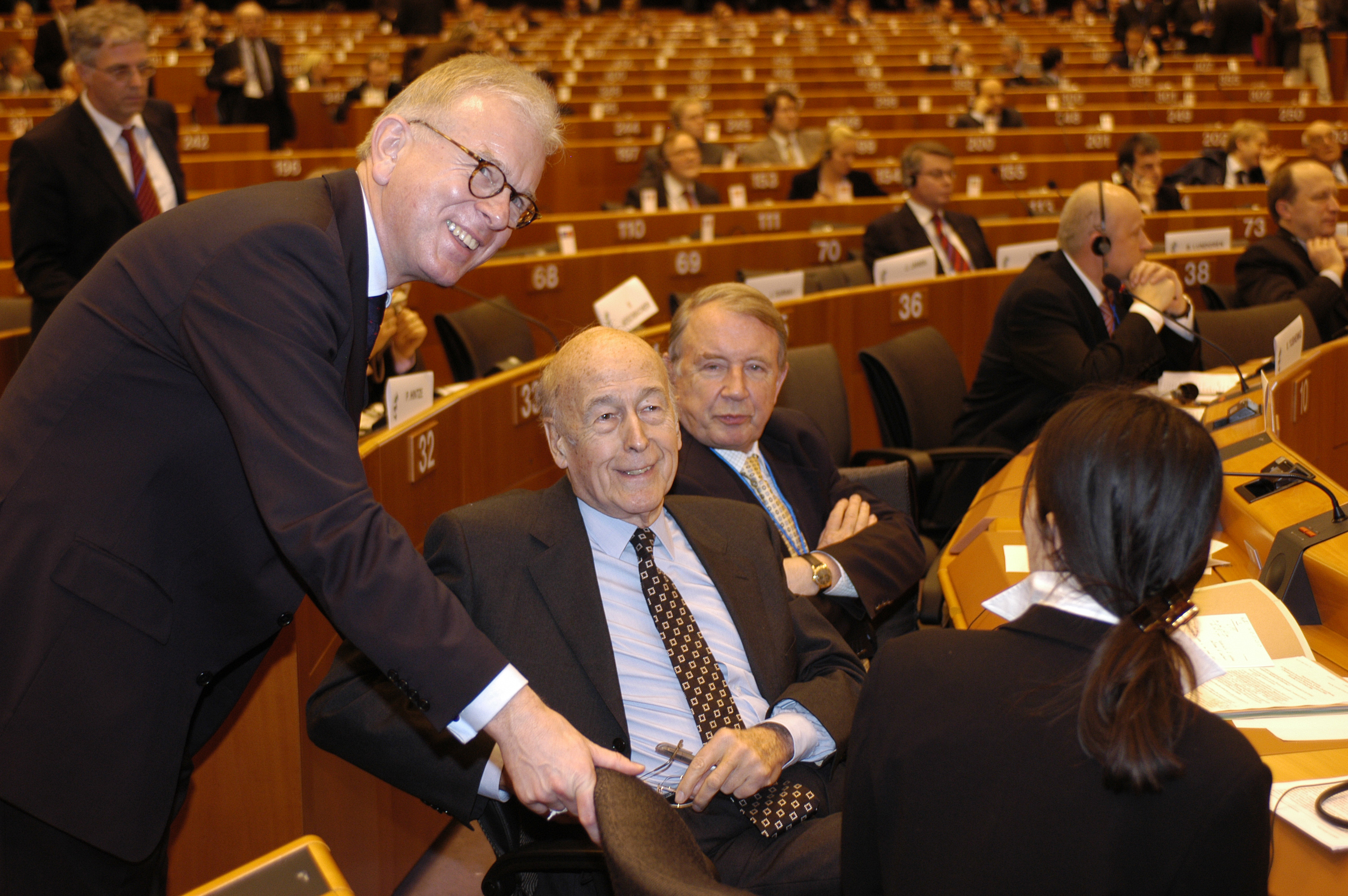
Lors d’un congrès d’un Parti populaire européen (PPE) en 2004 à Bruxelles.
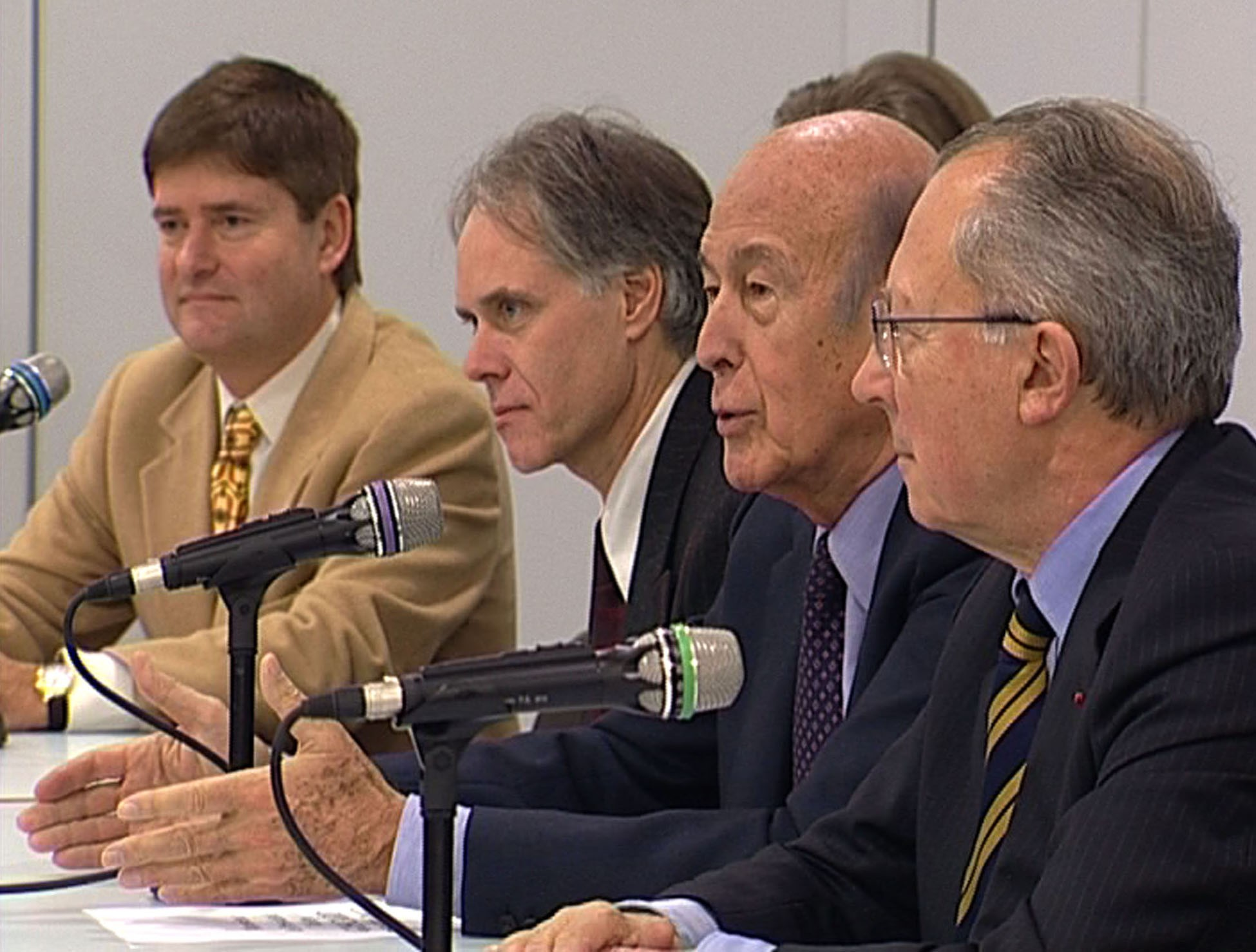
Avec Philippe Nicolet, Moritz Leuenberger et Jacques Delors, à une conférence de la Fondation Jean-Monnet.
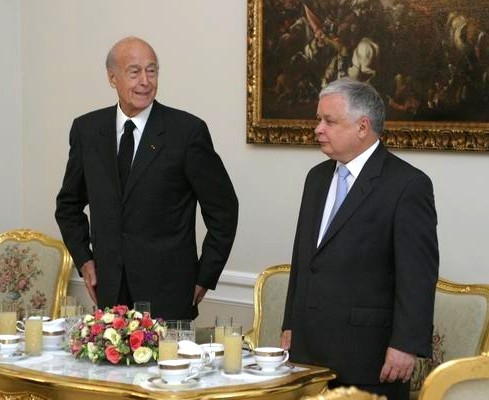
En compagnie du président de la république de Pologne, Lech Kaczyński, en 2006.

#### Président du conseil régional d'Auvergne
En 1986, il devient président du conseil régional d'Auvergne, ses listes ayant obtenu 47 % des voix lors de l'unique tour de scrutin des premières élections régionales en France, ; il fait ainsi basculer à droite une région qui était présidée depuis neuf ans par le socialiste Maurice Pourchon,. Il est réélu à l’issue des élections régionales de 1992, après que les listes de l’Union pour la France (UDR-RPR) eurent recueilli 43 % des suffrages. Aux élections régionales de 1998, la droite parlementaire se divise dans l’Allier et totalise 40 % au niveau régional, un siège seulement devant la gauche : l’ancien chef de l’État parvient ainsi à conserver sa fonction après avoir obtenu au troisième tour de scrutin le soutien de 22 conseillers régionaux (contre 25 bulletins blancs ou nuls, dont ceux du Front national), ce qui lui permettra d’enjamber « le siècle, mais aussi le millénaire », selon ses propres termes, et de mener à bien son projet phare, Vulcania,. En 1992, après que l’ancien Président a formé une nouvelle génération de militants, le conseil général du Puy-de-Dôme passe également à droite.

Vulcania, centre de culture sur le volcanisme lancé en 2002 à Saint-Ours (Puy-de-Dôme) à l'initiative de Valéry Giscard d'Estaing.

Ses mandats sont marqués par le désenclavement de l'Auvergne. Il favorise ainsi le réseau routier auvergnat en obtenant la construction de quatre autoroutes (dont l'A89), du Zénith d'Auvergne, de la Grande Halle d'Auvergne, ainsi que la création de l'Institut français de mécanique avancée. Souhaitant développer un pôle de notoriété internationale dans la région, il lance la construction de Vulcania, plus grand centre volcanique d'Europe, qui ouvre ses portes le 20 février 2002, à Saint-Ours-les-Roches. Il contribue également à l'implantation d'un second musée des volcans et préside le parc naturel régional des Volcans d'Auvergne de 1986 à 2004. Pendant ses mandats, de nombreux lycées sont construits ou restaurés par des architectes qu'il choisit lui-même et dont les travaux sont salués. Pour faire face aux coûts de telles réalisations, il réduit les frais de fonctionnement de la région et s'oppose au projet de reconstruire le bâtiment du conseil régional.
De 1992 à 1998, il préside l'Association nationale des élus régionaux (ANER), devenue ensuite l’Association des présidents de conseils régionaux (APCR). De 1997 à 2004, il est également président du Conseil des communes et régions d'Europe (CCRE).
Lors des élections municipales de 1995, il échoue de peu dans la conquête de la mairie de Clermont-Ferrand, détenue par la gauche depuis 1935 : sa liste — qui compte notamment Brice Hortefeux et Jean-Louis Machuron — recueille 49,1 % des voix au second tour, manquant de l’emporter de 860 voix, du fait notamment du vote des quartiers nord, acquis aux socialistes,. Entre les deux tours, il avait reçu le soutien du Front national alors qu’il refusait d’en appeler à ses électeurs. En 1959, Valéry Giscard d'Estaing avait déjà été battu dans cette commune par Gabriel Montpied, maire socialiste depuis 1944.
Alors qu'il brigue un quatrième mandat aux élections régionales de 2004 à la tête d'une liste d'union UMP-UDF et au titre de la section départementale du Puy-de-Dôme, le mode de scrutin mis en place en 2003 le contraint à un second tour, qu'il perd avec 47,3 % des voix face à Pierre-Joël Bonté (PS), étant emporté par la vague qui fait basculer la quasi-totalité des régions françaises à gauche.

## Dernières années

### Membre du Conseil constitutionnel

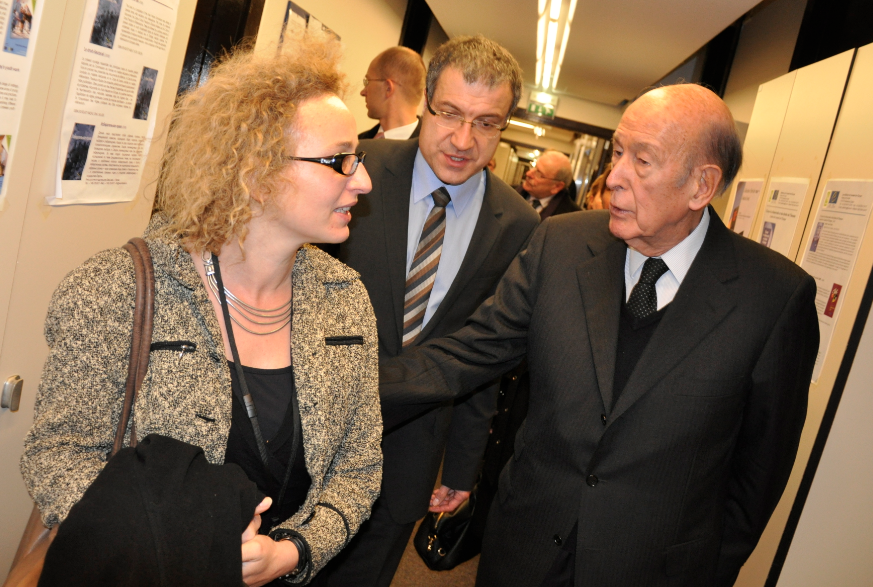
Valéry Giscard d'Estaing avec Natacha Ficarelli et François-Gilles Le Theule, direction des affaires européennes de l'ENA, en 2011.

À 78 ans, après avoir échoué à obtenir un quatrième mandat de président de région, Valéry Giscard d’Estaing décide d'abandonner la vie politique active pour siéger au Conseil constitutionnel, dont il est membre de droit depuis son départ de l'Élysée. Ayant en 1974 ouvert la saisie du Conseil constitutionnel aux parlementaires de l’opposition, il refuse de participer aux séances de questions prioritaires de constitutionnalité (QPC) introduites par la réforme constitutionnelle de 2008 et mises en œuvre à partir de 2010.
En 2012, sortant comme en 2007 du devoir de réserve que lui impose le Conseil constitutionnel, il renouvelle son soutien à Nicolas Sarkozy en vue de l’élection présidentielle, indiquant que celui-ci est « le plus crédible pour redresser le pays ». À l'occasion du congrès fondateur de l'Union des démocrates et indépendants (UDI), en octobre 2012, il « souhaite bonne chance » au nouveau parti de centre droit.

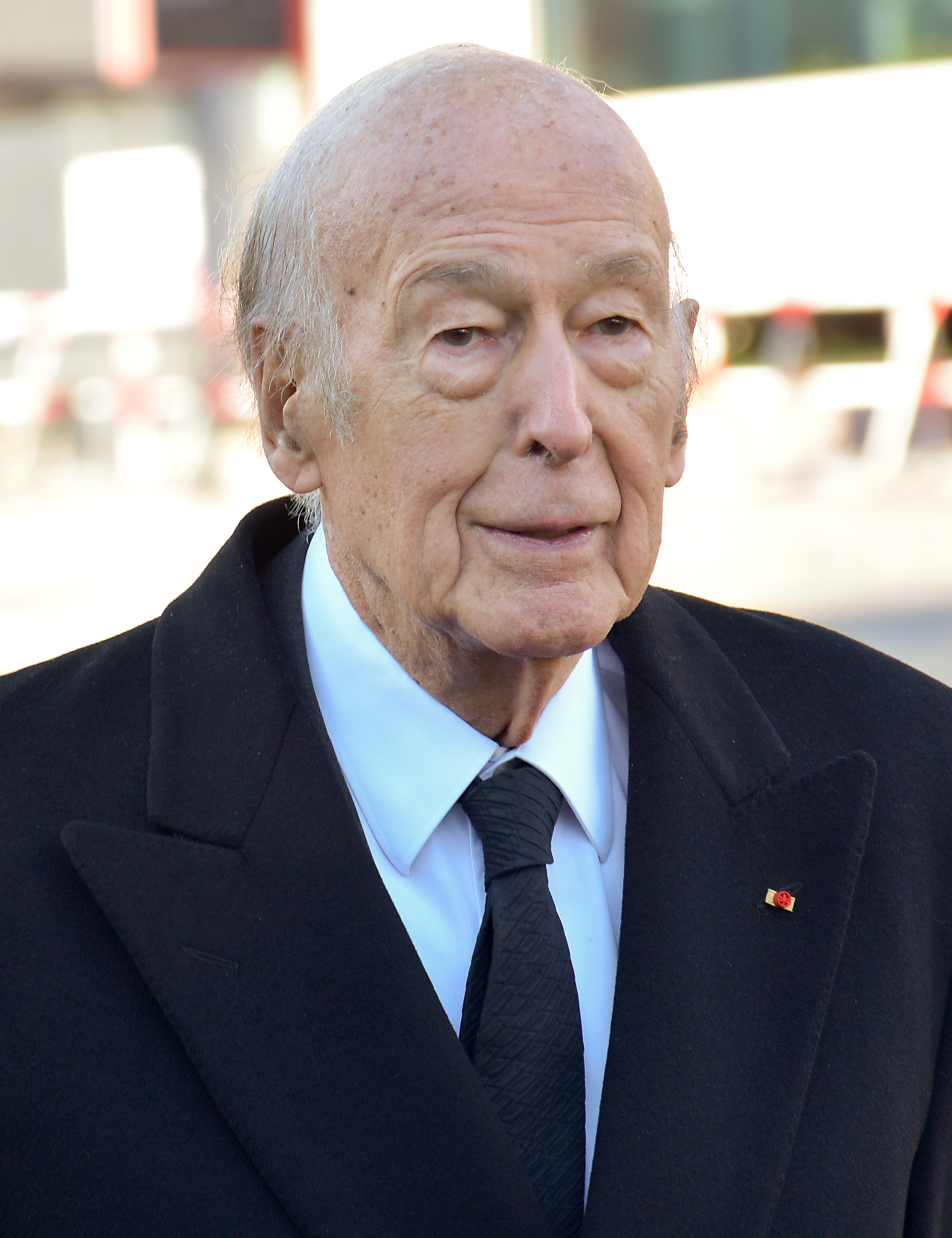
Valéry Giscard d'Estaing en 2015.

Il continue à prendre part au débat public, notamment en publiant, dans l'hebdomadaire Le Point, des chroniques, dans lesquelles il traite des questions économiques et de la politique de l'Union européenne, dont il critique le mode de gouvernance. Il exprime également son soutien à une « union » civile ouverte aux couples de même sexe aux droits semblables à ceux du mariage et ses réticences quant à une participation de la France à une intervention militaire en Syrie visant à renverser le régime de Bachar el-Assad.
Il soutient François Fillon dans le cadre de la primaire de la droite et du centre de 2016, puis à l'élection présidentielle de 2017,. S’il exprime dans un premier temps une forme de sympathie envers le président Emmanuel Macron, louant sa vitalité, il prend rapidement ses distances avec celui-ci et dénonce « l'enrichissement des plus riches » sous sa présidence,.
Le 23 janvier 2017, il devient le président de la République française ayant vécu le plus longtemps, dépassant Émile Loubet. Il est également le président ayant vécu le plus longtemps après son mandat (39 ans, 6 mois et 11 jours), là encore devant Émile Loubet. À partir de mai 2017, après l’élection d’Emmanuel Macron, il n'est plus le détenteur du record du plus jeune président au moment de son investiture sous la Cinquième République.
En juillet 2020, après la mort d'Albin Chalandon, il est avec Jacques Trorial l'un des deux derniers anciens membres du gouvernement français sous la présidence de Charles de Gaulle encore en vie.
Il fait l’objet, en mai 2020, d’une plainte déposée par une journaliste allemande pour attouchements au niveau des fesses qui auraient eu lieu en 2018. L’ancien Président juge « grotesque » cette accusation pour « un geste dont personne n'a gardé le souvenir »,, mais le cameraman de la journaliste confirme le témoignage de sa collègue. L'ancien président décède quelques mois après le dépôt de plainte.
En 2021, quelques mois après la mort de Valéry Giscard d’Estaing, Helle Thorning-Schmidt l'accuse de harcèlement sexuel dans ses mémoires. L'ancienne Première ministre danoise l'accuse de lui avoir pris la cuisse lors d'un dîner au début des années 2000.

### Mort et hommages

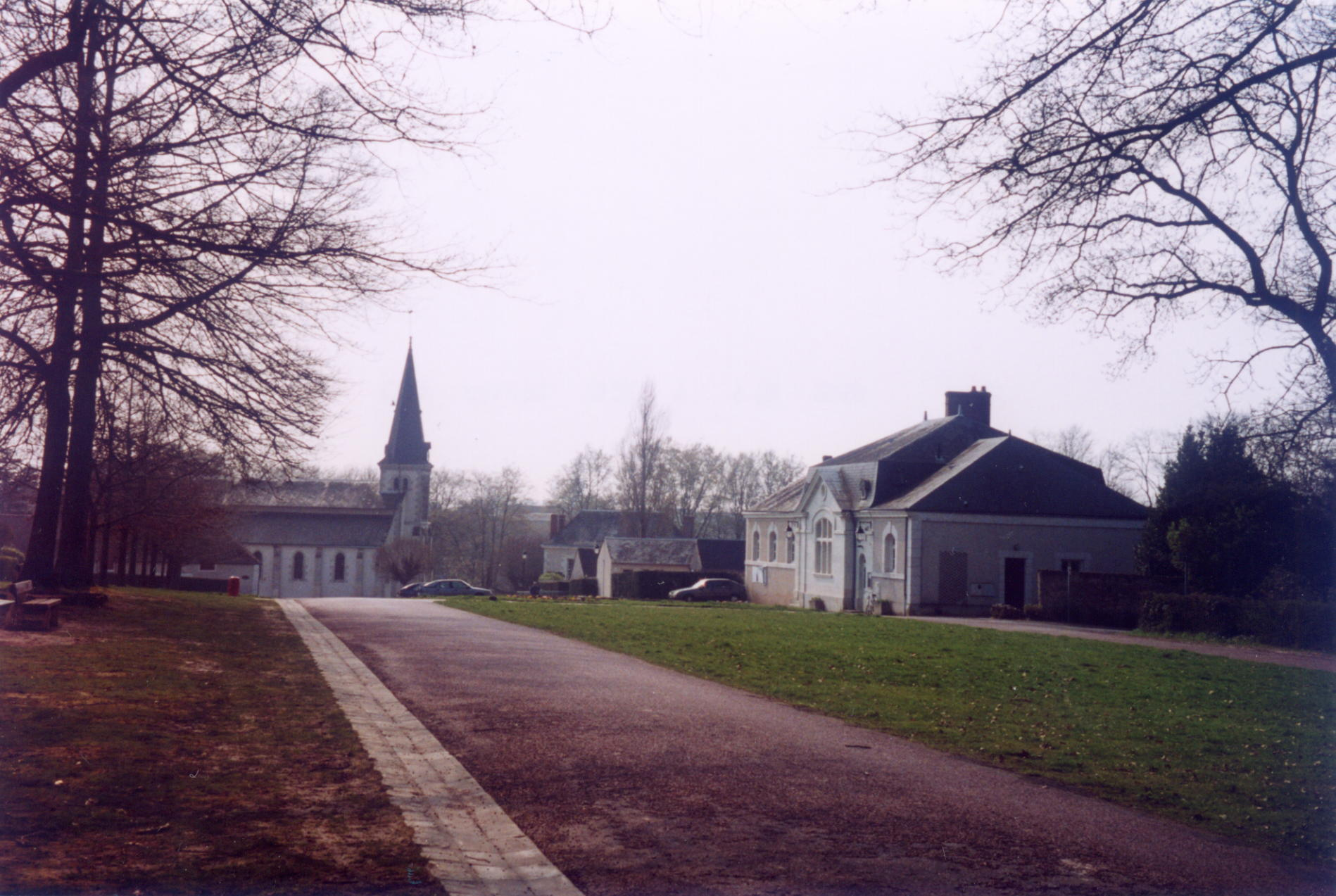
Authon (Loir-et-Cher), commune dans laquelle est mort et enterré Valéry Giscard d'Estaing.

Le 14 septembre 2020, en pleine pandémie de Covid-19, il est admis à l'hôpital européen Georges-Pompidou de Paris, où une infection aux poumons lui est diagnostiquée ; sa famille précise cependant qu'il n'est pas touché par la maladie à coronavirus. Le 15 novembre suivant, après être retourné dans sa résidence secondaire du château de son épouse à Authon (Loir-et-Cher), il est de nouveau hospitalisé, cette fois au CHU de Tours, pour une insuffisance cardiaque — alors qu'il s'était fait poser des stents plusieurs années auparavant. Il quitte l'hôpital quelques jours plus tard. L'ancien président Valéry Giscard d'Estaing meurt à Authon le 2 décembre 2020, à deux mois de son 95e anniversaire, des suites de la Covid-19 selon son entourage,.
De nombreuses personnalités politiques lui rendent rapidement hommage,. Les anciens présidents Nicolas Sarkozy et François Hollande saluent sa mémoire, tandis qu'une journée de deuil national est décrétée par le président Emmanuel Macron pour le 9 décembre. Une minute de silence est observée à l'Assemblée nationale et au Sénat. Un livre d'or est déposé au musée d'Orsay, au nom duquel des personnalités politiques appellent à accoler celui de l'ancien président.
Au niveau international, la chancelière allemande Angela Merkel salue un « homme d'État » et un « grand Européen », le Premier ministre britannique Boris Johnson un « grand modernisateur de la France », le président Xi Jinping un chef d'État « qui aimait la culture chinoise ». Il reçoit également des hommages de plusieurs dirigeants africains, dont le président du Gabon, Ali Bongo, qui le qualifie de « passionné de l'Afrique ».

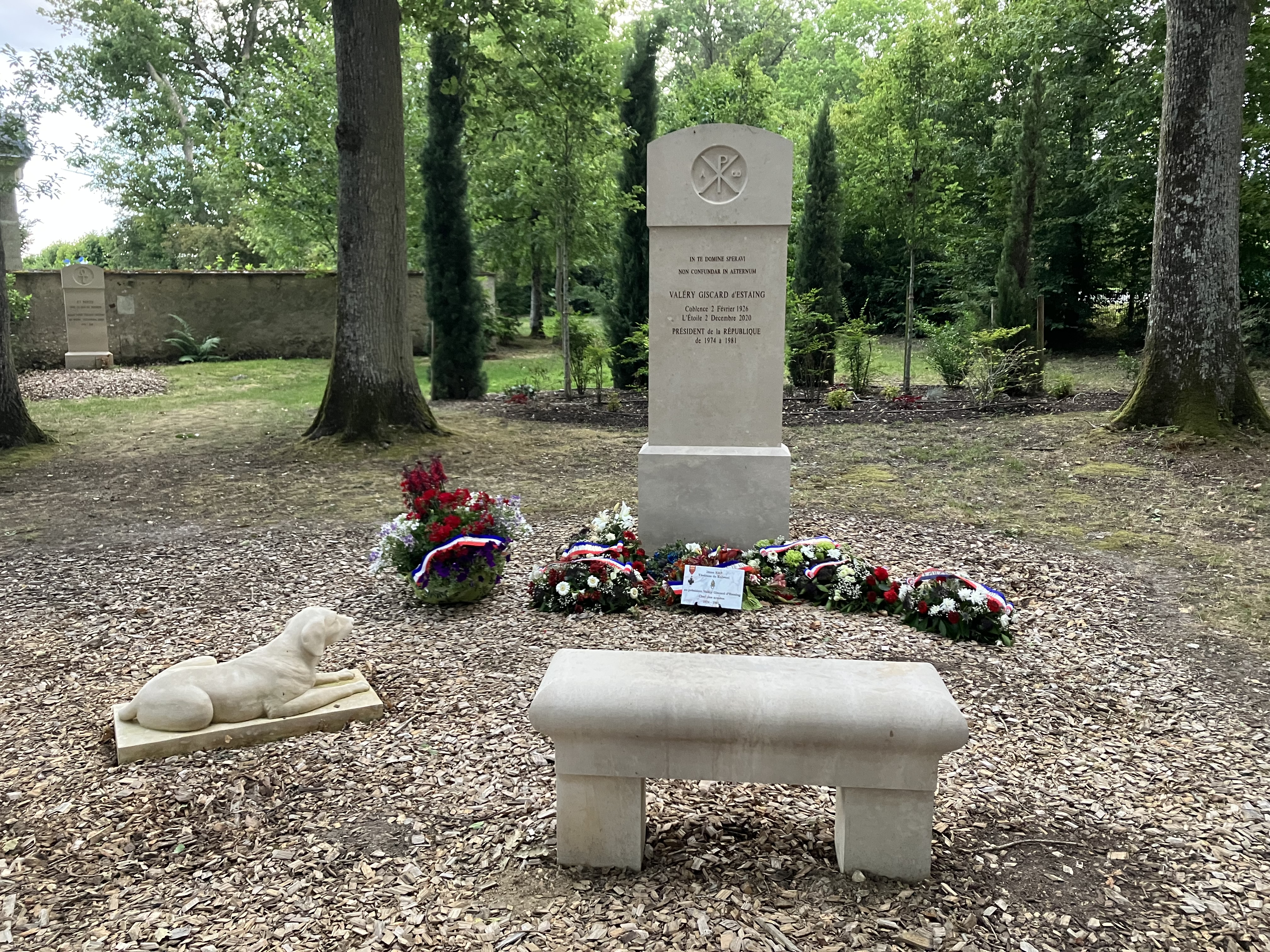
Tombe de Valéry Giscard d’Estaing à Authon (2023).

Conformément à ses dernières volontés, exprimées plusieurs années avant sa mort, aucun hommage national ne lui est rendu et ses obsèques se déroulent dans l'intimité familiale, le 5 décembre 2020, à Authon. Une quarantaine de personnes assistent à la cérémonie, célébrée par Jean-Pierre Batut, évêque de Blois, et Jean-Michel Di Falco, dans l'église du village. Les musiques et chants pendant la cérémonie sont interprétés par la soprano Karine Deshayes, le violoncelliste Roland Pidoux et le pianiste Alexandre Kantorow. Valéry Giscard d'Estaing est ensuite inhumé au côté de sa fille Jacinte Giscard d'Estaing, sur une parcelle privée jouxtant la mairie du village. Son cercueil est recouvert des drapeaux français et européen,. La tombe est ornée d'une statue de son labrador Samba. Sa stèle porte l'épitaphe « In te Domine speravi non confundar in aeternum » (« En vous, Seigneur, j'ai mis mon espérance : que jamais je ne sois confondu », Psaumes, 31).

## Prises de position

### Économie
Au gouvernement, sous les présidences du général de Gaulle et de Georges Pompidou, Valéry Giscard d'Estaing se montre soucieux de réduire les déficits publics, privilégie l'investissement à la consommation et conduit une politique de lutte contre l'inflation.
Au début de sa présidence, sur les conseils notamment de Jacques Chirac, il accepte la mise en place de plusieurs mesures de relance. Mais l'arrivée de Raymond Barre à la tête du gouvernement marque le début d'une politique de rigueur assumée. Son septennat voit ainsi le taux de prélèvements obligatoires augmenter sensiblement alors même qu'il met en garde contre une hausse trop importante de ceux-ci, un phénomène selon lui inhérent au socialisme. Tout en augmentant l'imposition des entreprises, l'exécutif se pose en défenseur de la compétitivité économique, avec notamment l'instauration dans le secteur privé du contrat de travail à durée déterminée (CDD). À partir de 1978, dans le cadre de son projet de « libéralisation » de l'économie française, la concurrence et la liberté des prix sont privilégiées. Contrairement à ce qui était pratiqué depuis la fin de la Seconde Guerre mondiale, la politique économique menée n'est plus marquée par le dirigisme (contrôle par l'État du crédit, des salaires, des investissements).
En 2018, il critique les liens entre pouvoir et argent, et s'étonne que « personne ne proteste » contre « l'enrichissement des plus riches, plus rapide qu'il ne l'a jamais été ». Le magazine Marianne indique alors : « Au pouvoir, il s'est attaché à favoriser la libre concurrence et a créé le contrat à durée déterminée (CDD). Pour autant, l'ex-président ne s'est jamais montré favorable à un accroissement effréné de la richesse des plus aisés. En 1976, son Premier ministre Raymond Barre n'avait pas hésité à augmenter l'impôt sur le revenu pour les plus riches de 4 % à 8 %. ».

### Domaine social
Valéry Giscard d'Estaing fait adopter au début de son septennat plusieurs mesures sociales (revalorisation substantielle du minimum vieillesse, aménagement de l'âge de départ à la retraite pour les personnes ayant un emploi pénible, etc.). Pour lutter contre le chômage, qui augmente de façon importante après les deux chocs pétroliers, des mesures coûteuses sur le plan financier sont mises en place (développement de la formation professionnelle, incitation au travail à temps partiel, développement de la pré-retraite). Mais celles-ci se révèlent relativement inefficaces, ce que soulignera la gauche lors de la campagne présidentielle de 1981.

### Immigration
Valéry Giscard d'Estaing inaugure une tradition dans les gouvernements de droite à traiter du thème de l'immigration.
En 1977, il fait restreindre le droit au regroupement familial, qui avait été autorisé sous conditions l’année précédente ; mais le Conseil d'État casse le décret du gouvernement, érigeant en principe général du droit le « droit de mener une vie familiale normale ». Dans le même temps, sous la pression de l'aile la plus modérée de sa majorité et du Conseil d’État, Valéry Giscard d'Estaing renonce à son projet de revenir sur les accords d'Évian afin d'expulser 100 000 Algériens de France par an pendant cinq années, soit un total de 500 000 personnes.
Dénonçant un sentiment grandissant de « francophobie » et estimant que « la France n'est pas un pays d'immigration », il se prononce en 1990 pour des « moyens réglementaires et administratifs permettant de gérer un quota zéro d'immigration »,. La même année, il participe aux états généraux du RPR et de l'UDF, qui aboutissent à des propositions hostiles à l'immigration et à l'expansion de l’islam. Le 21 septembre 1991, il déclare dans un article intitulé « Immigration ou invasion ? » et publié dans Le Figaro : « le type de problème actuel auquel nous aurons à faire face se déplace de celui de l'immigration (« arrivée d’étrangers désireux de s'installer dans le pays ») vers celui de l'invasion (« action d’entrer, de se répandre soudainement », selon la définition donnée par Littré) ». Il propose ainsi d'abandonner le droit du sol au profit du droit du sang en matière d'acquisition de la nationalité française.

### Institutions
Dans son essai Deux Français sur trois publié en 1984, Valéry Giscard d'Estaing se prononce pour le référendum d'initiative populaire visant à abroger une loi.
Dès 1987, s'opposant aux gaullistes et à Raymond Barre, il prône le remplacement du septennat par le quinquennat pour le président de la République,. En 1999-2000, il apparaît comme le principal partisan de cette mesure ; longtemps hostile à ce changement en arguant d’un risque de « présidentialisation » du régime, Jacques Chirac s'y rallie finalement et organise un référendum constitutionnel qui se solde par une large victoire du « oui ». Non retenue à l’époque, la proposition de Valéry Giscard d'Estaing d’un mandat renouvelable une seule fois de façon consécutive sera reprise par la loi constitutionnelle du 23 juillet 2008,.

### Environnement
Valéry Giscard d'Estaing est un partisan du train à grande vitesse (TGV) et de l’énergie nucléaire, qu’il développe sous sa présidence.
Dans les années 2000, il milite contre le développement de l’énergie éolienne. Dans sa préface de l’ouvrage de Jean-Louis Butré L'Imposture : pourquoi l'éolien est un danger pour la France, il fait état d’un « scandale financier et environnemental », fustigeant « un gaspillage inacceptable des fonds publics, un discours officiel trompeur et un business souvent douteux » et appelle à « préserver les paysages de France, nos campagnes et notre littoral »,.

### Construction européenne

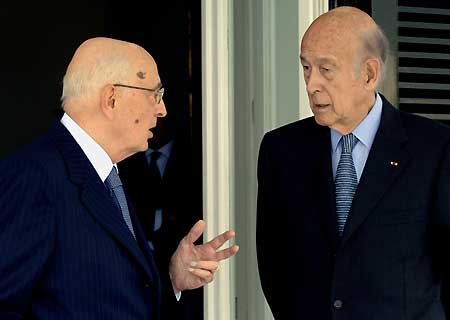
Valéry Giscard d'Estaing et Giorgio Napolitano en 2006.

Le parcours politique de Valéry Giscard d'Estaing se caractérise, dès ses débuts, par son engagement européen : son premier grand discours à l'Assemblée nationale était ainsi consacré à la défense du traité de Rome. Il s'affirme partisan d'une « troisième voie », située entre une Europe fédérale et une Europe des États.
Au moment de l'adhésion de l'Autriche, de la Finlande et de la Suède à l'Union européenne, en 1995, il est une des rares personnalités politiques à émettre des réserves sur les élargissements successifs de l'UE, considérant qu'un approfondissement préalable de ses institutions est nécessaire. Lors d'un débat parlementaire, en décembre 1994, il déclare ainsi que ce nouvel « élargissement, sans réforme des institutions communautaires ni approfondissement du contenu, change la nature du projet d'union de l'Europe ».
Après les élargissements de 2004 et 2007, il se prononce pour une intégration économique et financière accrue d’un nombre limité d’États membres de l'Union européenne. Avec l'ancien chancelier allemand Helmut Schmidt, il appelle ainsi à la construction d'un ensemble fédéré comprenant dans un premier temps douze nations de l'Union européenne (France, Allemagne, Italie, Pays-Bas, Belgique, Luxembourg, Espagne, Portugal, Autriche, Pologne, Irlande, Finlande). Ce projet, qui prévoit la création d'institutions spécifiques, l'instauration d'un seul et même budget, une fiscalité et un droit du travail communs, ne demanderait selon lui aucune modification des traités européens. Il détaille ce projet dans son ouvrage Europa, la dernière chance de l'Europe (2014).

## Jugement et postérité
Bien que son action et sa personnalité aient fait régulièrement l’objet de critiques durant sa carrière politique, Valéry Giscard d'Estaing est jugé comme ayant été un bon président de la République par 64 % des Français selon une enquête réalisée par l'institut BVA en 2014. Il est considéré comme ayant « des convictions profondes » et étant « compétent », « honnête », mais aussi « distant ». Pour 69 % des sondés, la mesure la plus marquante de son mandat présidentiel est la dépénalisation de l'avortement.
Alors qu’il a été le premier candidat se revendiquant centriste à remporter une élection présidentielle sous la Ve République — bien qu'incarnant un courant penchant à droite —, son influence sur le centrisme politique en France est notable pendant plusieurs décennies.

## Détail des mandats et fonctions
Sources : sites internet institutionnels (présidence de la République française, Assemblée nationale, Parlement européen) et biographies consacrées à Valéry Giscard d'Estaing.

### À la présidence de la République
- 27 mai 1974 – 21 mai 1981 : président de la République française

### Au gouvernement
- 8 janvier 1959 – 18 janvier 1962 : secrétaire d'État aux Finances du gouvernement Michel Debré
- 18 janvier 1962 – 8 janvier 1966 : ministre des Finances et des Affaires économiques des gouvernements Michel Debré, Georges Pompidou I et Pompidou II
- 20 juin 1969 – 1er mars 1974 : ministre de l'Économie et Finances des gouvernements Jacques Chaban-Delmas, Pierre Messmer I et Messmer II
- 1er mars 1974 – 27 mai 1974 : ministre d'État, ministre de l'Économie et des Finances du gouvernement Messmer III

### À l'Assemblée nationale
- Député du Puy-de-Dôme
  - du 19 janvier 1956 au 8 décembre 1958
  - du 2 avril 1986 au 14 mai 1988
- Député de la deuxième circonscription du Puy-de-Dôme
  - du 9 décembre 1958 au 9 février 1959
  - du 6 décembre 1962 au 8 janvier 1963
  - du 3 avril 1967 au 22 juillet 1969
  - du 2 avril 1973 au 5 mai 1973
  - du 24 septembre 1984 au 1er avril 1986
- Député de la troisième circonscription du Puy-de-Dôme
  - du 23 juin 1988 au 4 novembre 1989
  - du 2 avril 1993 au 18 juin 2002
- Président de la commission des Affaires étrangères de l'Assemblée nationale
  - du 8 avril 1987 au 4 novembre 1989
  - du 8 avril 1993 au 21 avril 1997

### Au niveau européen
- 25 juillet 1989 – 9 juin 1993 : député européen
- 25 juillet 1989 – 11 décembre 1991 : président du groupe libéral, démocratique et réformateur (LDR) au Parlement européen
- 1989-1997 : président du Mouvement européen
- 1997-2004 : président du Conseil des communes et régions d'Europe
- 15 décembre 2001 – 29 octobre 2004 : président de la Convention sur l'avenir de l'Europe

### Au niveau local
- 1958-1974 : conseiller général du Puy-de-Dôme (élu dans le canton de Rochefort-Montagne)
- 1967-1974 : maire de Chamalières (conseiller municipal jusqu'en 1977)
- 1982-1988 : conseiller général du Puy-de-Dôme, élu dans le canton de Chamalières
- 16 mars 1986 – 2 avril 2004 : conseiller régional d’Auvergne
- 21 mars 1986 – 2 avril 2004 : président du conseil régional d'Auvergne
- 1992-1998 : président de l'Association nationale des élus régionaux (ANER) puis de l’Association des présidents de conseils régionaux (APCR)
- 1995 : conseiller municipal de Clermont-Ferrand

### Au sein de partis politiques
- 1er juin 1966 – 27 mai 1974 : président de la Fédération nationale des républicains indépendants (FNRI)
- 30 juin 1988 – 31 mars 1996 : président de l'Union pour la démocratie française (UDF)

## Synthèse des résultats électoraux

### Élections présidentielles
| Année | Parti | Parti | Premier tour | Premier tour | Premier tour | Second tour | Second tour | Second tour |
| Année | Parti | Parti | Voix         | %            | Rang         | Voix        | %           | Issue       |
| ----- | ----- | ----- | ------------ | ------------ | ------------ | ----------- | ----------- | ----------- |
| 1974, |       | FNRI  | 8 326 774    | 32,60        | 2e           | 13 396 203  | 50,81       | Élu         |
| 1981, |       | UDF   | 8 222 432    | 28,32        | 1er          | 14 642 306  | 48,24       | Battu       |

### Élections européennes
| Année | Parti | Parti   | Position                | Voix      | %     | Rang | Sièges obtenus |
| ----- | ----- | ------- | ----------------------- | --------- | ----- | ---- | -------------- |
| 1989  |       | UDF-RPR | Tête de liste nationale | 5 242 038 | 28,88 | 1er  | 26 / 81        |

### Élections législatives
Pour ces élections, à partir de 1958, Valéry Giscard d'Estaing bénéficie du soutien des partis gaullistes successifs (UNR, UNR-UDT, UD-Ve, UDR, RPR).
| Année | Parti             | Parti   | Circonscription                     | 1er tour | 1er tour         | 1er tour  | 2d tour | 2d tour   | 2d tour |
| Année | Parti             | Parti   | Circonscription                     | Voix     | %                | Rang      | Voix    | %         | Rang    |
| ----- | ----------------- | ------- | ----------------------------------- | -------- | ---------------- | --------- | ------- | --------- | ------- |
| 1956  |                   | CNIP    | Puy-de-Dôme                         | (élu)    | (élu)            | (élu)     |         |           |         |
| 1958  | 2e du Puy-de-Dôme | CNIP    | 25 067                              | 55,44    | 1er (élu)        |           |         |           |         |
| 1962  | 2e du Puy-de-Dôme |         | RI/FNRI                             | 24 404   | 57,60            | 1er (élu) |         |           |         |
| 1967  | 2e du Puy-de-Dôme | 29 695  | RI/FNRI                             | 56,58    | 1er (élu)        |           |         |           |         |
| 1968  | 2e du Puy-de-Dôme | 32 482  | RI/FNRI                             | 61,37    | 1er (élu)        |           |         |           |         |
| 1973  | 2e du Puy-de-Dôme | 27 826  | RI/FNRI                             | 50,38    | 1er (élu)        |           |         |           |         |
| 1984  | 2e du Puy-de-Dôme |         | UDF-PR                              | 25 500   | 63,24            | 1er (élu) |         |           |         |
| 1986  |                   | UDF-RPR | Puy-de-Dôme (scrutin départemental) | 144 975  | 47,24            | 1er (élu) |         |           |         |
| 1988  |                   | UDF-PR  | 3e du Puy-de-Dôme                   | 26 585   | 58,64            | 1er (élu) |         |           |         |
| 1993  | 25 228            | UDF-PR  | 3e du Puy-de-Dôme                   | 54,76    | 1er (élu)        |           |         |           |         |
| 1997  | UDF-PPDF          | 15 542  | 3e du Puy-de-Dôme                   | 34,64    | 1er (ballottage) | 25 147    | 53,80   | 1er (élu) |         |

### Élections régionales
| Année | Parti   | Parti   | Région   | Position      | Premier tour | Premier tour | Premier tour | Second tour | Second tour | Second tour | Sièges  |
| Année | Parti   | Parti   | Région   | Position      | Voix         | %            | Rang         | Voix        | %           | Rang        | Sièges  |
| ----- | ------- | ------- | -------- | ------------- | ------------ | ------------ | ------------ | ----------- | ----------- | ----------- | ------- |
| 1986  |         | UDF-RPR | Auvergne | Tête de liste | 338 018      | 46,52        | 1er          |             |             |             | 26 / 47 |
| 1992  | 273 000 | UDF-RPR | Auvergne | Tête de liste | 42,64        | 1er          | 24 / 47      |             |             |             |         |
| 1998  | 228 270 | UDF-RPR | Auvergne | Tête de liste | 40,00        | 1er          | 22 / 47      |             |             |             |         |
| 2004  | UMP-UDF | 215 921 | Auvergne | Tête de liste | 36,39        | 1er          | 299 483      | 47,33       | 2d          | 17 / 47     |         |

### Élections municipales
Les résultats ci-dessous concernent uniquement les élections où il est tête de liste.
| Année | Liste | Liste   | Commune          | 1er tour | 1er tour | 1er tour | 2d tour | 2d tour | 2d tour |
| Année | Liste | Liste   | Commune          | Voix     | %        | Rang     | Voix    | %       | Rang    |
| ----- | ----- | ------- | ---------------- | -------- | -------- | -------- | ------- | ------- | ------- |
| 1959  |       | CNIP    | Clermont-Ferrand | 15 230   | 26,98    | 2e       |         |         |         |
| 1971  |       | FNRI    | Chamalières      |          |          |          |         |         |         |
| 1995  |       | UDF-RPR | Clermont-Ferrand | 17 938   | 40,46    | 2e       | 23 249  | 49,10   | 2e      |

## Littérature

### Inspirations
Tout au long de sa carrière, Valéry Giscard d'Estaing fait part de son admiration pour Guy de Maupassant, allant même jusqu'à participer à un numéro de l'émission de télévision Apostrophes consacré à l'écrivain, le 27 juillet 1979,. Dans son roman Le Passage, il cite Maupassant comme référence, emprunte son style sec et cite à un moment les Contes de la bécasse.
Il fait également régulièrement allusion au poème de Charles Baudelaire Moesta et errabunda, en particulier aux deux derniers couplets, qui évoquent « le vert paradis des amours enfantines »,,.

### Essais

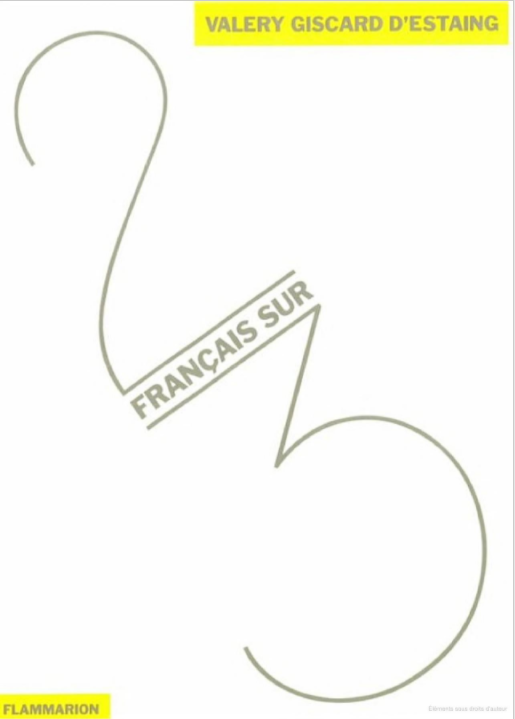
Première de couverture de Deux Français sur trois (1984).

Lors de son septennat, Valéry Giscard d'Estaing publie Démocratie française, un essai qui se vend à plus d'un million d'exemplaires et qui est pour l'essentiel rédigé par Yves Cannac,. Pour la campagne de 1981, il fait paraître L'État de la France, qui est une compilation de ses discours et de son bilan économique, une publication qu'il regrette a posteriori car ne définissant pas une vision politique cohérente. Les essais suivants, Deux Français sur trois et Dans cinq ans, l'an 2000 sont des ouvrages de réflexions politiques et idéologiques plus élaborés et perçus comme des livres-programmes respectivement pour les élections législatives de 1986 et l'élection présidentielle de 1995. Il fait enfin publier, en 2014, Europa, la dernière chance de l'Europe.

### Mémoires
Entre 1988 et 2006, il publie en trois tomes ses mémoires, intitulés Le Pouvoir et la Vie et édités par sa fille Valérie-Anne.

### Romans
Valéry Giscard d'Estaing a publié cinq romans.
Son premier, Le Passage (titre emprunté à un poème de La Fresnaye), paru en 1994 chez Robert Laffont, est un texte sentimental apolitique racontant l'aventure entre un notaire et une jeune auto-stoppeuse. L'œuvre fut un succès commercial, bien que la plupart des critiques raillent l'ouvrage,,.
En 2009, Valéry Giscard d'Estaing publie le roman La Princesse et le Président, qui traite d'une relation sentimentale entre deux personnages rappelant Lady Diana et lui-même. Les médias britanniques hésitent entre « hilarité et curiosité », selon les termes du journal The Guardian. Face aux interrogations, l'ancien président de la République affirme avoir « inventé les faits ».
Il fait publier en 2010 le roman uchronique La Victoire de la Grande Armée, dans lequel il imagine Napoléon Ier triompher de l'armée russe, puis se retirer pacifiquement du pouvoir. Pour Laurent Joffrin, il s'agit d'« une fiction réaliste, une invention vraisemblable qui donne un cours nouveau à l'histoire de France » ; selon lui, Valéry Giscard d'Estaing « connaît bien, de toute évidence, la geste napoléonienne, les mœurs d'une époque, les souffrances de la campagne de Russie, les pensées de l'Empereur et ses habitudes de vie quotidienne jusque dans les détails ».
En 2011, sort le roman Mathilda, qui retrace le destin tragique de Mathilda Schloss, une Allemande vivant en Namibie. En 2020, il publie un cinquième roman, Loin du bruit du monde, dans lequel un ancien président du Sénat français décide dans les années 1990 de disparaître pour se réfugier en République centrafricaine.

### Académie française
Le 11 décembre 2003, Valéry Giscard d'Estaing est élu à l'Académie française dès le premier tour de scrutin, obtenant 19 voix sur 34,. Il est élu au fauteuil numéro 16, laissé vacant par la mort de Léopold Sédar Senghor et précédemment occupé par le duc de Richelieu, Alexandre Ribot ou encore Charles Maurras. Sa candidature avait notamment reçu le soutien de Jean d'Ormesson et d'Hélène Carrère d'Encausse. Selon des médias, cette élection apparaît comme davantage politique que littéraire, Valéry Giscard d'Estaing ayant jusqu'alors écrit uniquement un roman décrié, des essais politiques et ses mémoires,,,. Il est reçu sous la Coupole le 16 décembre 2004 par Jean-Marie Rouart qui commence son discours en rappelant que « l’Académie française, contrairement à l’idée reçue, n'a pas pour but de rassembler exclusivement en son sein les meilleurs écrivains d’une époque, mais de mêler un certain nombre d’entre eux à ceux qui ont honoré la France. Et particulièrement ceux qui l’ont servie. C'est à plus d’un titre votre cas ».

### Récapitulatif de ses livres
- Démocratie française (essai), Fayard, 1976  (ISBN 978-2-213-00395-5).
- L'État de la France, Fayard, 1981  (ISBN 978-2-213-01022-9).
- Deux Français sur trois (essai), éditions Compagnie 12, 1984  (ISBN 978-2-08-064661-3).
- Le Pouvoir et la Vie (mémoires).
  - tome I : La Rencontre, éditions Compagnie 12, 1988.
  - tome II : L'Affrontement, éditions Compagnie 12, 1991.
  - tome III : Choisir, éditions Compagnie 12, 2006  (ISBN 978-2-903866-84-6).
- Le Passage (roman), Robert Laffont, 1994  (ISBN 978-2-221-07852-5).
- Dans cinq ans, l'an 2000 : les enjeux de l'élection présidentielle, éditions Compagnie 12, 1995.
- Les Français, réflexions sur le destin d'un peuple, éditions Compagnie 12, 2000  (ISBN 978-2-259-19184-5).
- Valéry Giscard d'Estaing présente la Constitution pour l'Europe, Albin Michel, 2003  (ISBN 978-2-226-14201-6).
- La Princesse et le Président (roman), éditions de Fallois, 2009  (ISBN 978-2-877067-06-5).
- La Victoire de la Grande Armée (roman), Plon, 2010  (ISBN 978-2-259-21390-5).
- Mathilda (roman), XO éditions, 2011  (ISBN 978-2845635579).
- Europa, la dernière chance de l'Europe (essai), préface de Helmut Schmidt, XO éditions, 2014  (ISBN 978-2845637528) – prix spécial du jury du livre d'économie 2014.
- Loin du bruit du monde (roman), XO éditions, 2020  (ISBN 978-2374483009).

## Résidences et propriétés
Valéry Giscard d'Estaing et son épouse ont leur résidence principale au 11 rue Benouville, à Paris, où se trouve un hôtel particulier de 660 m2, dont 400 de jardin,,.

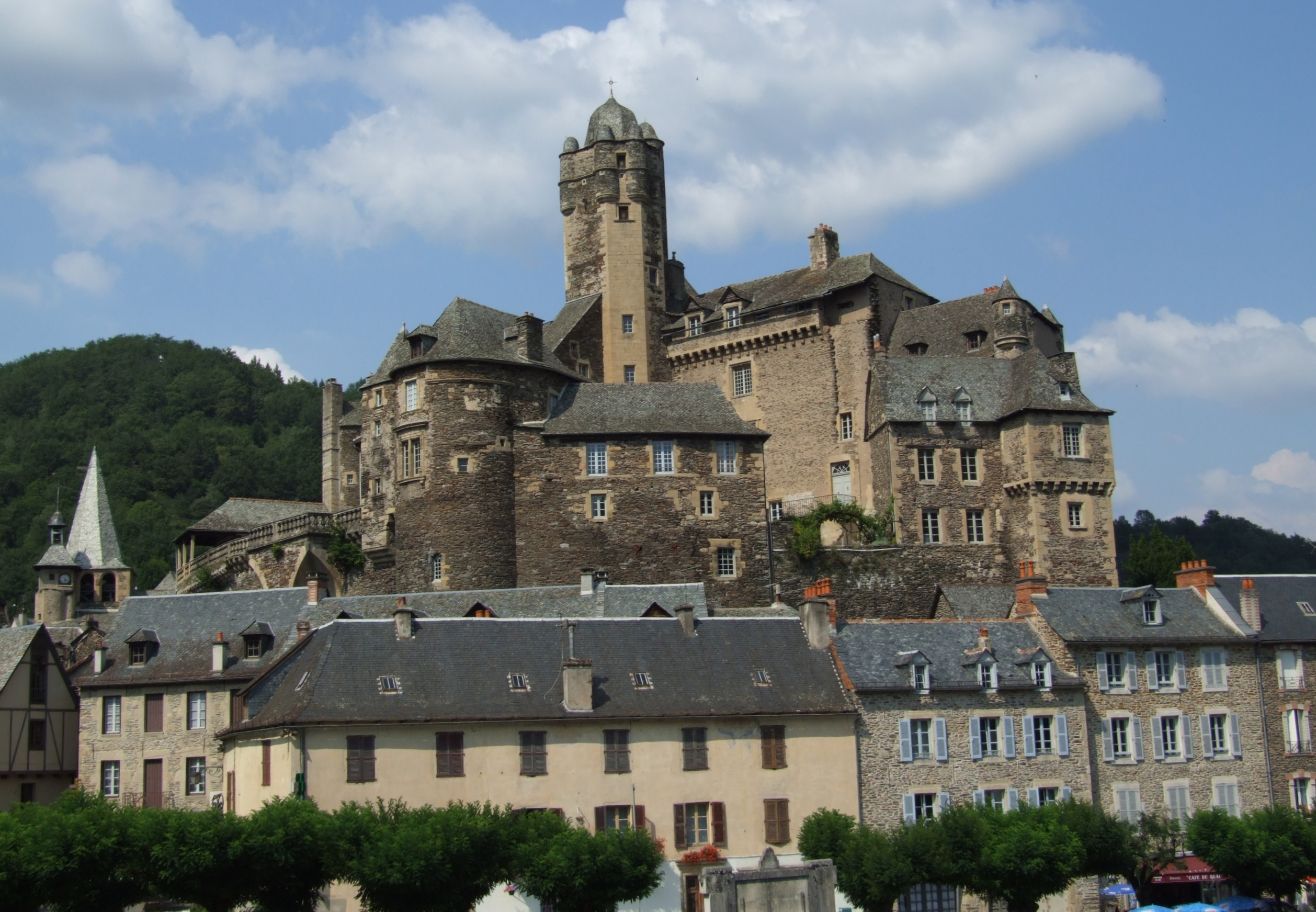
Le château d'Estaing en 2007.

Propriétaire du château de Murol en Saint Amant à Saint-Amant-Tallende (Puy-de-Dôme) — demeure de leurs aïeux La Tour Fondue, rachetée à leurs cousines par René et Edmond Giscard d'Estaing en 1921, aujourd'hui ouverte à la location —, la société civile immobilière formée par Valéry Giscard d'Estaing, son frère Olivier et leur cousin Philippe achète également, en 2005, le château d'Estaing à la commune d'Estaing (Aveyron). Ce monument historique classé en 1945, berceau de la famille d'Estaing, dont il fut la propriété jusqu'en 1836, et qui a longtemps hébergé la communauté des sœurs de Saint-Joseph, est composé de plusieurs bâtiments des XVe, XVIe et XVIIe siècles construits autour d'un ancien donjon.
Valéry Giscard d'Estaing indique que cet achat répond à une logique de mécénat, visant à la restauration et à l'ouverture au public de la bâtisse. Outre la « programmation de concerts, de rencontres et de conférences », il souhaite « faire une place pour [s]es archives personnelles de président de la Convention européenne ». La transaction est critiquée par la congrégation des religieuses de Saint-Joseph, qui avait vendu le château à la commune en dessous du prix du marché afin que celui-ci devienne patrimoine public et aussi pour empêcher qu'il ne tombe entre les mains d'un acheteur étranger ; or, la commune d'Estaing la cède cinq années plus tard aux Giscard d'Estaing. D'après le maire, Jean Pradalier, la municipalité est satisfaite de se décharger de la lourde gestion financière de ce monument, espérant en outre accroître son rayonnement par la célébrité de son propriétaire,.
En 2008, Valéry Giscard d'Estaing met en vente son château de la Varvasse à Chanonat (Puy-de-Dôme) — que son père, maire de la commune de 1936 à 1946, avait acheté dans les années 1930. Vidée de son mobilier, en partie dispersé en 2012 au cours d'une vente aux enchères au profit de la Fondation Valéry-Giscard-d'Estaing, la demeure est enfin cédée en 2020,.
Anne-Aymone Giscard d'Estaing conserve, quant à elle, une propriété familiale des de Brantes, le château de l'Étoile (non loin du château du Fresne, où elle s'est mariée religieusement) à Authon (Loir-et-Cher),,, avec ses bois et terrains. C'est le lieu de villégiature habituel de l'ancien Président et de son épouse, qui figurent sur les listes électorales de la commune à partir de 2017,. C'est d'ailleurs dans un terrain privé acheté par l'ancienne première dame et voisin du cimetière communal (où se situe la chapelle funéraire des Cuillier-Perron et de leurs descendants de Brantes, châtelains du Fresne) que sont inhumés Valéry Giscard d'Estaing et ses proches,.

## Autres engagements et passions

### Fondation Valéry-Giscard-d'Estaing
Créée le 19 septembre 2011, la Fondation Valéry-Giscard-d'Estaing est reconnue d’utilité publique le 16 mars 2012. Elle affiche pour objectif de faire connaître la période de la France et de l’Europe durant laquelle Valéry Giscard d’Estaing a été actif en politique, en particulier celle de sa présidence. Pour ce faire, elle propose aux chercheurs des documents, notamment des archives personnelles jamais publiées. Cette fondation vise également à participer à l'accroissement de la « conscience européenne ».
La fondation, en partenariat avec la Fondation Robert-Schuman, remet chaque année un prix à un étudiant (en deuxième ou troisième cycle) qui se consacre aux questions européennes. Le jury, présidé par Valéry Giscard d’Estaing, retient un lauréat et un ou deux suppléants : le premier reçoit une somme de 1 200 euros, et chaque suppléant 600 euros.

### Chasse et safaris
Grand amateur de chasse, Valéry Giscard d'Estaing participe notamment aux chasses présidentielles quand le général de Gaulle est chef de l'État et prend part à de nombreux safaris en Afrique,. Cité en 1971 pour la prise d’une antilope dans le Rowland Ward, une publication de records des grands chasseurs, il aurait tué une cinquantaine d'éléphants,. En 1977, Gilbert Laffaille compose sur ce thème une chanson satirique, Le Président et l'Éléphant.

### Accordéon
Valéry Giscard d'Estaing est accordéoniste amateur. Alors ministre de l'Économie et des Finances, il fait une première démonstration à la télévision le 29 septembre 1970 dans l'émission Midi Magazine, animée par Danièle Gilbert enregistrée dans le jardin de la mairie de Chamalières où il a interprêté en tant qu'auvergnat "Je veux revoir ma Normandie" et en tant que ministre des Finances, "Je cherche fortune autour du chat noir" ; il sera révélé ultérieurement qu’il s'agissait d'un playback. Mais il démontre ses talents de musicien en direct à d'autres occasions, notamment sur Canal+ en 2011, dans l'émission Le Grand Journal. Le 24 juin 1973 il participe au "Festival mondial de l'accordéon" à Montmorency à l'occasion duquel il déclare « Si tous les hommes politiques jouaient de l'accordéon on s'entendrait mieux ».

## Dans les arts et la culture populaire

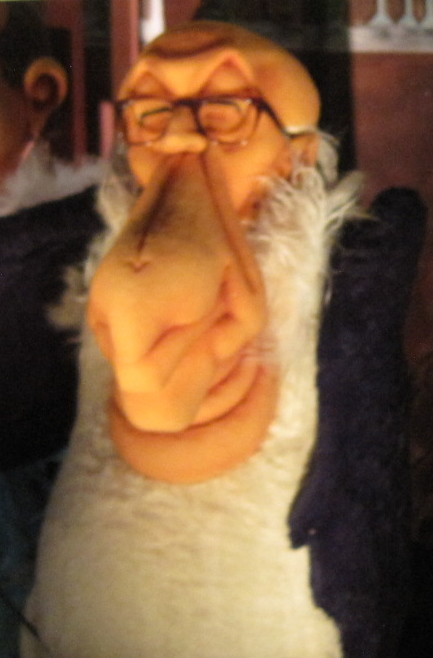
Marionnette de Valéry Giscard d'Estaing dans Le Bébête show.

### Imitation
Durant sa présidence, l'humoriste Thierry Le Luron, parfois interrogé par Pierre Desproges, imite et raille Valéry Giscard d'Estaing sur sa façon de parler et sur sa communication (dîners chez des Français, entretiens au coin du feu, etc.).

### Filmographie

#### Télévision
Après son départ de l'Élysée, Valéry Giscard d'Estaing continue à être parodié par Le Bébête show, où il sera le seul homme politique à avoir successivement trois marionnettes à son effigie : la première le représente en humain, pour faire un duo avec la marionnette de Gaston Defferre, parodiant le duo Statler et Waldorf du Muppet Show ; à la mort de Gaston Defferre, sa marionnette est remplacée par un marabout puis par un singe à tambour. Il est également parodié dans Les Guignols de l'info.

##### Documentaire
- 1974 : 1974, une partie de campagne de Raymond Depardon, diffusé pour la première fois en 2002.
- 2007 : Valéry Giscard d'Estaing, la France au fond des yeux d'Emmanuel Descombes et Guy Job.
- 2010 : Un jour, un destin : Valéry Giscard d'Estaing, l'homme qui voulait être aimé diffusé sur France 2.
- 2012 : Giscard, l'homme blessé de Frédéric Brunnquell et Franz-Olivier Giesbert, diffusé sur France 3.
- 2013 :
  - Giscard, l'impossible retour par Laurent Lutaud.
  - Valéry Giscard d'Estaing : l'homme qui voulait être aimé par Serge Khalfon.
- 2015 : Valéry Giscard d'Estaing, sans rancune et sans retenue, entretiens avec Frédéric Mitterrand, diffusés sur LCP.
- 2017 : Giscard, de vous à moi : les confidences d’un président par Georges-Marc Benamou, diffusé sur France 3.
- 2019 :1974, l’alternance Giscard de Pierre Bonte-Joseph, diffusé sur Public Sénat.
- 2024 : Giscard, le premier président moderne ? diffusé sur Public Sénat.

##### Téléfilm
- 2011 : Mort d'un président de Pierre Aknine, joué par Xavier de Guillebon
- 2013 : La Rupture de Laurent Heynemann, joué par Hippolyte Girardot.

### Musique

#### Chanson
La passion de Valéry Giscard d'Estaing pour la chasse et l'accordéon ainsi que les relations franco-africaines inspirent plusieurs chansonniers et chanteurs adoptant un texte satirique voire contestataire tels que Laffaille, Le Luron, Gérard La Viny, Tchibanga avec Giscard Bongo, Michel Adélaïde, Sophie Darel, Michel Polnareff ou encore Jean-Patrick Capdevielle,.

### Statuaire
Une statue de cire le représentant est installée de son vivant au musée Grévin, à Paris, mais est retirée après avoir été subtilisée en 1980 par des motards opposés à la vignette.

### Théâtre
- 2007-2008 : Débats 1974-1981, d'après les débats télévisés pour les élections présidentielles de 1974 et 1981 entre Valéry Giscard d'Estaing (interprété par Jacques Weber) et François Mitterrand (interprété par Jean-François Balmer) ; mise en scène de Jean-Marie Duprez, au théâtre de la Madeleine.

### Jeu de société
Un jeu de cartes le caricaturant en personnages de l'histoire de France est édité puis interdit en 1976 sur le fondement du droit à l'image.

## Armoiries et emblème personnel

Armoiries de Valéry Giscard d'Estaing comme chevalier de l'ordre du Séraphin.

La famille Giscard d'Estaing a relevé, en même temps que le nom (en 1922 et 1923), les armes d'Estaing, d’azur à trois fleurs de lis d'or, au chef du même,.
En tant que chef de l'État, Valéry Giscard d'Estaing choisit comme emblème personnel un faisceau de licteur entouré d'une couronne de lauriers,. Le même symbole est reporté sur ses armoiries en tant que chevalier de l'ordre de l'Éléphant (Danemark) et chevalier de l'ordre des Séraphins (Suède).

## Distinctions et hommages

### Principaux titres reçus en tant que président de la République
- Grand maître de l'ordre national de la Légion d'honneur (1974-1981)
- Grand maître de l'ordre national du Mérite (1974-1981)
- Chanoine d'honneur de l'archibasilique Saint-Jean-de-Latran (1974-1981 ; prend possession de sa stalle en 1978)[x],[382].

### Décorations françaises
- Grand-croix de la Légion d'honneur (1974), de droit en tant que grand maître de l'ordre
- Grand-croix de l'ordre national du Mérite (1974), de droit en tant que grand maître de l'ordre
- Croix de guerre 1939-1945 avec étoile de vermeil[346]

### Décorations étrangères
- Grand-croix, classe spéciale de l'ordre du Mérite (Allemagne de l'Ouest, 21 avril 1975)[383]
- Médaille de l'ordre du Mérite de Bade-Wurtemberg (Allemagne, 2005)
- Collier de l'ordre du roi Abdelaziz (Arabie saoudite, 23 janvier 1977)[384]
- Collier de l'ordre d'Al Khalifa (Bahreïn, 3 mars 1980)[384]
- Grand collier de l'ordre national de la Croix du Sud (Brésil, 5 octobre 1976)[385]
- Grand-croix de l'ordre de Rio Branco (Brésil, 4 octobre 1978)[384]
- Grand-croix de l'ordre du Congrès national (Brésil, 5 octobre 1978)[384]
- Grand-croix de l'ordre de la Valeur (Cameroun, février 1979)[384]
- Grand-croix de l'ordre du Mérite centrafricain (Centrafrique, 4 janvier 1976)
- Grand-croix de l'ordre de Boyacá (Colombie, juin 1979)[384]
- Grand-croix de l'ordre national de la République de Côte d'Ivoire (Côte d'Ivoire, 12 août 1976)[384]
- Chevalier de l'ordre de l'Éléphant (Danemark, 1978)
- Collier de l'ordre du Nil (Égypte, janvier 1975)[384]
- Grand cordon de l'ordre d'Al Nahyane (it) (Émirats arabes unis, mars 1980)[384]
- Chevalier du collier de l'ordre d'Isabelle la Catholique (Espagne, 1976 ; grand-croix en 1963[383])
- Collier de l'ordre de Charles III (Espagne, 28 juin 1978)[383]
- Bronze Star Medal (États-Unis, 1945)[346]
- Commandeur grand-croix avec collier de l’ordre de la Rose blanche (Finlande, 1980)
- Grand-croix de l'ordre de l'Étoile équatoriale (Gabon, août 1976)[384]
- Grand-croix de l'ordre du sauveur (Grèce, 15 septembre 1975)[383]
- Grand-croix de l'ordre de national du Mérite (Guinée, 1978)[384]
- Grand-croix avec collier de l'ordre des Palavi (État impérial d'Iran, 4 octobre 1976)[386]
- Chevalier grand-croix au grand cordon de l’ordre du Mérite de la République italienne (Italie, 1973)
- Collier de l'ordre de Ali ibn Hussein (Jordanie, 8 mars 1980)[384]
- Collier de l'ordre de Mubarak le Grand (en) (Koweït, mars 1980)[384]
- Chevalier de l'ordre du Lion d'or de la maison de Nassau (Luxembourg, 18 septembre 1978)[387]
- Grand-croix de l'ordre national du Mali (Mali, 13 février 1977)[384]
- Collier de l'ordre de la Souveraineté (Maroc, 3 mai 1975)[384]
- Collier de l'ordre de l’Aigle aztèque (Mexique, 18 février 1979)[388],[389]
- Grand-croix de l'ordre de Saint-Charles (Monaco, 3 juin 1976)
- Grand-croix avec collier de l'ordre de Saint-Olaf (Norvège, 1962)
- Première classe de l'ordre d'Oman (Oman, mars 1980)[384]
- Bailli grand-croix d'honneur et de dévotion de l'ordre souverain de Malte (2003)
- Grand-croix de l'ordre pro Merito Melitensi (1974)
- Grand-croix de l'ordre de Vasco Núñez de Balboa (Panama, 7 mai 1979)[384]
- Grand-croix de l'ordre du mérite de la République (Pologne, 16 janvier 1975)[383]
- Collier de l'ordre de Sant'Iago de l'Épée (Portugal, 20 septembre 1975)
- Grand-collier de l'ordre de l'Infant Dom Henri (Portugal, 29 août 1979)[384]
- Collier de l'ordre de l'Indépendance (Qatar, mars 1980)[384]
- Première classe de l'ordre de l'Étoile de la République socialiste (Roumanie, 17 janvier 1979)[390]
- Chevalier grand-croix de l'ordre du Bain (Royaume-Uni, 22 juin 1976)
- Grand-croix de l'ordre des Milles Collines (Rwanda, 1977)[384]
- Grand-croix de l'ordre national du Lion du Sénégal (Sénégal 26 juin 1978)[384]
- Collier de l’ordre des Deux Nils (Soudan, 1977)
- Chevalier de l'ordre des Séraphins (Suède, 16 juin 1980)
- Grand cordon de l'ordre des Omeyyades (Syrie, 14 mars 1976)[383]
- Collier de l'ordre national du Tchad (Tchad, novembre 1974)[384]
- Grand-croix de l'ordre du Mono (Togo, 1980)[384]
- Grand cordon de l'ordre de l'Indépendance (Tunisie, novembre 1975)[384]
- Grand-croix de l'ordre du Libérateur (Venezuela, 14 avril 1980)[384]
- Collier de l'ordre de la République (Yémen, 17 juin 1976)[384]
- Grand-croix de l'ordre de l'Étoile (Yougoslavie, 13 décembre 1976)[383]
- Grand-croix de l'ordre national du Léopard (Zaïre, 7 août 1975)[384]

### Autres distinctions
- Médaille Nansen, décernée par le Haut Commissariat des Nations unies pour les réfugiés (1979)[391]
- Médaille d'or de la Fondation Jean-Monnet pour l'Europe (2001)
- Prix international Charlemagne d'Aix-la-Chapelle (2003)
- Prix de la Fondation du Parlement grec pour le Parlementarisme et la Démocratie (2009)
- Parrain du Cycle des hautes études européennes de l'ENA (2009)
- Prix du Mémorial, grand prix littéraire d'Ajaccio pour La Victoire de la Grande Armée, Plon (2011)
- Prix des médias du prix franco-allemand du journalisme (2014)

Plusieurs universités lui ont décerné un doctorat honoris causa, dont :
- la Wharton School de l'université de Pennsylvanie en économie[392] ;
- l'université Lusíada de Porto (Portugal, 2007)[393].
- l'université du Caire (Égypte).

### Postérité
Le boulevard Valéry-Giscard-d'Estaing, grande artère d'Abidjan, est rebaptisé en son honneur en 1978, à la demande du président Félix Houphouët-Boigny, lors d'une visite officielle du chef de l’État français en Côte d'Ivoire,.
En 2023, au moins 25 lieux publics sont baptisés de son nom.
Après sa mort, plusieurs lieux sont cités pour être rebaptisés en son hommage. Le 2 février 2021, une première avenue est inaugurée à son nom en France, à Amiens. Le mois suivant, à la suite de l’adoption à l’unanimité d'une proposition de résolution déposée par le groupe UDI et indépendants à l’Assemblée nationale, le ministère de la Culture annonce que son nom sera accolé à ceux du musée d'Orsay, dont il a lancé les travaux, et du musée de l'Orangerie, ainsi légalement dénommés « établissement public du musée d’Orsay et du musée de l’Orangerie Valéry-Giscard-d’Estaing »,. À la fin de l’année 2021, l'avenue de Fontmaure — qui a été percée sous son impulsion lorsqu’il était maire et où il a inauguré le collège Teilhard-de-Chardin et la gendarmerie — de Chamalières sera renommée en son nom, tandis que La Poste lancera un timbre à son effigie.
Le 2 février 2021, jour de sa naissance, aurait dû avoir lieu un hommage au Parlement européen de Strasbourg, mais celui-ci est reporté en raison de la crise sanitaire,. L'hommage a finalement lieu le 2 décembre 2021, au premier anniversaire de sa mort, en présence de plusieurs personnalités politiques dont sa veuve et Emmanuel Macron qui salue sa contribution à l'égard des institutions européennes,.
Une plaque est inaugurée en son honneur dans l'hémicycle du palais Bourbon le 2 février 2022, alors qu'il est le seul ancien chef de l'État français à avoir siégé à l'Assemblée nationale après sa présidence, avant François Hollande, et qu'il a été élu onze fois député sous deux républiques.
Le quai situé en face du musée d'Orsay à Paris est baptisé en son honneur le 17 mars 2023, malgré une polémique concernant les accusations d'agressions sexuelles proférées à son encontre par deux femmes,. Le 11 septembre 2023, c'est au tour de la gare du RER C d'être rebaptisée « gare du Musée d'Orsay - Valéry Giscard d'Estaing ». Un lycée dans le Puy-de-Dôme prend également son nom, ce qui est une première pour un président de la République en France.

#### Biographies
- Jean-Claude Colliard, Les Républicains indépendants : Valéry Giscard d'Estaing, Presses universitaires de France, 1972.
- André Pautard, Valéry Giscard d'Estaing, Edipa, Collection Close-Up, 1974.
- François Lancel, Valéry Giscard d'Estaing : de Chamalières à l'Élysée, Belfond, 1974.
- Xavier de la Fournière (préf. Raymond Tournoux), Giscard d'Estaing et Nous, Plon, 1976, 275 p. (ISBN 978-2-259-00030-7).
- Olivier Todd, La Marelle de Giscard (1926-1974), Robert Laffont, coll. « Notre époque », 1977, 486 p. (ISBN 978-2-221-01691-6).
- Joseph Jonas, Anne Nourry, Giscard de tous les jours, Fayolle, 1978.
- Pol Bruno, La Saga des Giscard, Ramsay, coll. « Document », 1980, 263 p. (ISBN 978-2-85956-185-7, lire en ligne).
- Arthur Conte, L'Homme Giscard, Plon, 1981.
- Jean Bothorel, Le Pharaon : histoire du septennat giscardien, 19 mai 1974-22 mars 1978, Grasset, 1983.
- Stéphane Denis, La Chute de la maison Giscard, Jean-Claude Lattès, 1981, 231 p. (ISBN 978-2-7096-0089-7).
- Philippe Reinhard, Le Revenant, Albin Michel, 1990 (prix du meilleur livre politique en 1991).
- Arnaud Jacquet, Valéry Giscard d'Estaing (1974-1981), La Ferté-Saint-Aubin, l'Archer, 1999.
- Agathe Fourgnaud, Valéry Giscard d'Estaing : entretiens, Flammarion, 2001  (ISBN 978-2-08-068125-6).
- Pascal Geneste, Archives de la présidence de la République : Valéry Giscard d'Estaing, Paris, Archives nationales - Somogy, éditions d'art, 2007.
- Roger Chinaud, De Giscard à Sarkozy : dans les coulisses de la Ve, L'Archipel, 2009.
- Frédéric Abadie, Jean-Pierre Corcelette, Valéry Giscard d'Estaing, Nouveau Monde, 2009.
- Georges Valance, VGE, une vie, Paris, Flammarion, 2011, 618 p.
- Éric Roussel, Valéry Giscard d'Estaing, Paris, L’Observatoire, 2018, 576 p. (ISBN 979-10-329-0249-3).
- Mathias Bernard, Valéry Giscard d'Estaing : les ambitions déçues, Paris, Dunod (format poche), coll. « Ekho », 2020 (1re éd. 2014, éditions Armand Colin), 552 p. (ISBN 978-2-10-080878-6).
- Philippe Ratte, Valéry Giscard d'Estaing, l'autre grand président, Paris, Odile Jacob, coll. « Histoire », 2020, 293 p. (ISBN 978-2738153623).

#### Études thématiques
- Alfred Fabre-Luce, Les Cent Premiers Jours de Giscard, Éditions Robert Laffont, 1974, 275 p. (ISBN 978-2-221-20468-9, lire en ligne).
- Jean-Marie Cotteret, Claude Emeri, Jacques Gerstlé, René Moreau, Giscard d'Estaing / Mitterrand, 54 774 mots pour convaincre, Presses universitaires de France, Paris, 1976.
- Pierre Pellissier, La Vie quotidienne à l'Élysée au temps de Valéry Giscard d'Estaing, Hachette, 1978, 276 p. (ISBN 978-2-01-004930-9).
- Bernard Lecompte, Christian Sauvage, Les Giscardiens, Albin Michel, 1978.
- Jean Bothorel, La République mondaine : essai sur le giscardisme, Grasset, 1979.
- Samy Cohen et Marie-Claude Smouts, La Politique extérieure de Valéry Giscard d'Estaing, Paris, Presses de la Fondation nationale des sciences politiques, 1985, 436 p. (ISBN 2-7246-0515-2, lire en ligne).
- Daniel Bach, La politique africaine de Valery Giscard d'Estaing : contraintes historiques et nouveaux espaces économiques, université Bordeaux-I, Centre d'étude d'Afrique Noire, Institut d'études politiques, coll. « Travaux et documents » (no 6), 1984, 29 p. (ISSN 0298-8879).
- Serge Berstein, René Rémond et Jean-François Sirinelli, Les Années Giscard : institutions et pratiques politiques (1974-1978), Paris, Fayard, coll. « Nouvelles études contemporaines », 2003, 279 p. (ISBN 978-2-213-61737-4, lire en ligne).
- Michèle Weinachter, Valéry Giscard d'Estaing et l'Allemagne : le double rêve inachevé, L'Harmattan, 2004.
- Serge Berstein et Jean-François Sirinelli, Les Années Giscard : Valéry Giscard d'Estaing et l'Europe (1974-1981), Paris, Armand Colin, 2006, 272 p. (ISBN 978-2-200-34583-9, lire en ligne).
- Serge Berstein et Jean-François Sirinelli, Les Années Giscard : les réformes de société (1974-1981), Paris, Armand Colin, 2007, 296 p. (ISBN 978-2-200-35036-9, lire en ligne), [présentation en ligne].
- Serge Berstein, Jean-Claude Casanova et Jean-François Sirinelli, Les Années Giscard : la politique économique (1974-1981), Paris, Armand Colin, 2009, 192 p. (ISBN 978-2-200-35468-8).
- Serge Berstein et Jean-François Sirinelli, Les Années Giscard : 1978-1981 : les institutions à l'épreuve ?, Paris, Armand Colin, 2010, 136 p. (ISBN 978-2-200-24644-0, lire en ligne).
- Damon Mayaffre, Le Discours présidentiel sous la Ve République : Chirac, Mitterrand, Giscard, Pompidou, de Gaulle, Paris, Presses de Sciences Po, 2012, 384 pages  (ISBN 2724612442).
- Raymond-François Le Bris, Une modernisation interrompue : regard sur le septennat de Valéry Giscard d'Estaing, Paris, France-Empire, 2013  (ISBN 978-2-7048-1207-3).
- Éric Reinhardt, Comédies françaises, Paris, Éditions Gallimard, coll. « Blanche », 2020, 480 p. (ISBN 978-2-07-279698-2) – roman sur le lancement du Minitel par Valéry Giscard d'Estaing.

### Archives
Les archives de la présidence de Valéry Giscard d'Estaing (archives du secrétariat particulier, des collaborateurs du président et des services de l'Élysée comme le service photographique et le service du protocole) sont conservées aux Archives nationales, dans la série 5/AG(3). Comme pour les archives des présidents de la République antérieures à 2008, la communication est restreinte durant 60 ans.
Les archives de Valéry Giscard d'Estaing antérieures et postérieures à son septennat (archives privées, archives du ministre de l'Économie et des Finances, archives des campagnes électorales de 1974 et 1981, manuscrits des publications, albums et tirages photographiques) sont également conservées aux Archives nationales, dans le fonds 500/AJ.